# 東頭邨
東頭邨（英語：Tung Tau Estate）是香港的一個公共屋邨，曾經分為「東頭（一）邨」及「東頭（二）邨」，位於新蒲崗和九龍城之間，屬黃大仙區。屋邨重建後，原「東頭（一）邨」已易名為東匯邨（英語：Tung Wui Estate）。

## 概要

### 東頭邨
東頭邨重建前有23座徙廈，為方便管理，香港房屋委員會於1995年7月將東頭邨分為「東頭（一）邨」及「東頭（二）邨」。

### 重建
2014年，餘下的第22座徙置大廈拆卸，「東頭（一）邨」僅餘的大廈消失，現時只剩下「東頭（二）邨」，而原先的第22座及23座重建後分別成為「東匯邨第一期」以及「東匯邨第二期」。
已故前首爾市長朴元淳曾經在2012年6月11日參觀東匯邨第一期，時任房屋署署長栢志高陪同視察屋邨設施。
東匯邨第二期於2019年中定名為匯智樓，已於2019年中平頂並於2020年5月落成、同年7月23日起開始入伙，總共提供1033個單位。
屋邨管理方面，東頭（二）邨是由「東頭（二）邨業主立案法團」負責。

## 歷史

### 木屋區
東頭邨的前身是東頭村木屋區，位於九龍寨城、衙前圍村和賈炳達道之間。東頭村因居民聚居在九龍寨城東邊城牆外而得名。1910年，孫中山兄長孫壽屏曾居於東頭村24號屋，並用於招募中国同盟会黨人。戰後，內地難民湧港，東頭村已成為香港主要的木屋區之一。1950年1月19日，九龍城發生大火。1951年11月21日，東頭村木屋區大火，超過1萬人無家可歸。政府禁止災民在災區重建木屋，將災民徙置到牛頭角福華村徙置區，因牛頭角位置偏遠，災民怒聲載道，只有百多戶願意搬遷。1952年至1953年，政府決定收回災區地皮、清拆潮平村周邊木屋及於白鶴山興建東頭平房區。1959年，政府清拆東頭村以興建徙置大廈，1960年正式動工，1961年落成。

### 徙置屋邨
東頭邨重建前為徙置屋邨，並擁有香港首批舊長型大廈（第二型徙置大廈）（第1-21座）及兩幢舊長型大廈（第四型徙置大廈）（第22及23座；當中第22座是全港首幢舊長型大廈（第四型徙置大廈））。與舊長型大廈（第一型徙置大廈）一樣，這些舊長型大廈（第二型徙置大廈）大多數均分為兩翼，但它們除透過兩翼中間的廁樓相連外，每翼兩端也設通道通往另一翼，其樓梯亦改設在每翼兩端中間位置，因此俯瞰外觀會呈「日」字型，只有第9及11座使用單幢式設計，其樓梯設在樓宇中間突出的位置。另外，本邨部份位置於重建時仍在飛機航道之下，樓宇高度受限制，所以本邨部份樓宇只興建了15層（住宅層數14層），部份甚至只興建了8-13層（住宅層數7-12層）。而第22座設計與後期的同款大廈不同，其大廈中部設有兩伙較大單位，原先擬作公用廁所之用，在入伙前因所有單位升級至使用獨立廚廁而改建為單位出租。
為方便管理，邨內所有徙廈於1965年10月18日由英文字母座號，更改為數字座號（如M座改為第22座）。

#### 重建徙置大廈
所有第二型徙置大廈於1982-1988年清拆重建（當中最後清拆的14-18座住戶指定接收屋邨為竹園北邨），當中第五至七期重建後，與鳳德邨及天耀邨一併成為慈雲山邨及秀茂坪邨重建接收屋邨，故本邨後期建成樓宇的住戶主要來自原慈樂邨17-32座、慈愛邨41-42、45-47座及慈正邨52-53座，而秀茂坪邨1-17座首批重建戶亦是來自此等樓宇主要住戶；而在1990-91年間，部分單位亦撥作提前安置受油塘邨、白田邨及元洲街邨重建影響的居民。2002年香港房屋委員會推行租者置其屋計劃，東頭（二）邨為目標屋邨之一。屋邨於2004年正式成立業主立案法團，現由香港房屋委員會負責屋邨物業管理。
邨內兩座第四型徙置大廈均牽涉在26座問題公屋醜聞當中，其中第23座石屎強度只有約10MPa，遠低於標準，原訂在2001年5月31日騰空，及後延至同年9月收回所有住宅單位；但由於地舖租戶不滿賠償條件，延誤一年至2002年清拆，原址所在地其後易名為東匯邨一期。
而第22座更於1987年8月被揭發石屎強度只有約7MPa，遠低於標準，並曾經加裝鋼架支撐，原本獲納入「整體重建計劃」，需要與其他同類樓宇在1992年重建，住戶會獲安置到同年年初落成的鳳德邨三期；但在1991年，房委會改為動用了3000萬用來翻新該大廈；與此同時，為配合安置慈雲山邨及秀茂坪下邨單身長者，第22座部份已騰空單位撥予上述人士居住，但此政策備受批評。
2008年1月15日，香港房屋委員會表示，經過全面勘察及評估成果效益後，認為第22座在結構上雖然安全，但必須耗資4,600萬港元（以當時造價計）進行維修，才可繼續使用15年，並會對受影響居民構成滋擾，故此在2010年決定於2013年清拆第22座，居住於22座的住戶，將獲遷徙至於2012年落成的東匯邨，以及美東邨美仁樓。
至於與第22座相連的獻主會溥仁小學則會保留。房委會將與教育局及校方成立聯絡小組，確保在工程進行期間，學校環境安全及減少工程對學校造成的滋擾。但是，由於獻主會溥仁小學原來的後梯與22座共用，校舍需進行改建及加建工程才能符合消防要求，故此樓宇實際上延至2014年才開始清拆工程。

### 東匯邨

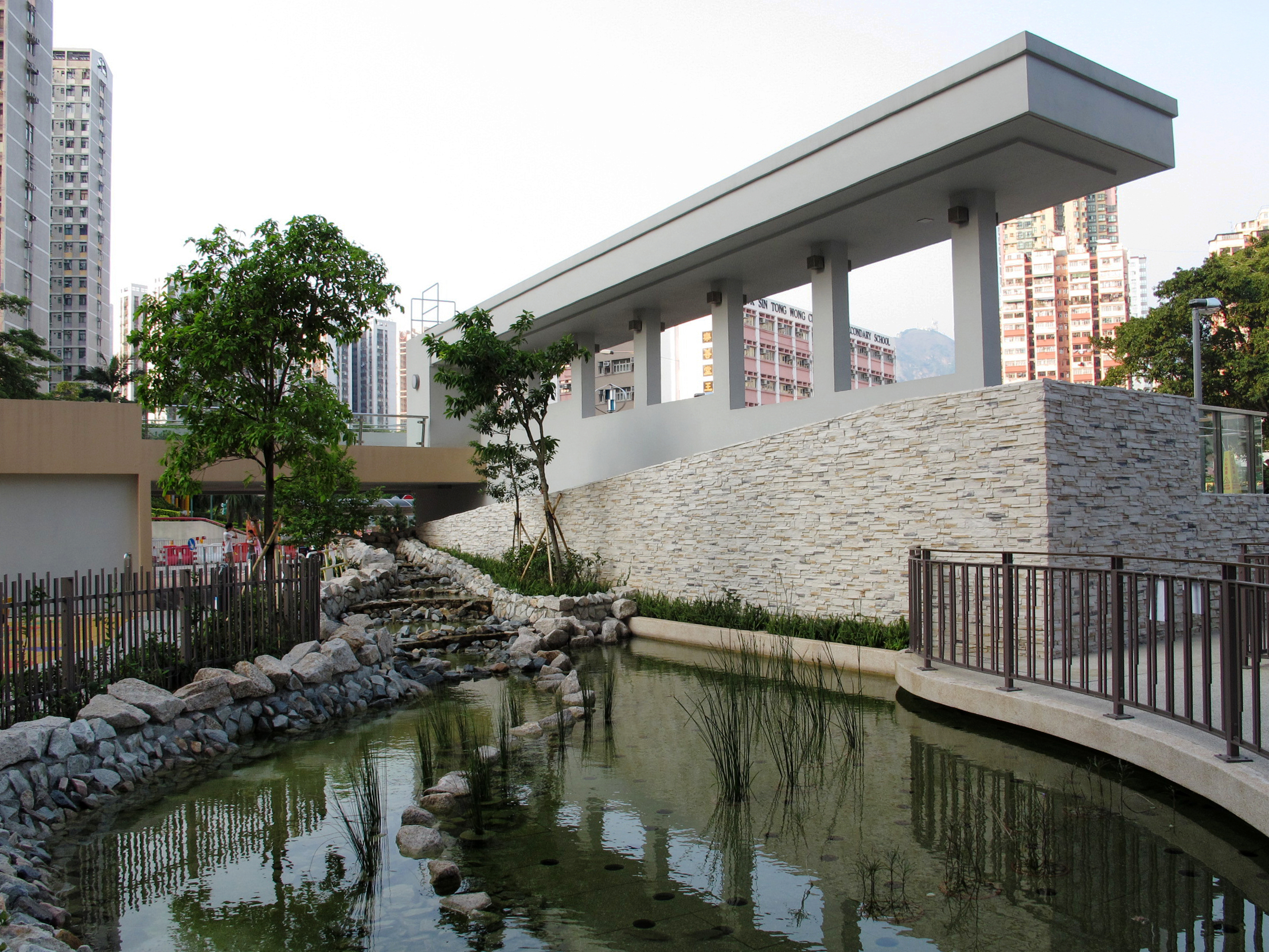
東匯邨內的模擬生態公園，由學者鄭炳鴻爭取而建（2012年10月）

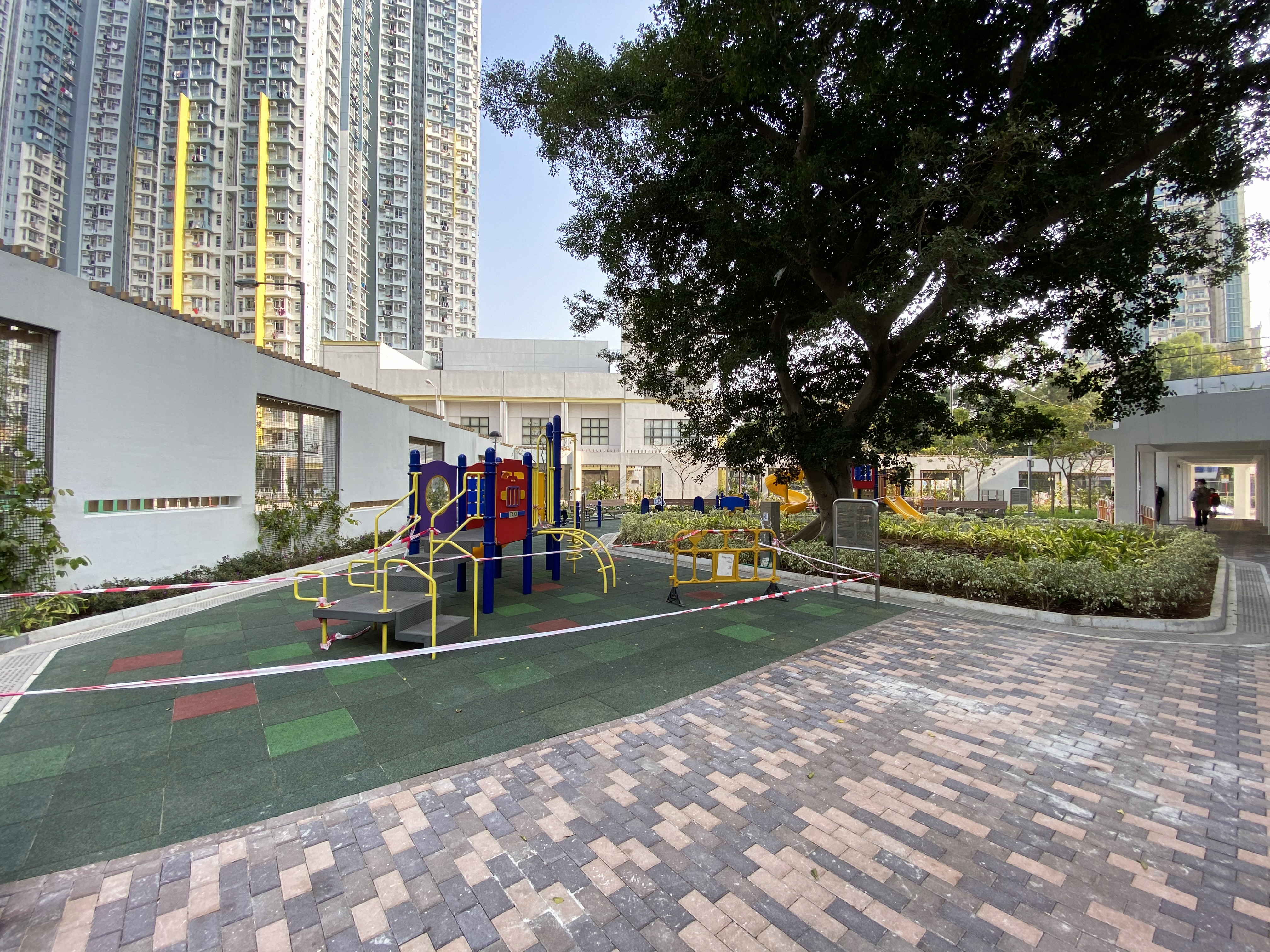
二期兒童遊樂場

東匯邨重建前為東頭邨第22及23座，屬第四型徙置大廈，分別在2013及2002年清拆，並分別屬東頭邨重建第八及九期計劃。由於當時東頭（一）邨已列入重建計劃，而東頭（二）邨則已列入租者置其屋計劃，故此為方便管理，遂把新建的東頭邨重建第八、九期分拆出來，還設置獨立的屋邨辦事處，並易名為東匯邨。
房委會在第九期發展計劃（東匯邨第一期）同時興建了一所社區中心，以象徵式租金租予民政事務總署，不過該社區中心仍維持名為「東頭社區中心」（門牌號碼位於樂善道26號，而此邨亦是黃大仙區最南端邊緣、周邊建築設施大多已踏進九龍城區。
東頭邨第九期重建工程原址為東頭邨第23座，由房屋署高級建築師岑苑樺為首及其團隊聯合設計。地基工程於2008年1月開始，2009年2月竣工，並於2012年完成上蓋工程。房署總結構工程師陳少德指，重建後將有兩座公屋落成，兩座高度由有兩幢101至112米高的公屋樓宇，匯仁樓高35至38層，匯心樓則高29至34層，單位面積由14.03至39.66 m2（151.0至426.9 sq ft）。
為配合啟德發展計劃，房委會曾兩度修改設計：先於2002年將大廈由三座呈Y字形特別版本新和諧式大廈，改為兩座約45層樓高150多米的非標準型樓宇，其後再降低密度為兩座高度由101至112米的公屋單位，並採用拾級而下的設計、即兩座樓宇高度呈遞減設計，確保獅子山景貌不會被樓宇阻擋；故此特別減低兩座公屋樓層的高度，由150多米減至110多米，令市民日後在區內甚至維港對岸、都能欣賞獅子山的山脊線。同時將連接兩座公屋的鄰翼留空地下部份空間，形成約6米高、闊7米樓層的空間，增加空氣對流及日照，更特別採用拾級而下的設計。

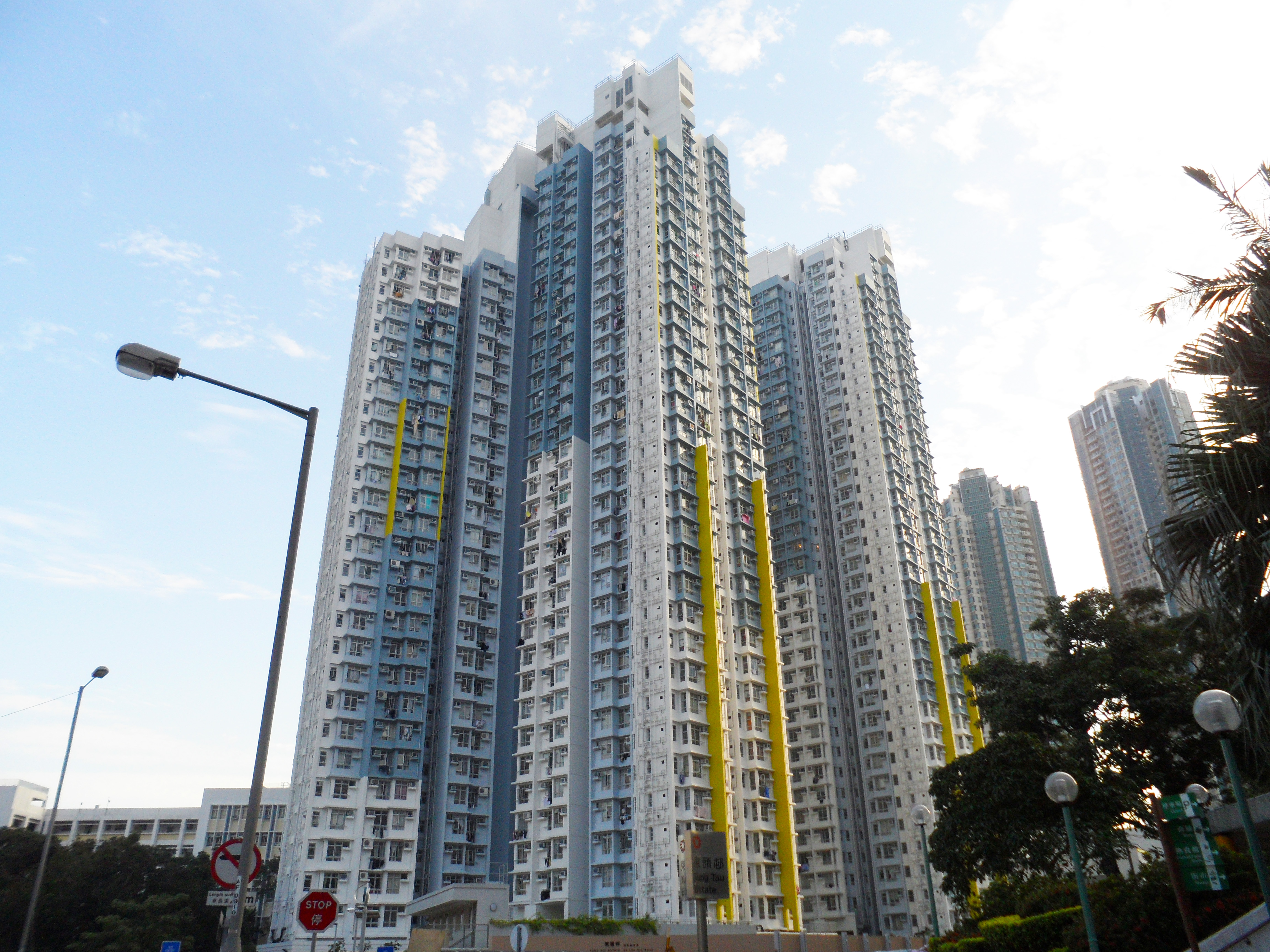
東頭邨重建第九期（東匯邨）外貌（2012年11月）
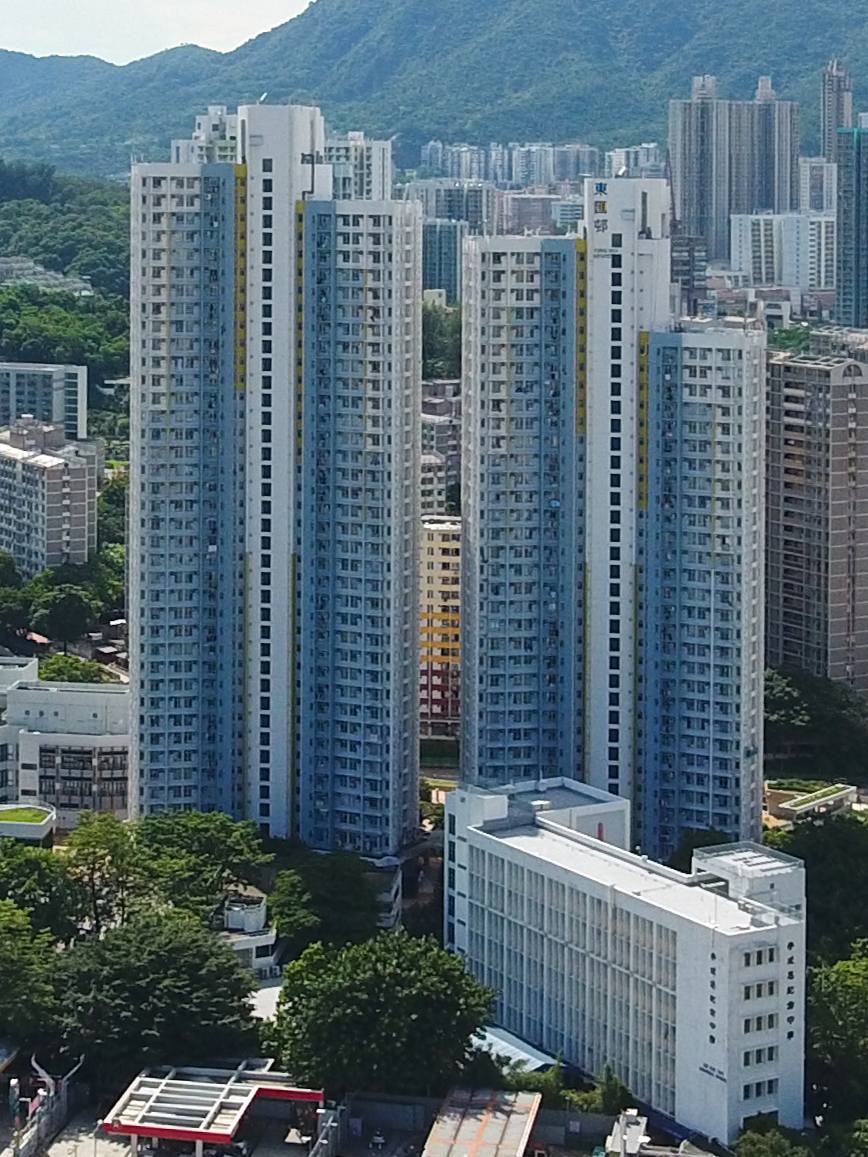
匯仁樓及匯心樓（2017年7月）
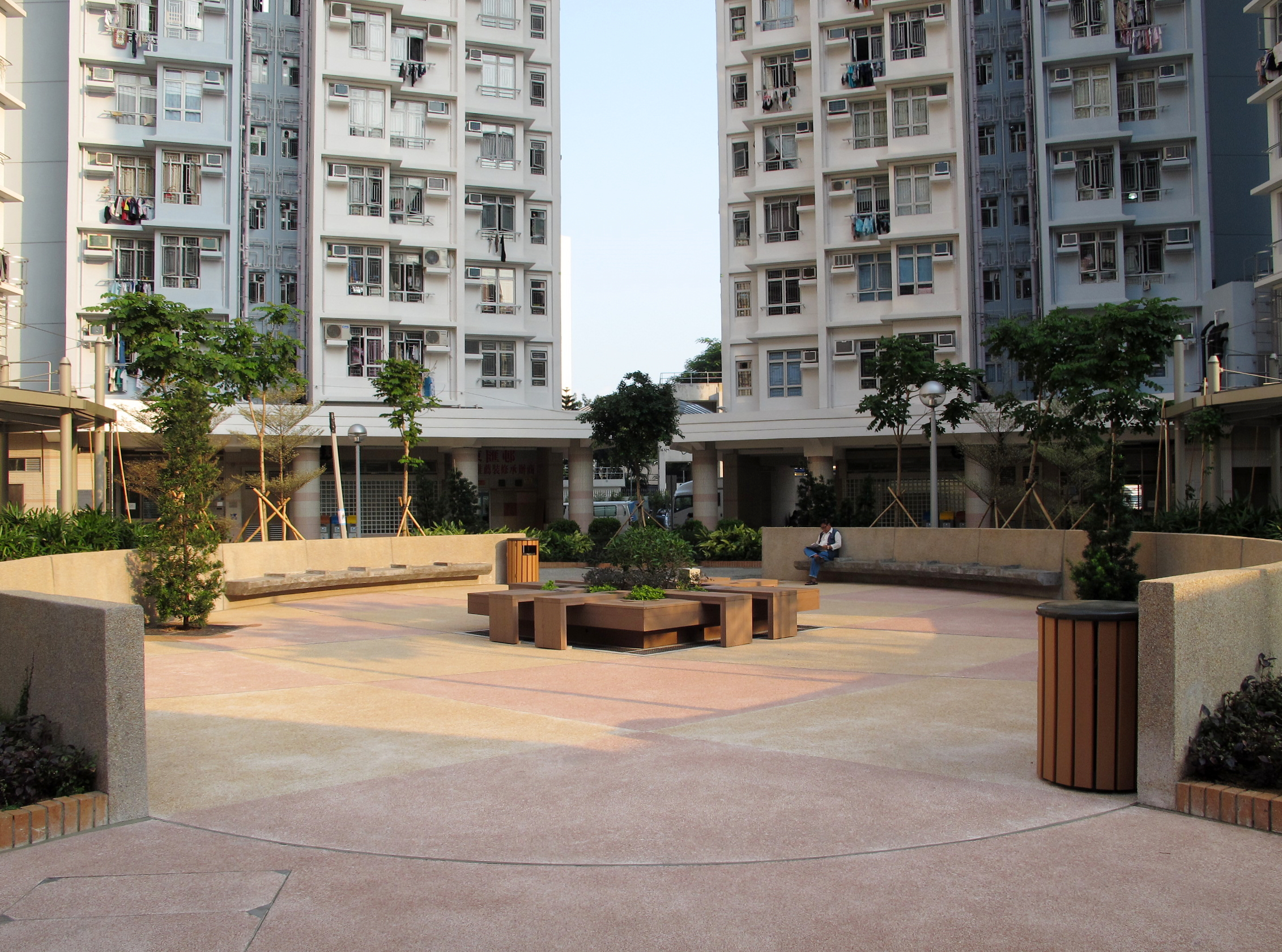
東匯邨休憩廣場（2012年10月）
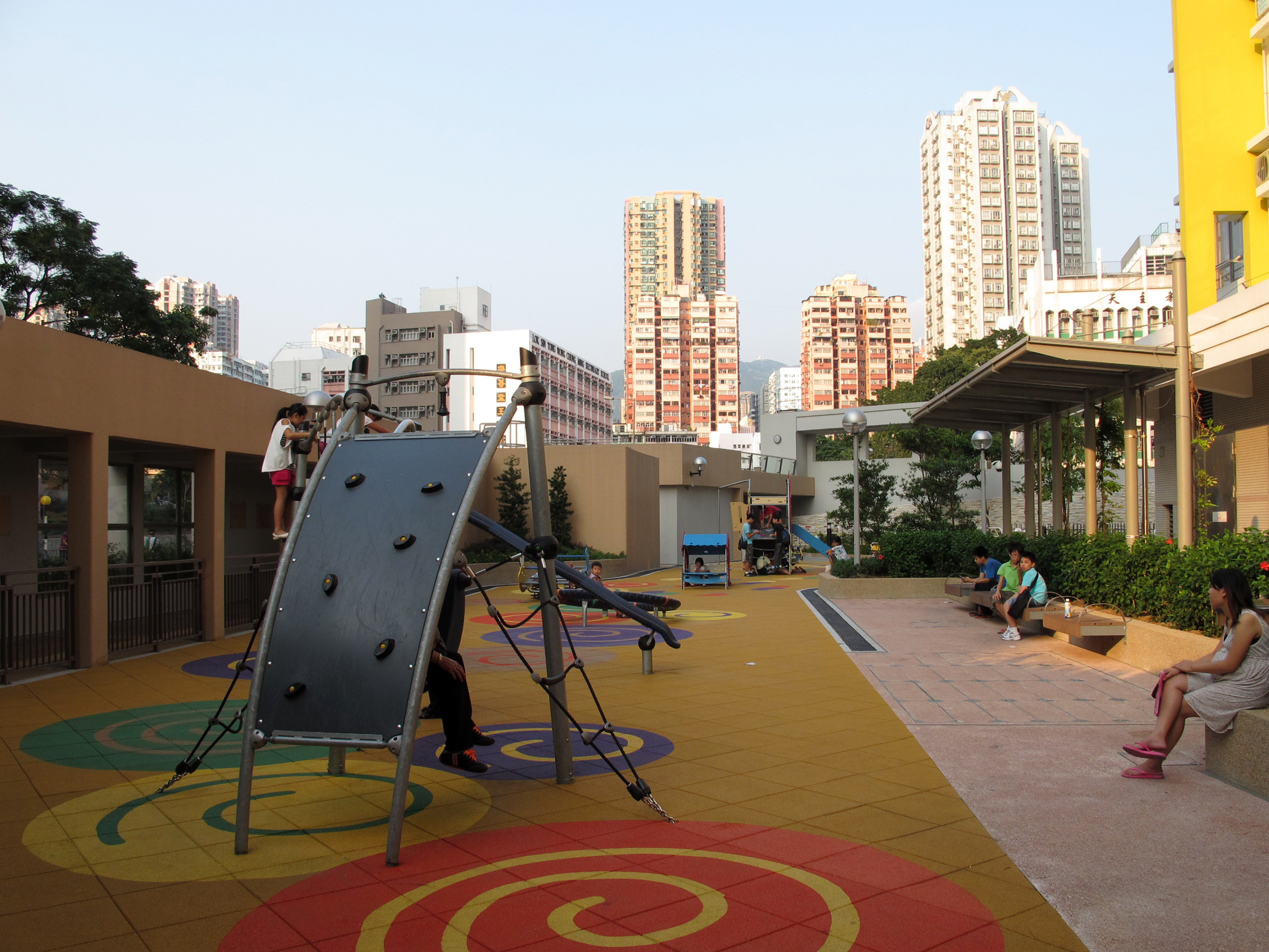
東匯邨兒童遊樂場（2012年10月）
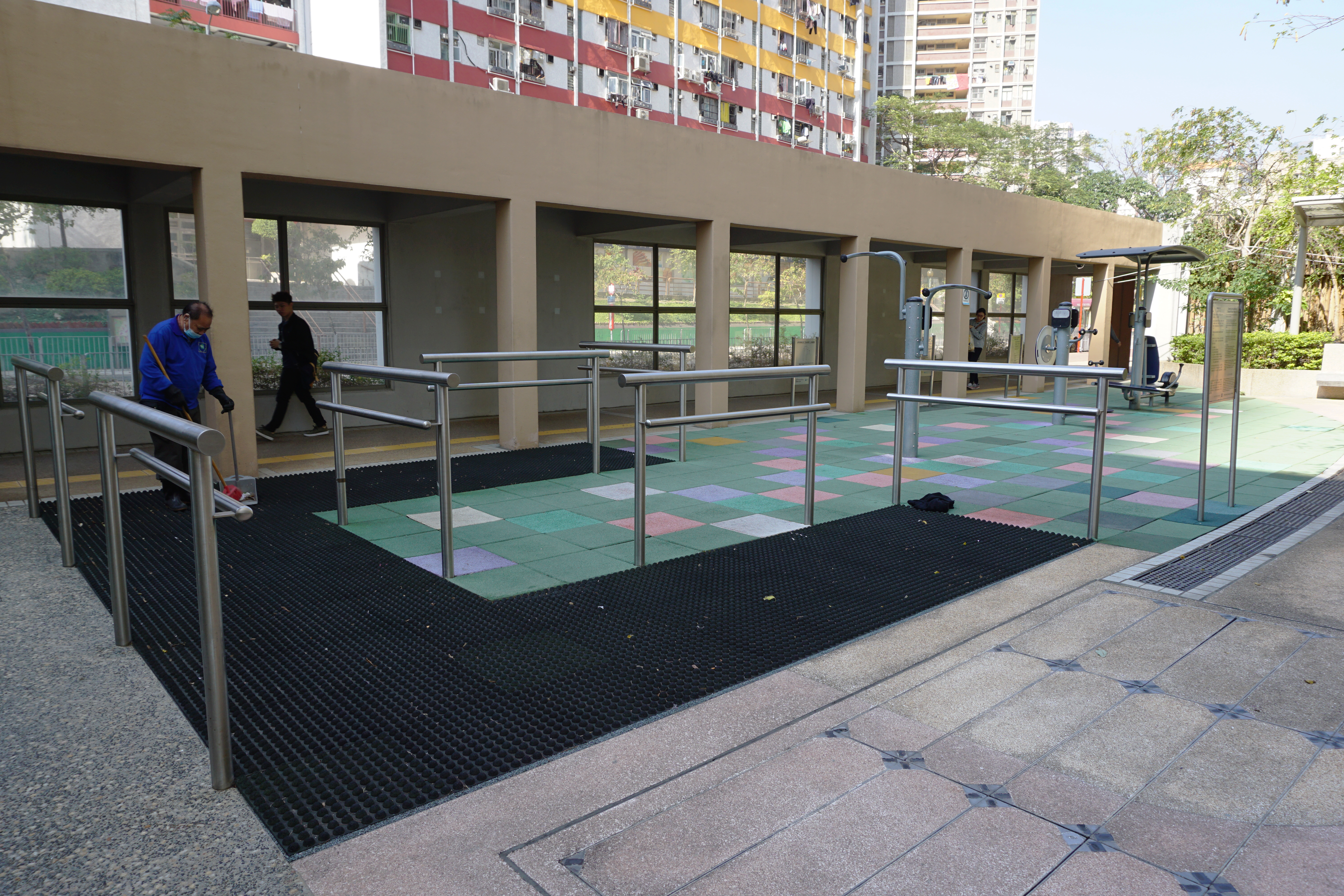
東匯邨卵石路步行徑及健體區
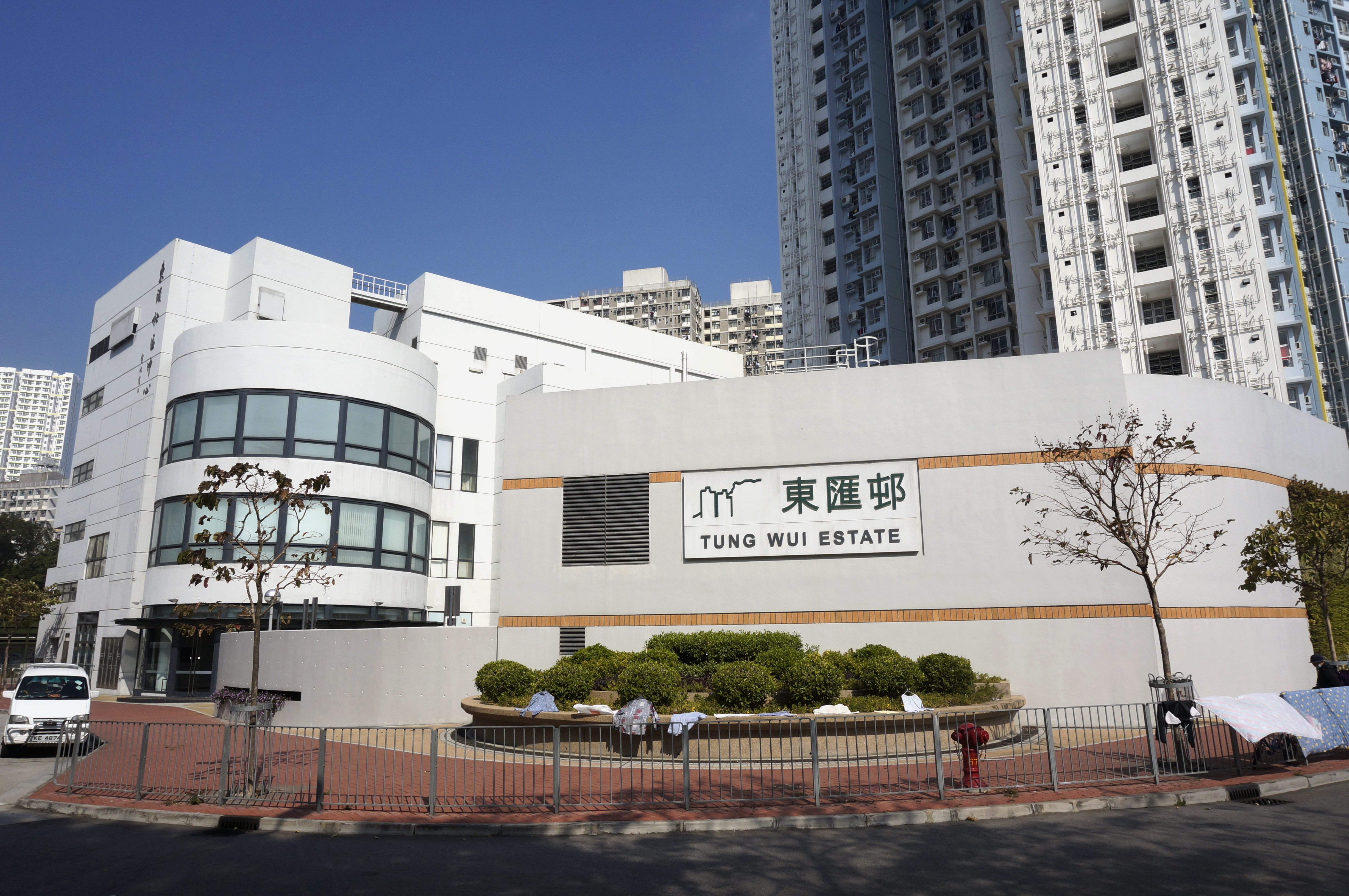
東匯邨的屋邨標誌，後方為東頭社區中心（2014年1月）
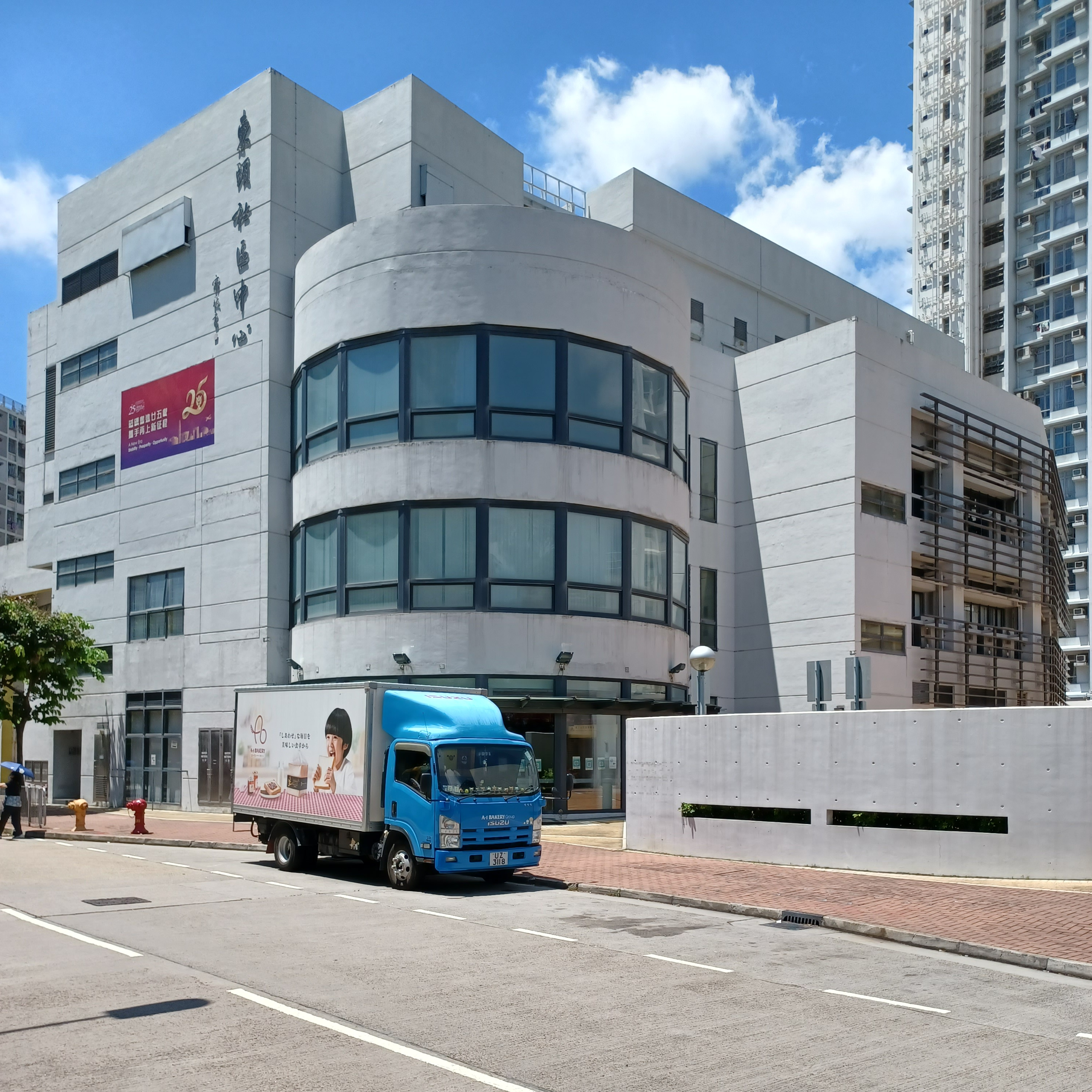
東頭社區中心
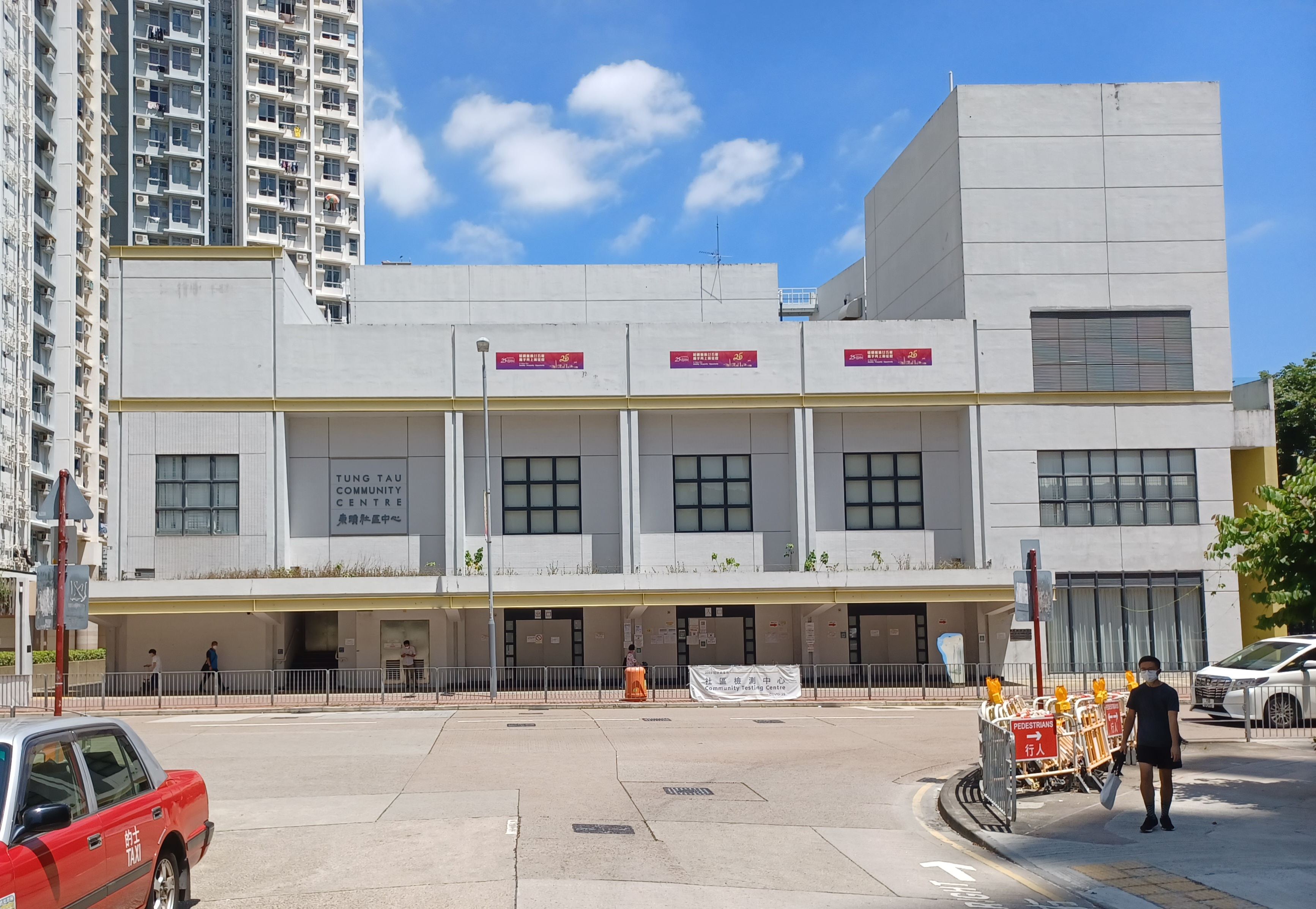
東頭社區中心正門

東匯邨第二期
而前東頭邨第八期重建計劃（前身為前東頭邨第22座）地盤，亦重建為東匯邨第二期（於2019年中定名爲匯智樓），由房屋署總建築師（2）佘慶儀、李景勳、雷煥庭建築師有限公司（ALKF+）聯合設計 ，已於2019年中平頂並於2020年5月落成，同年7月23日起開始入伙，總共提供1,033個單位，單位面積由14.03至39.66 m2（151.0至426.9 sq ft），主要為鄰近即將清拆重建的美東邨美東樓及美寶樓住戶提供遷置資源，並足以讓他們全部遷置入住（預計最多撥出618伙，已扣除提前遷往觀塘2018年竣工的秀茂坪安達臣道安泰邨；但由於配套不足，僅有14戶提前遷出，選擇購買居屋住戶的戶數不詳、可能達100戶以上），剩餘單位已於同年7月17日直接編配予正在輪候公屋人仕，較拆遷戶於9月4日揀樓為早。
地面設有兩間商店，包括OK便利店與五金舖「匯智五金」（五金舖現為「美東家庭用品雜貨」）。
原設置在東頭邨第22座旁的房委會標誌，在重建後獲保留。於樂善道花槽重置。

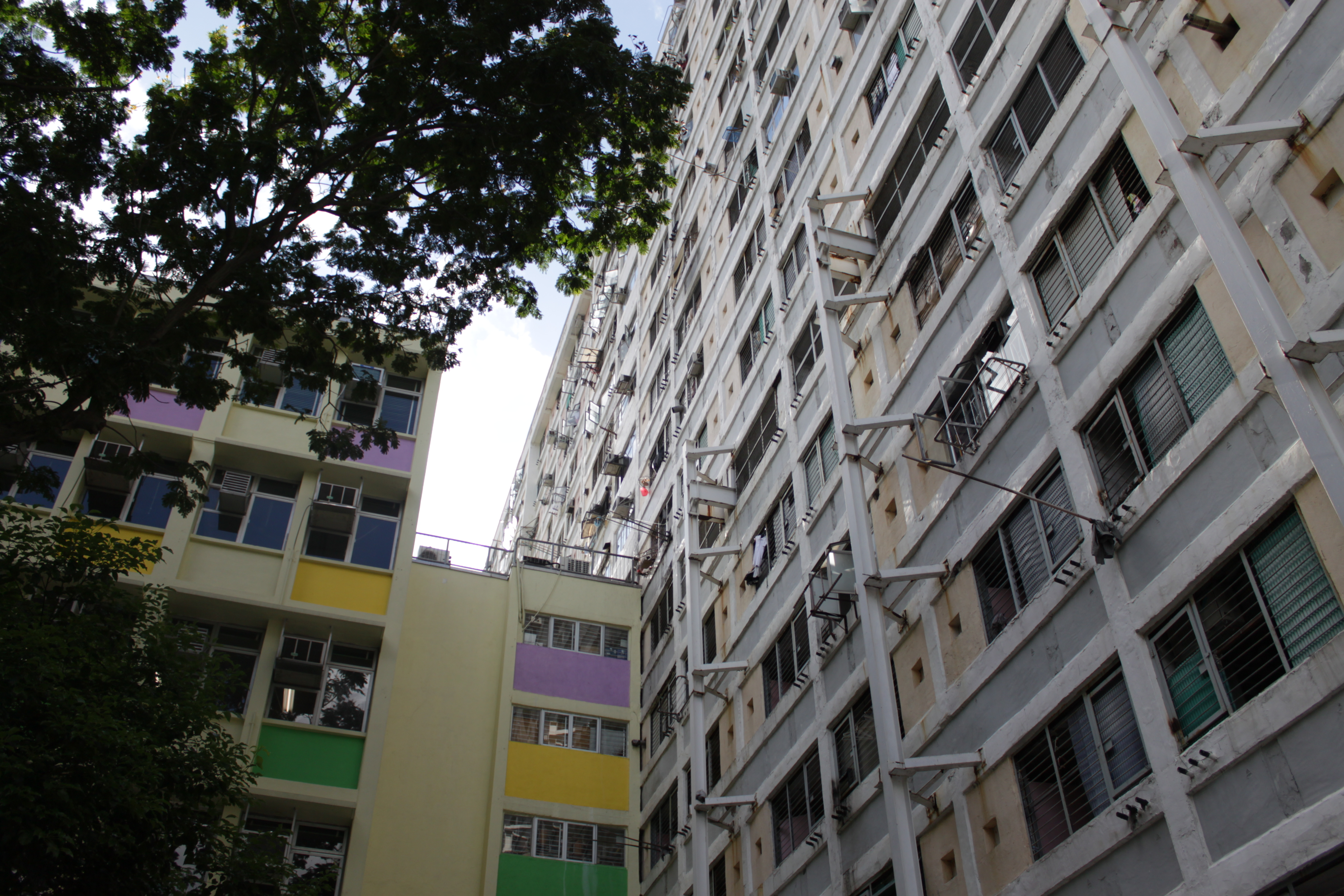
需以鋼架支撐的第22座（2010年8月），已於2014年拆卸
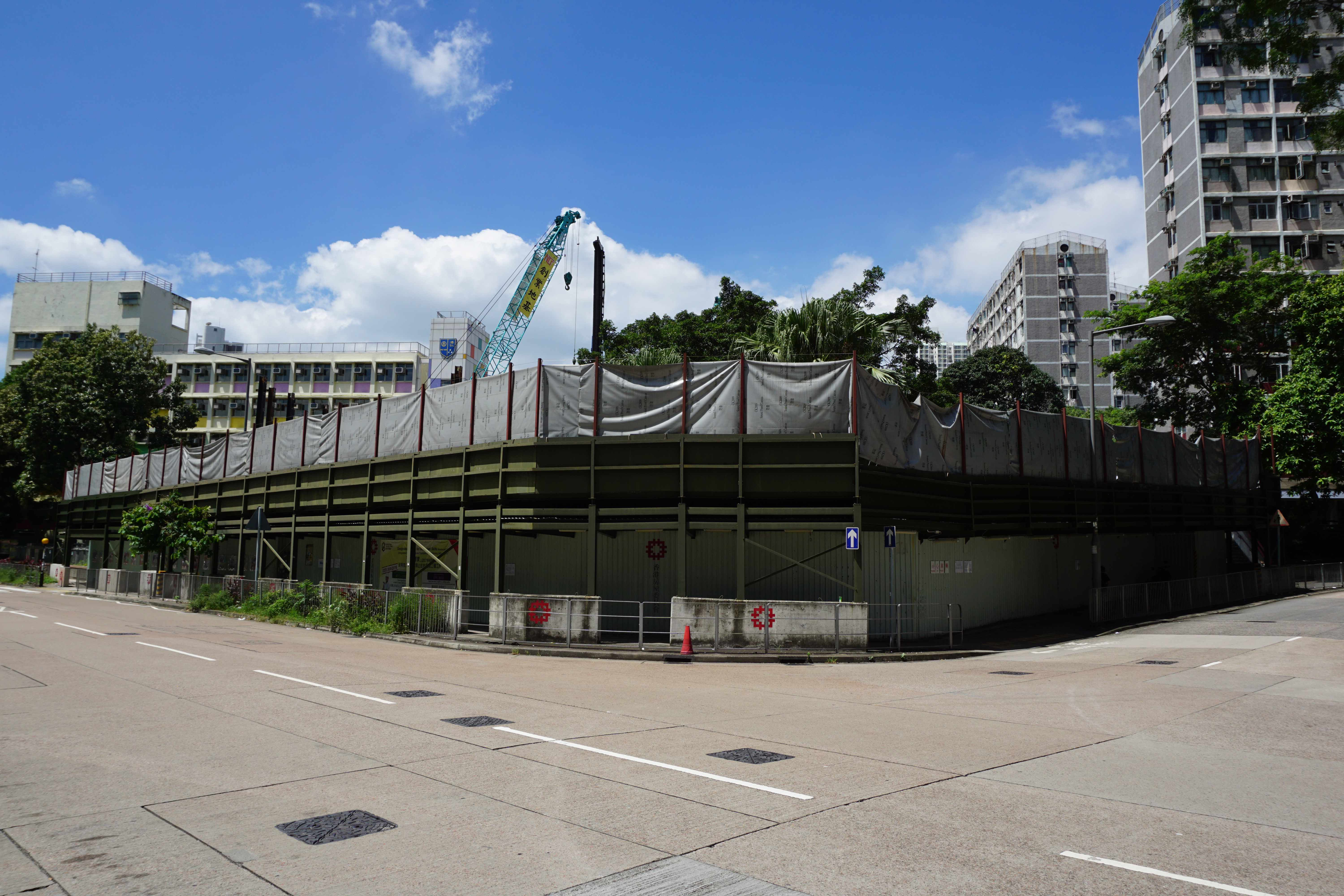
東頭（一）邨重建為東匯邨第二期（2016年9月）
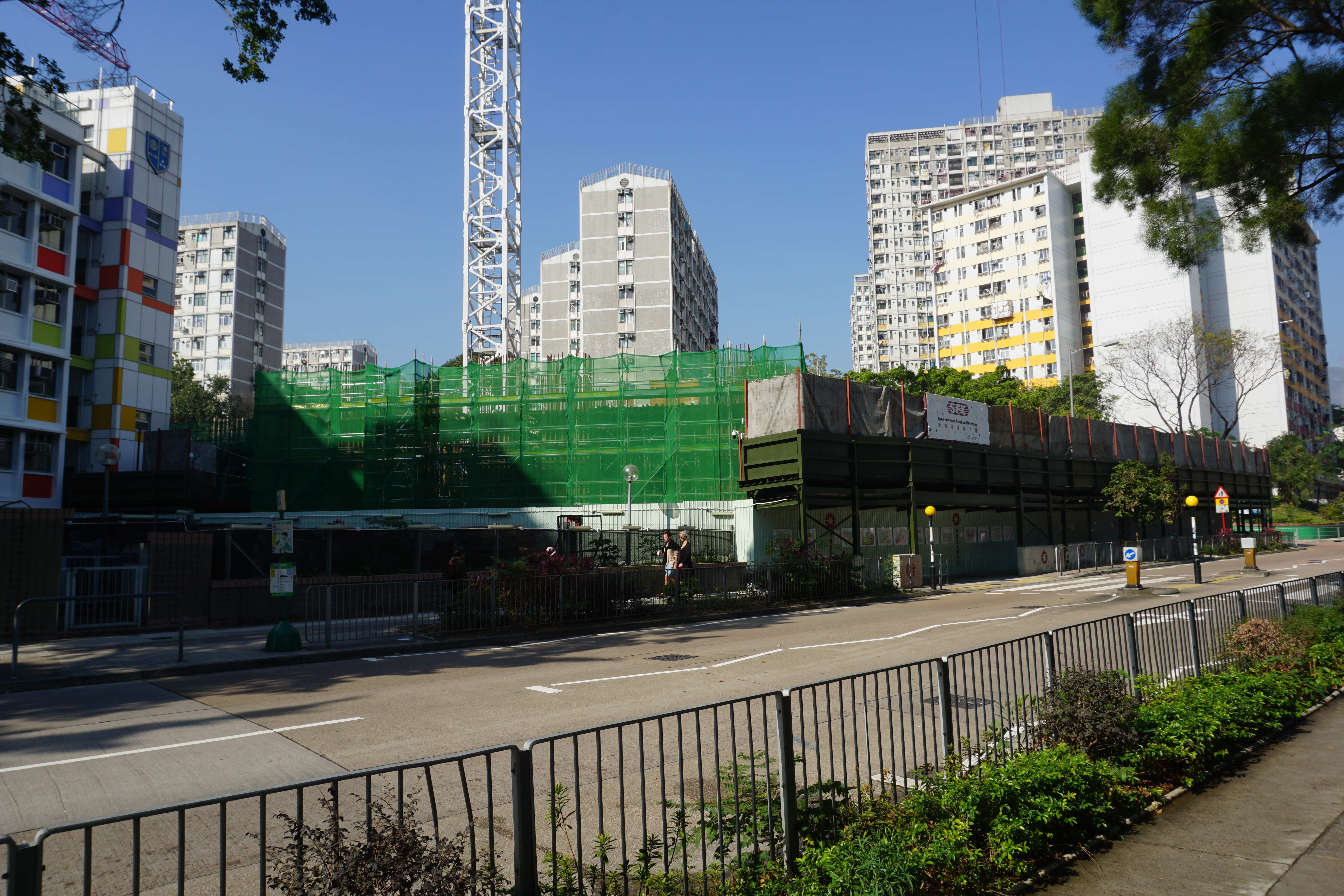
東頭（一）邨重建為東匯邨第二期（2018年1月）
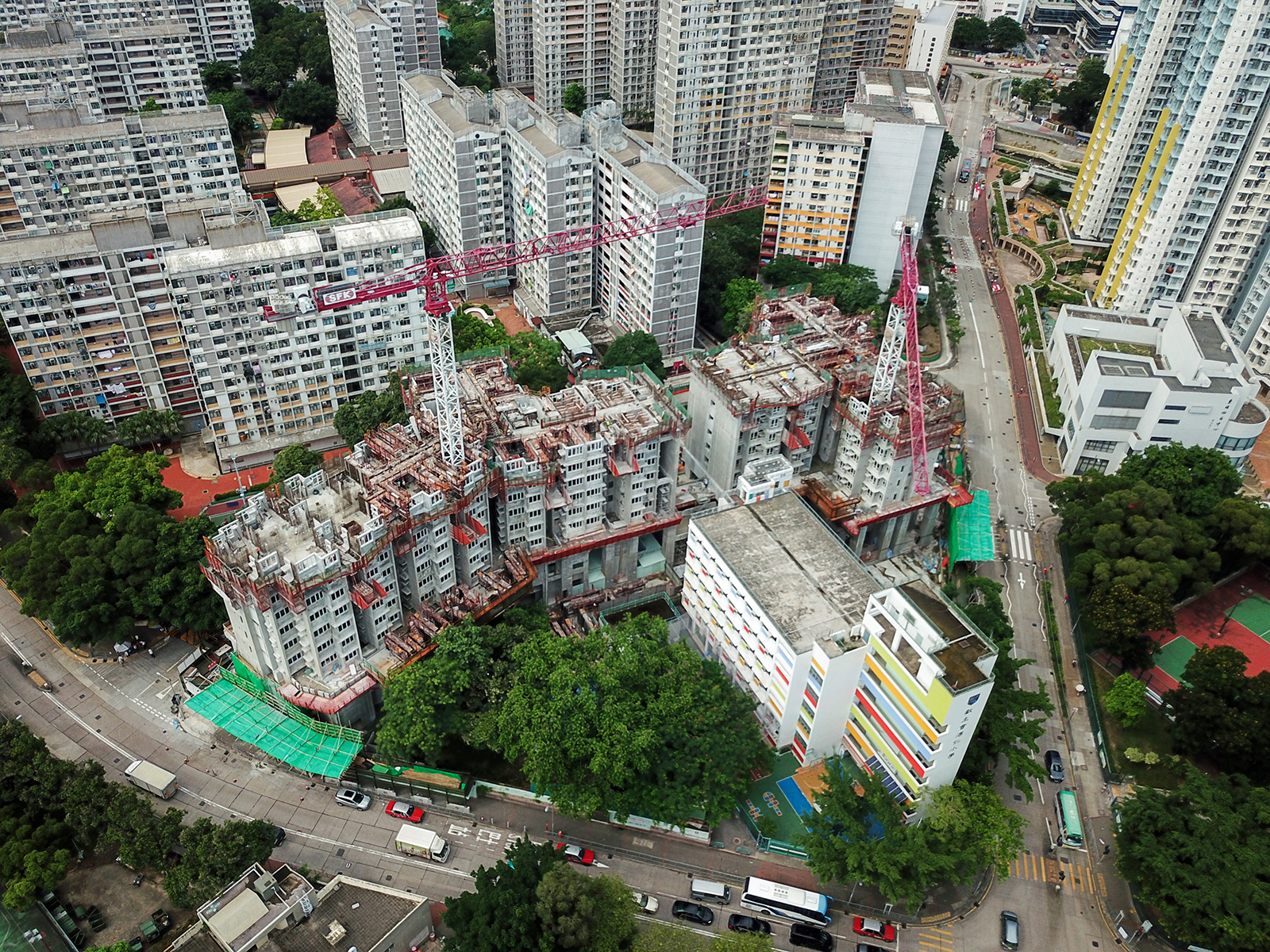
東頭（一）邨重建為東匯邨第二期（2018年7月）
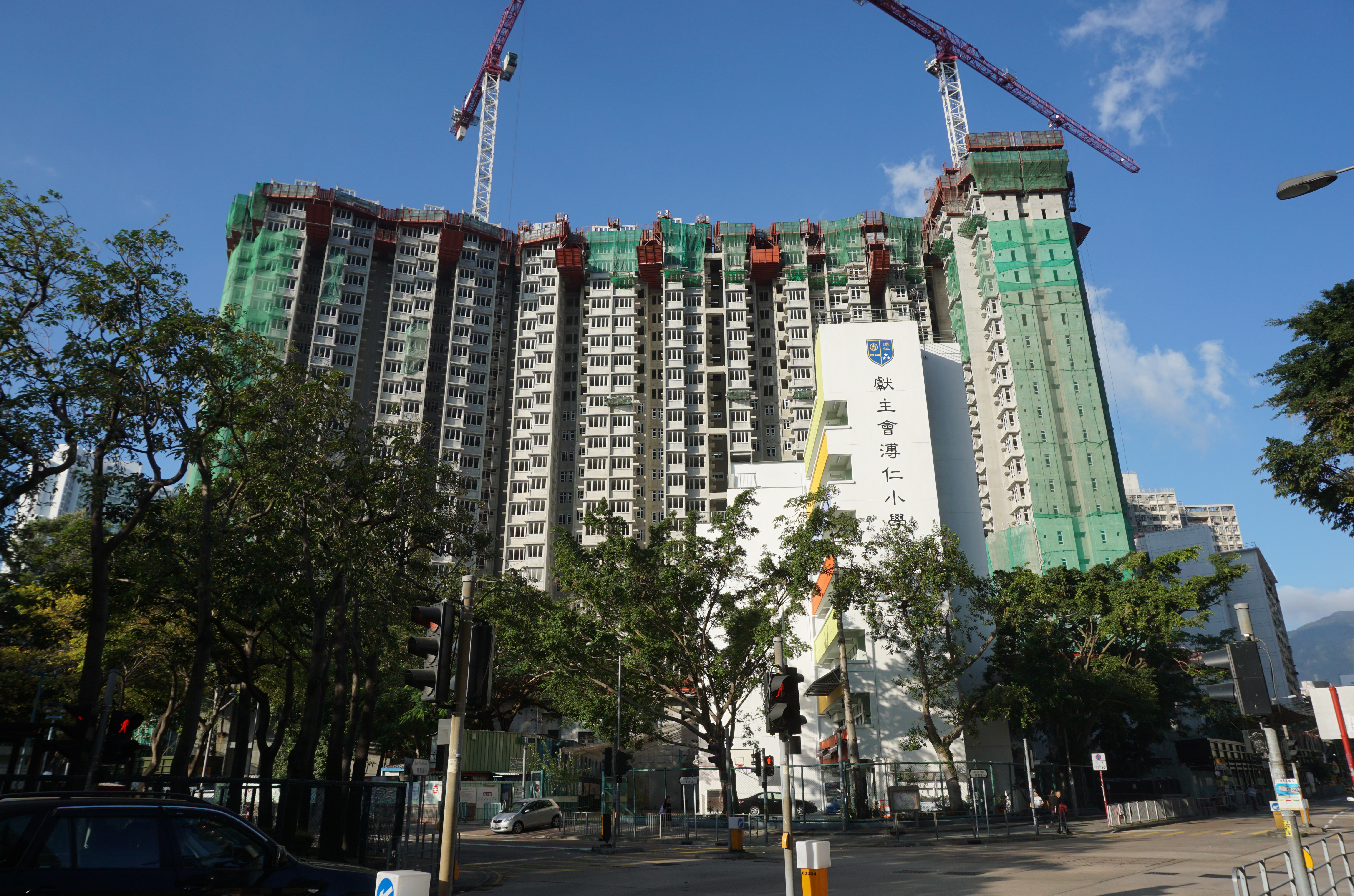
匯智樓地盤（2018年12月）
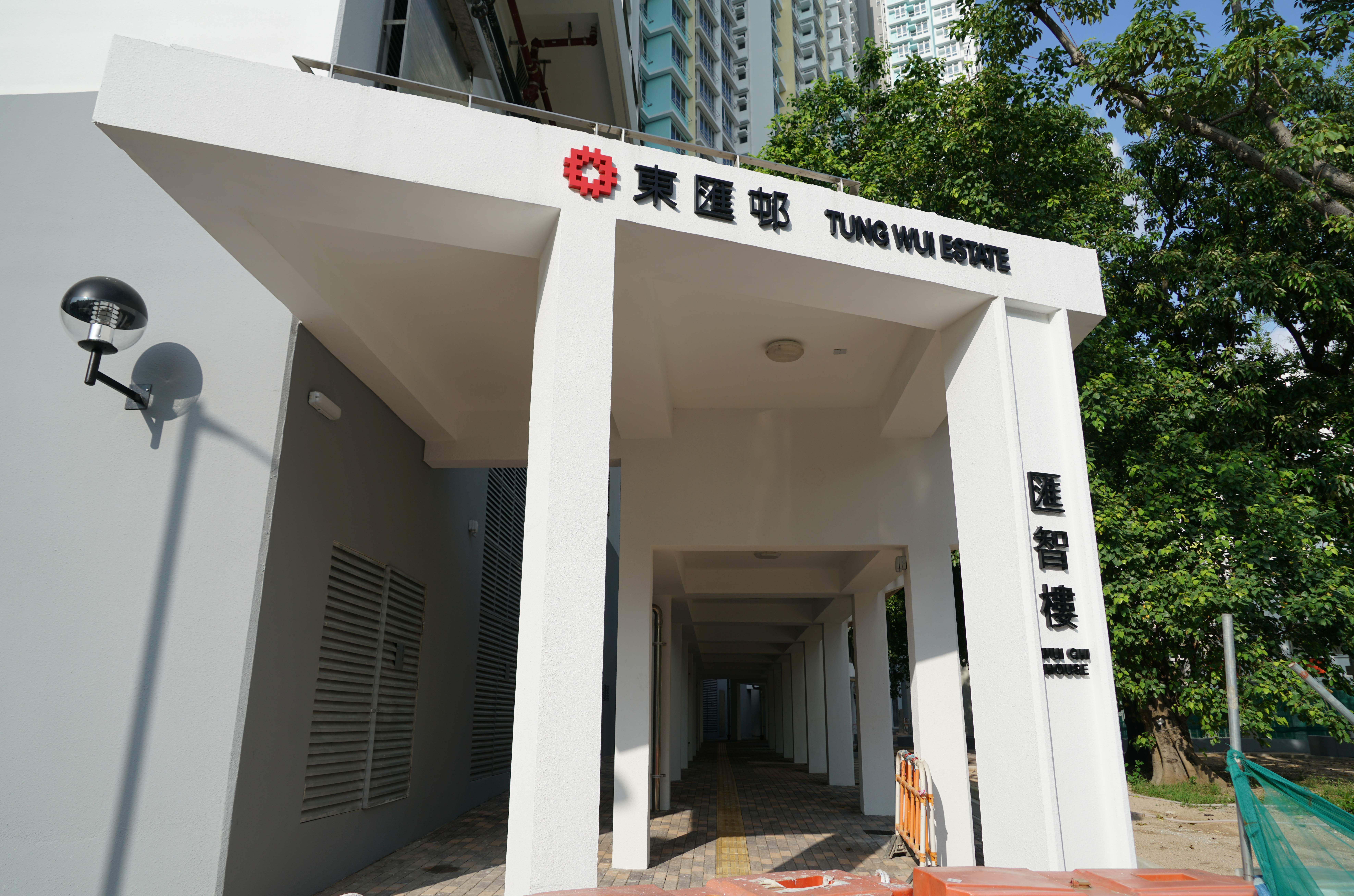
有蓋行人通道
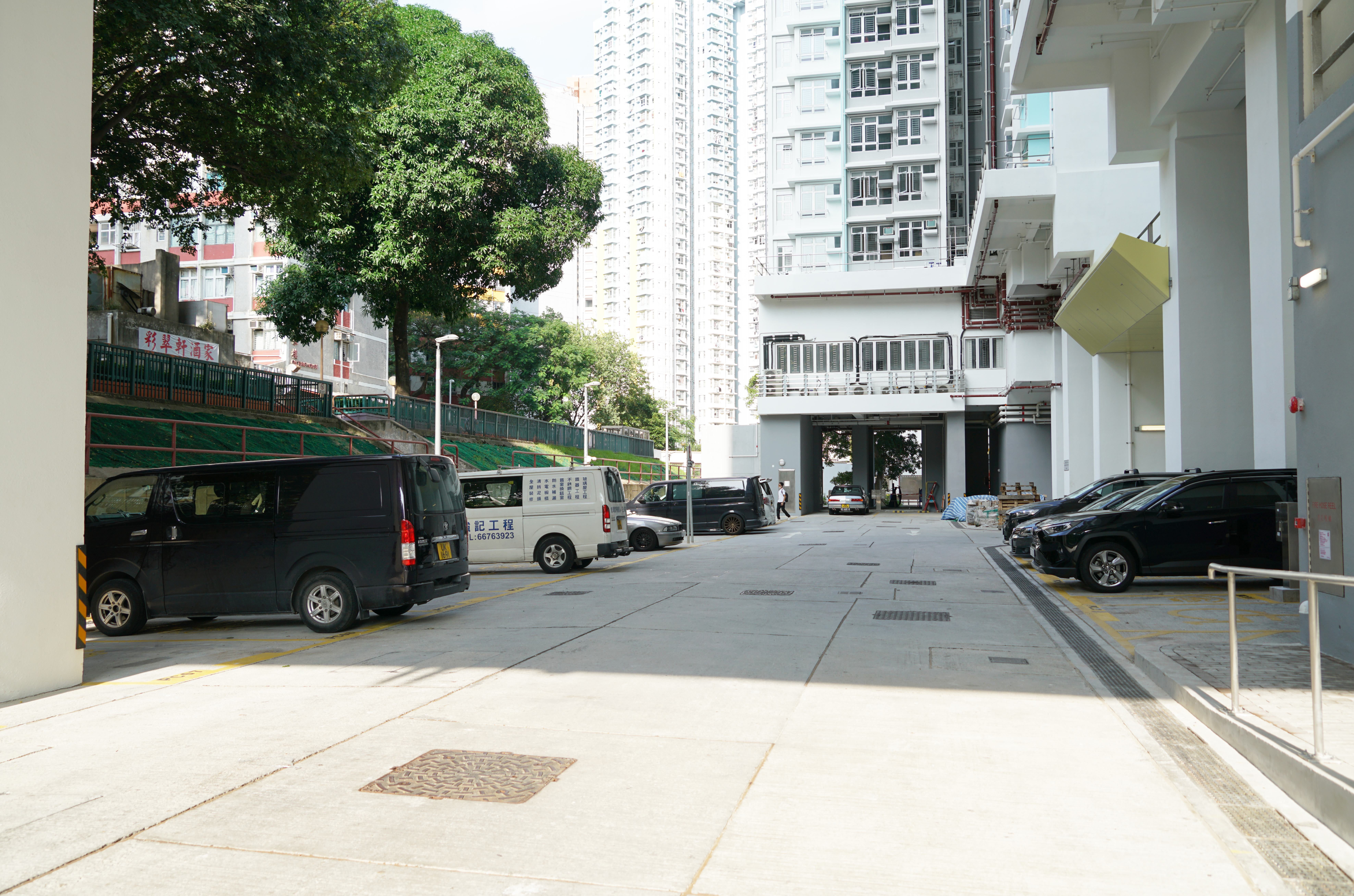
停車場
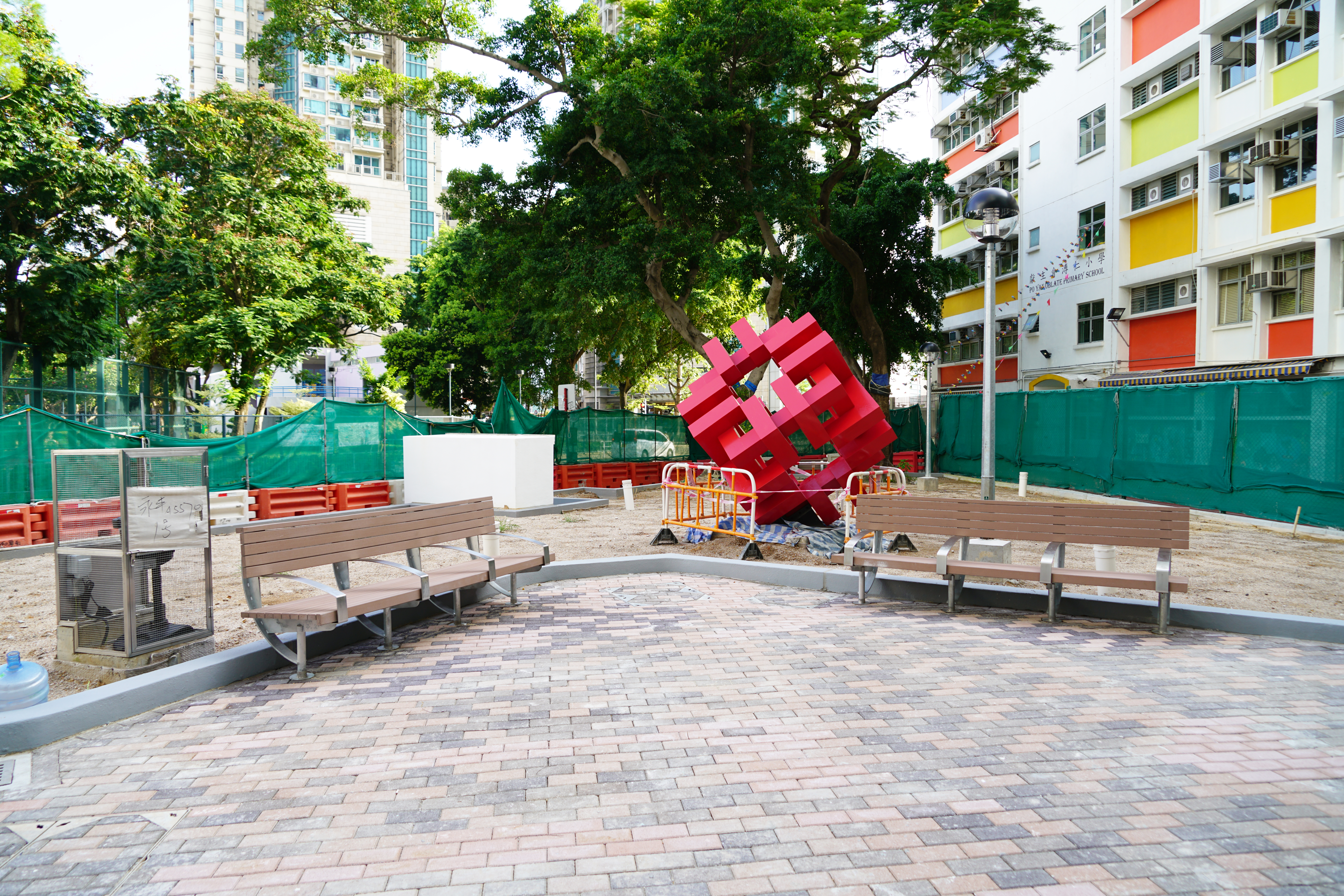
種植前的園景，設有房委會標誌的雕塑
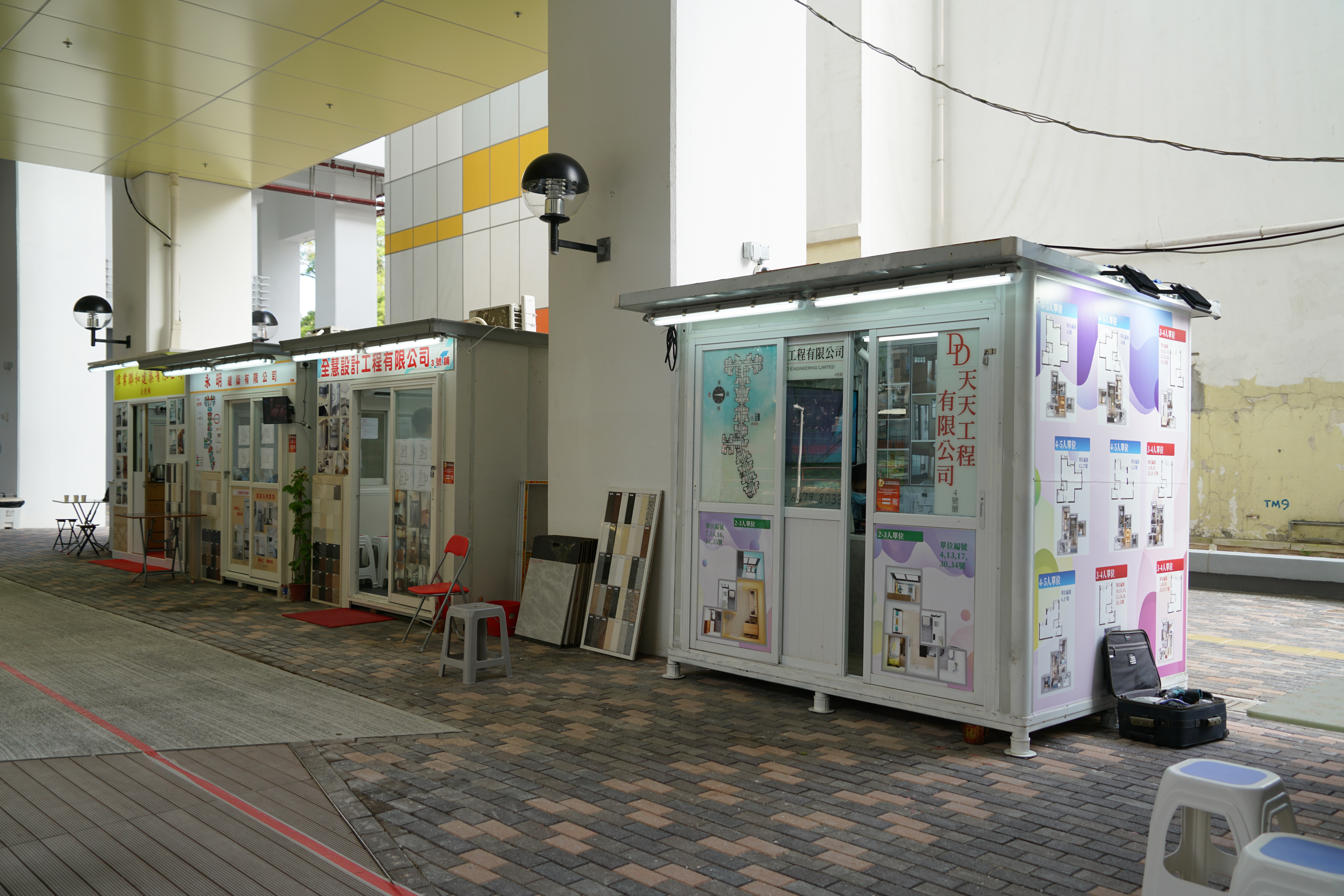
裝修承辦商（入伙初期運作）
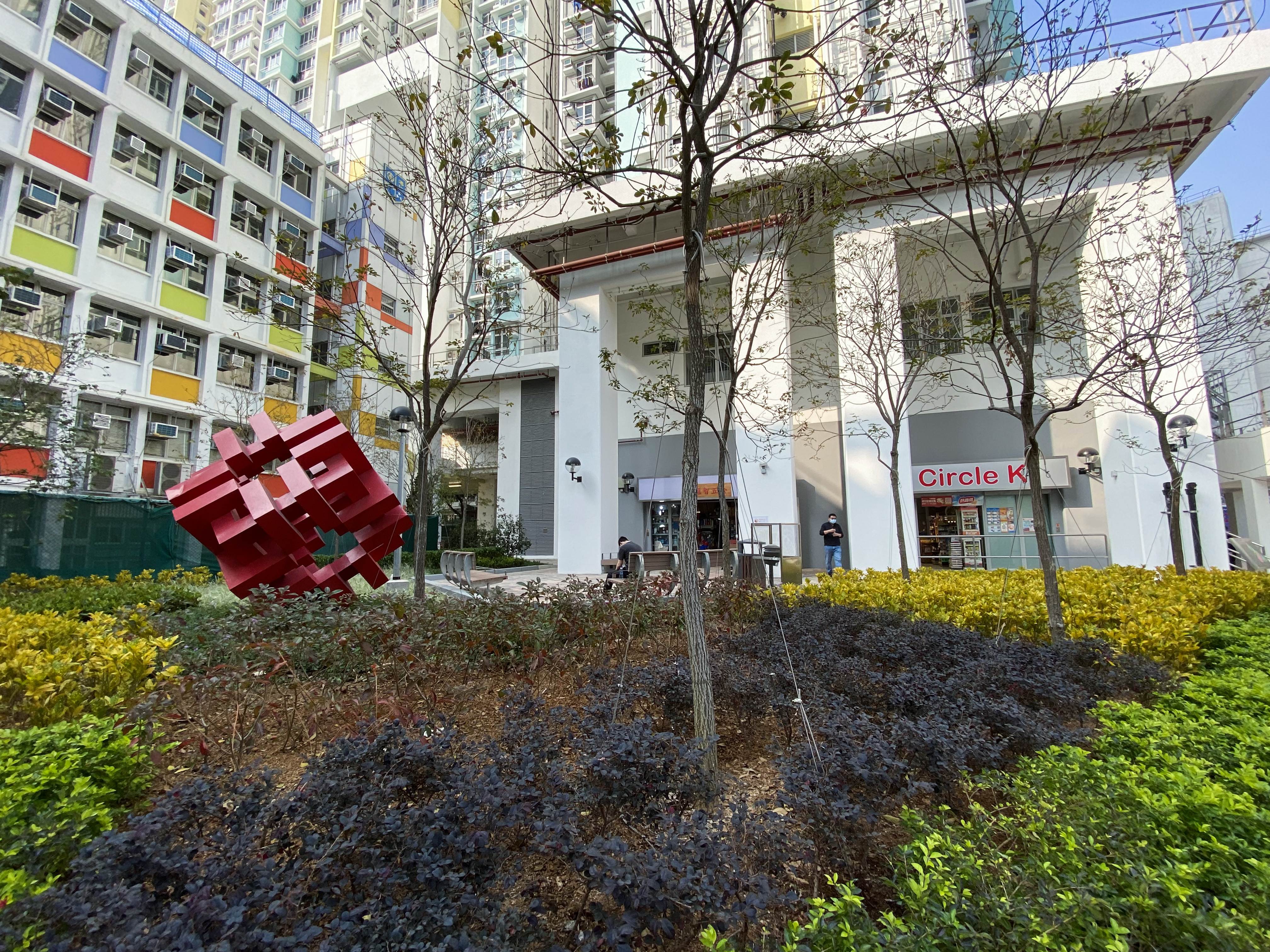
位於匯智樓地下的五金舖「匯智五金」（五金舖現為「美東家庭用品雜貨」）與房委會標誌的雕塑（2021年1月）
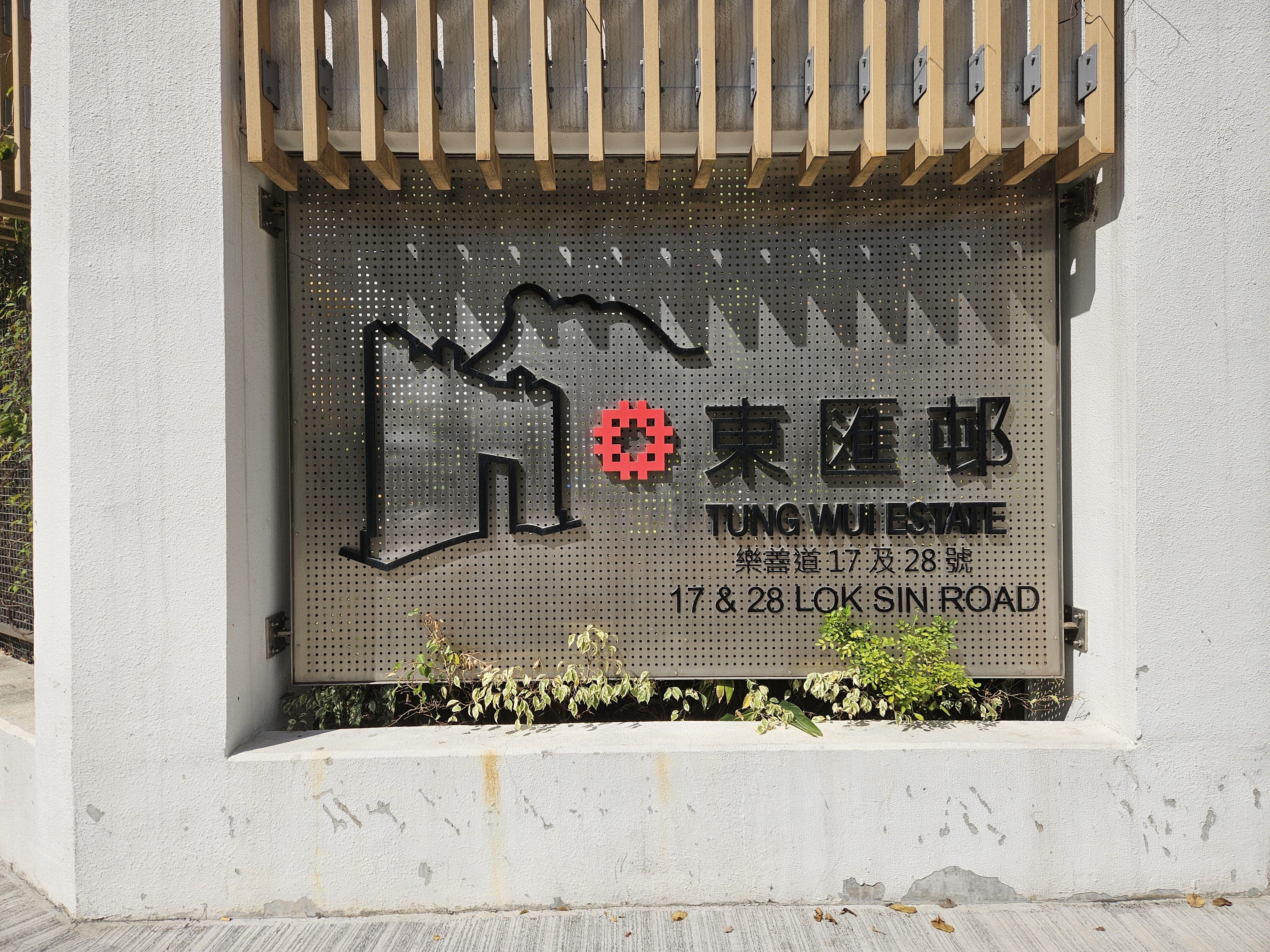
匯智樓外的屋邨標誌（2024年2月）
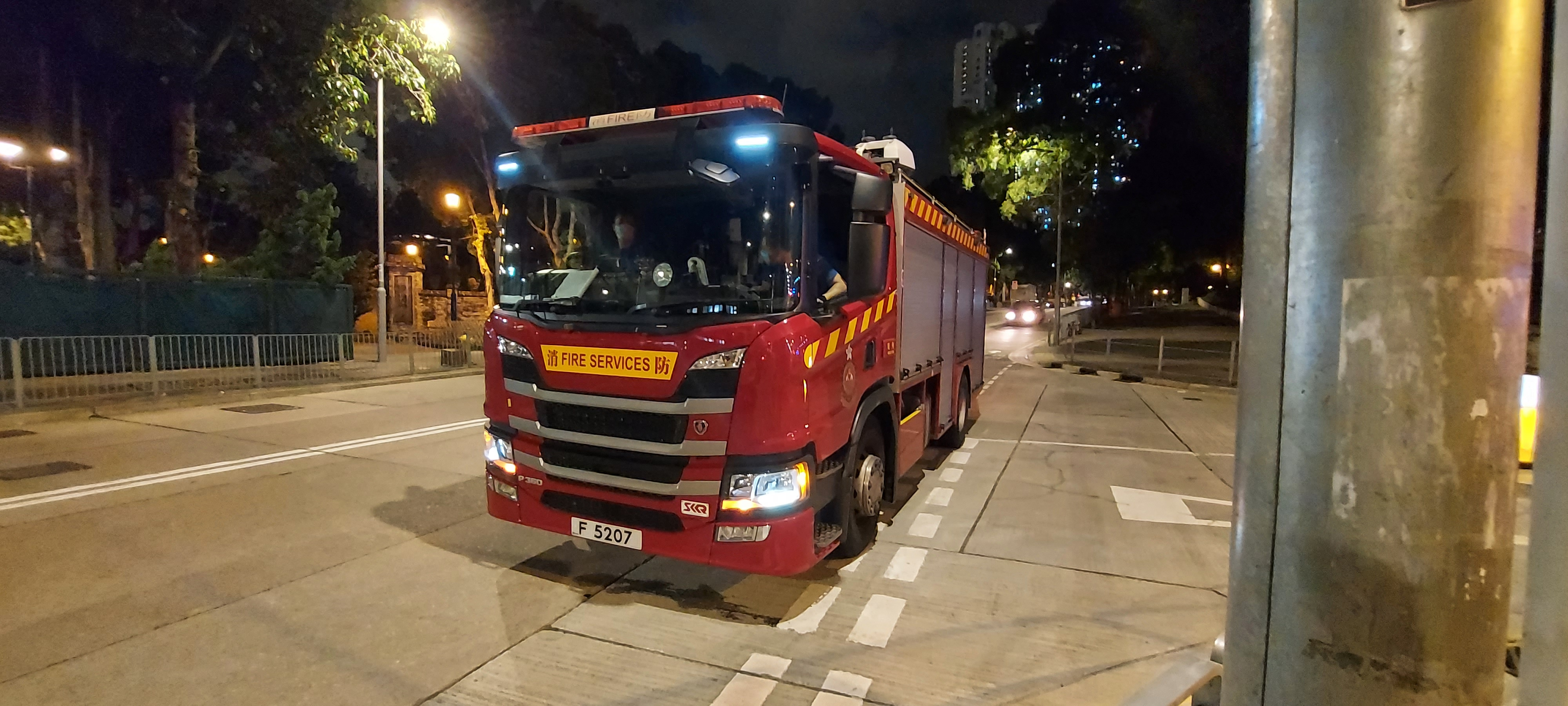
匯智樓火警期間停泊在匯智樓停車場入口的消防車

## 屋邨資料

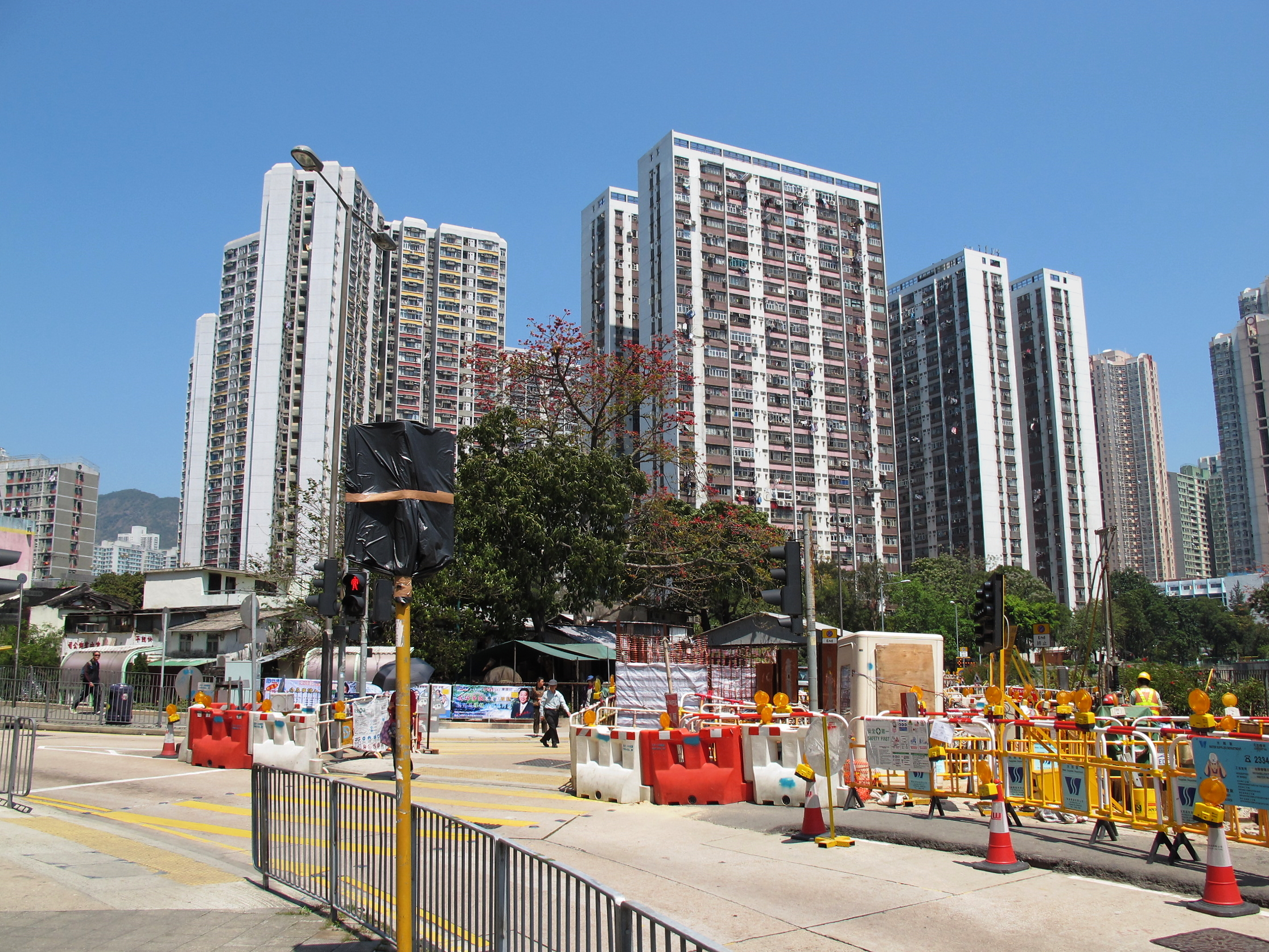
榮東樓、振東樓、耀東樓與泰東樓（2011年4月）

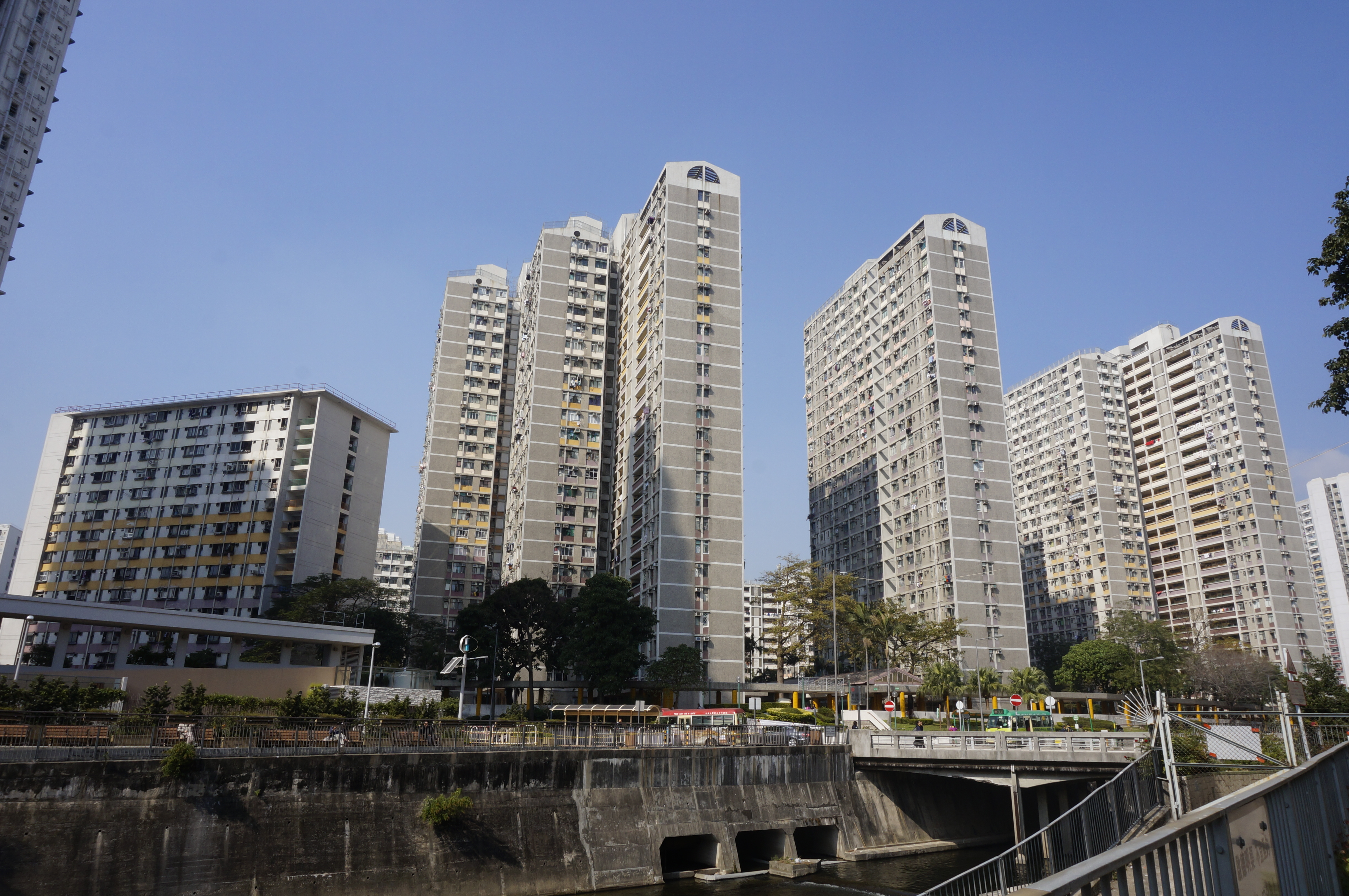
康東樓、祥東樓、興東樓、彩東樓（2014年1月）

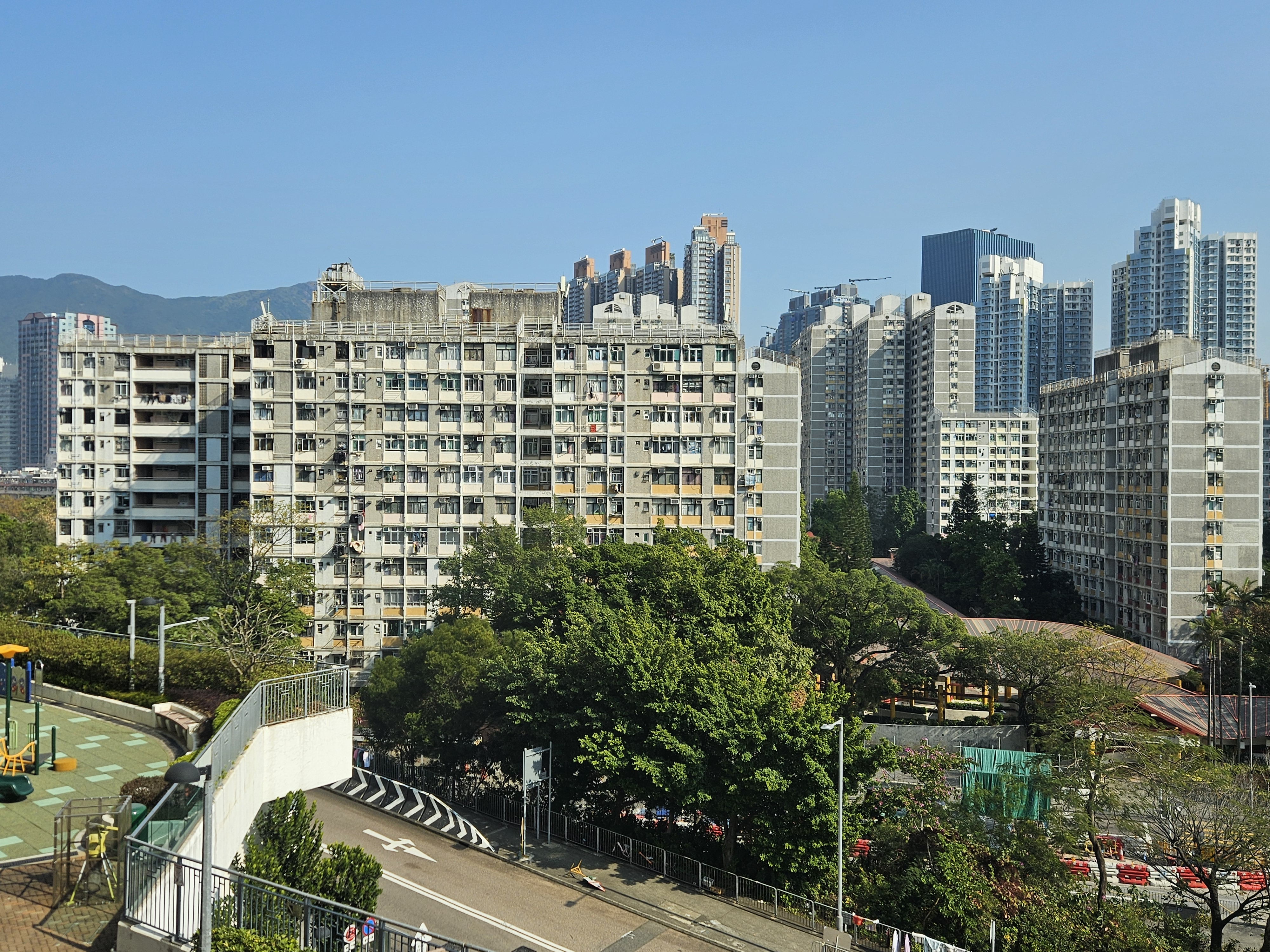
盈東樓、欣東樓、祥東樓、安東樓、盛東樓（2025年1月）

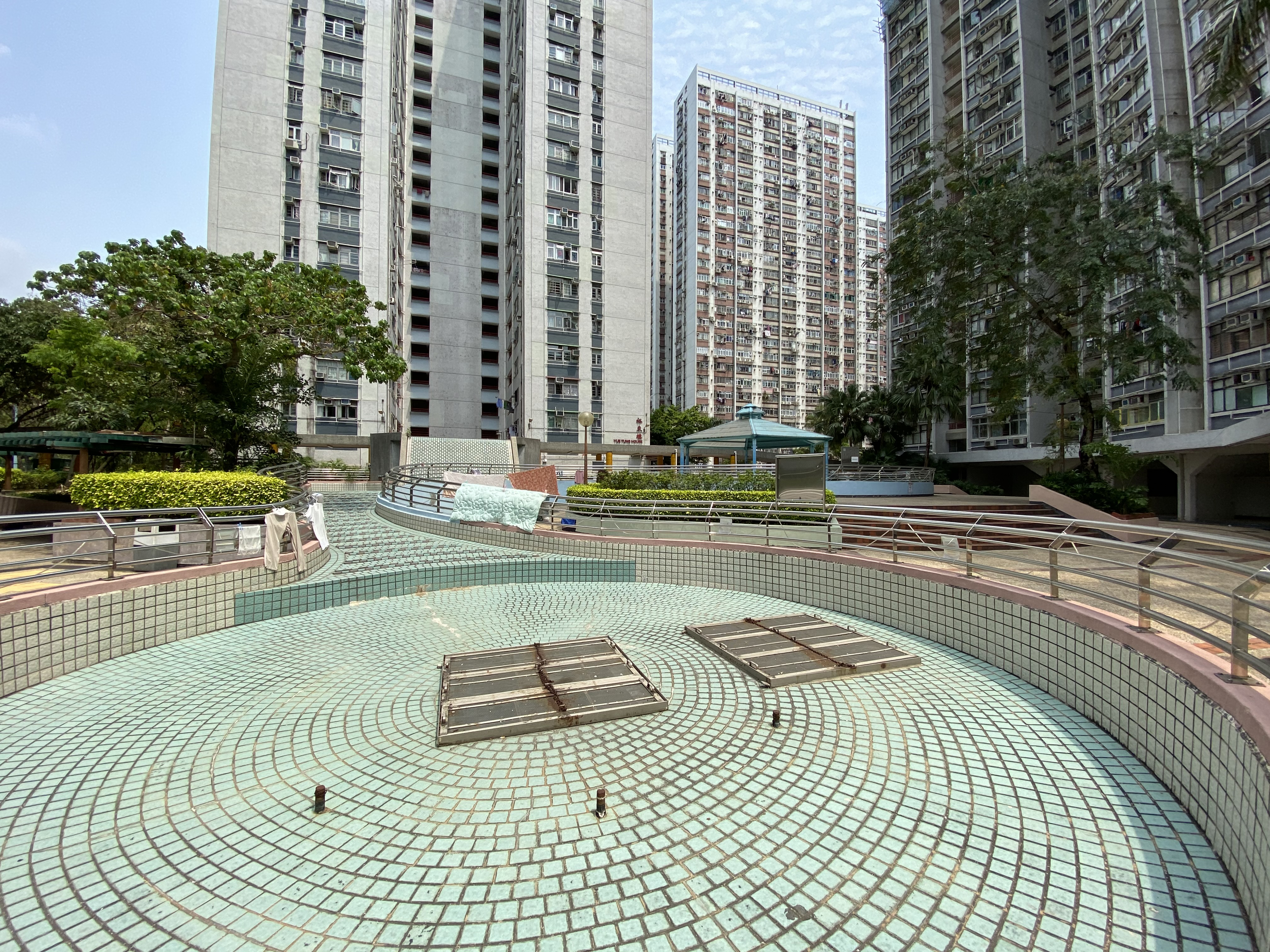
東頭邨振東樓對出的水池已經停用多時（2021年3月）

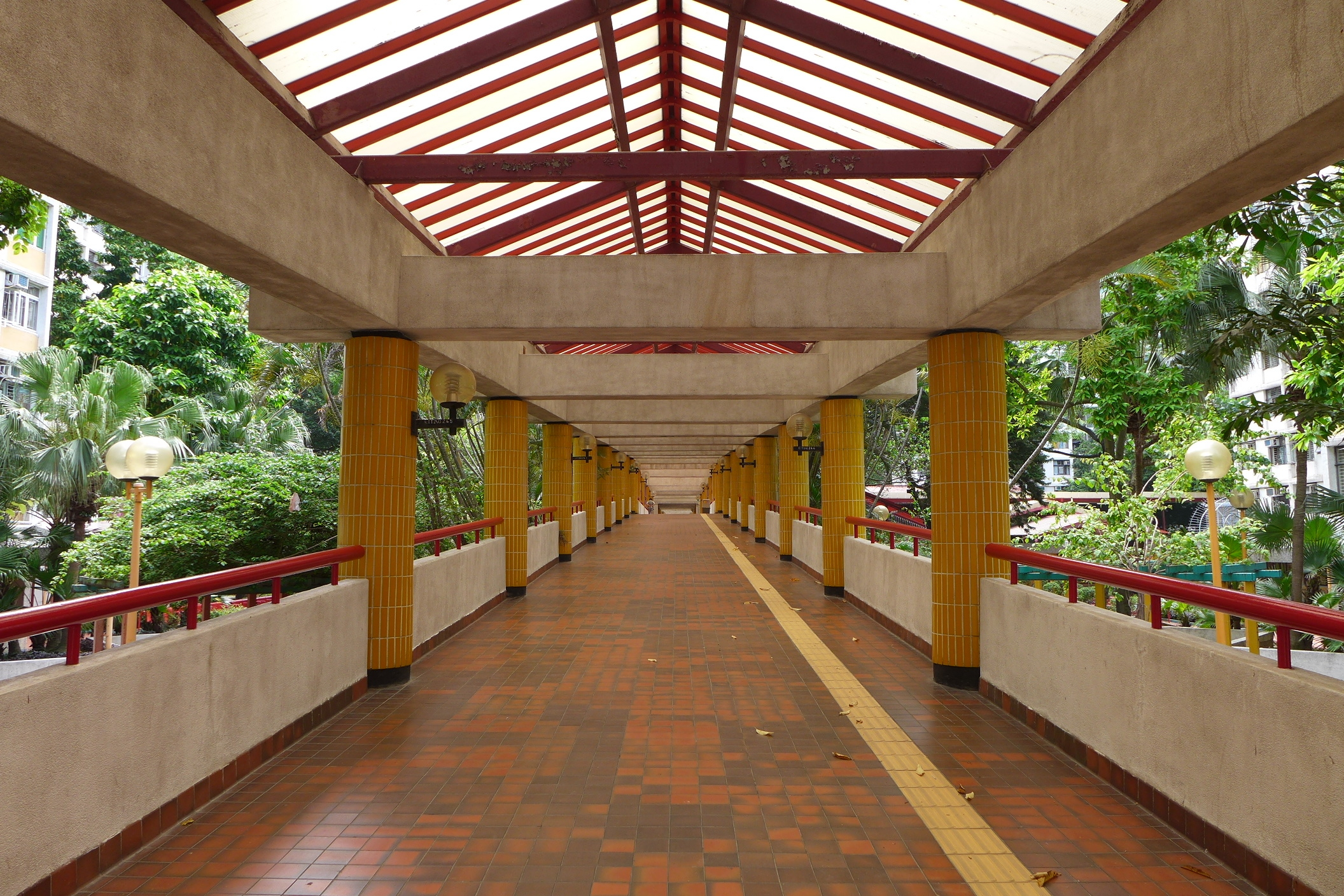
東頭邨內的有蓋行人通道（2016年5月）

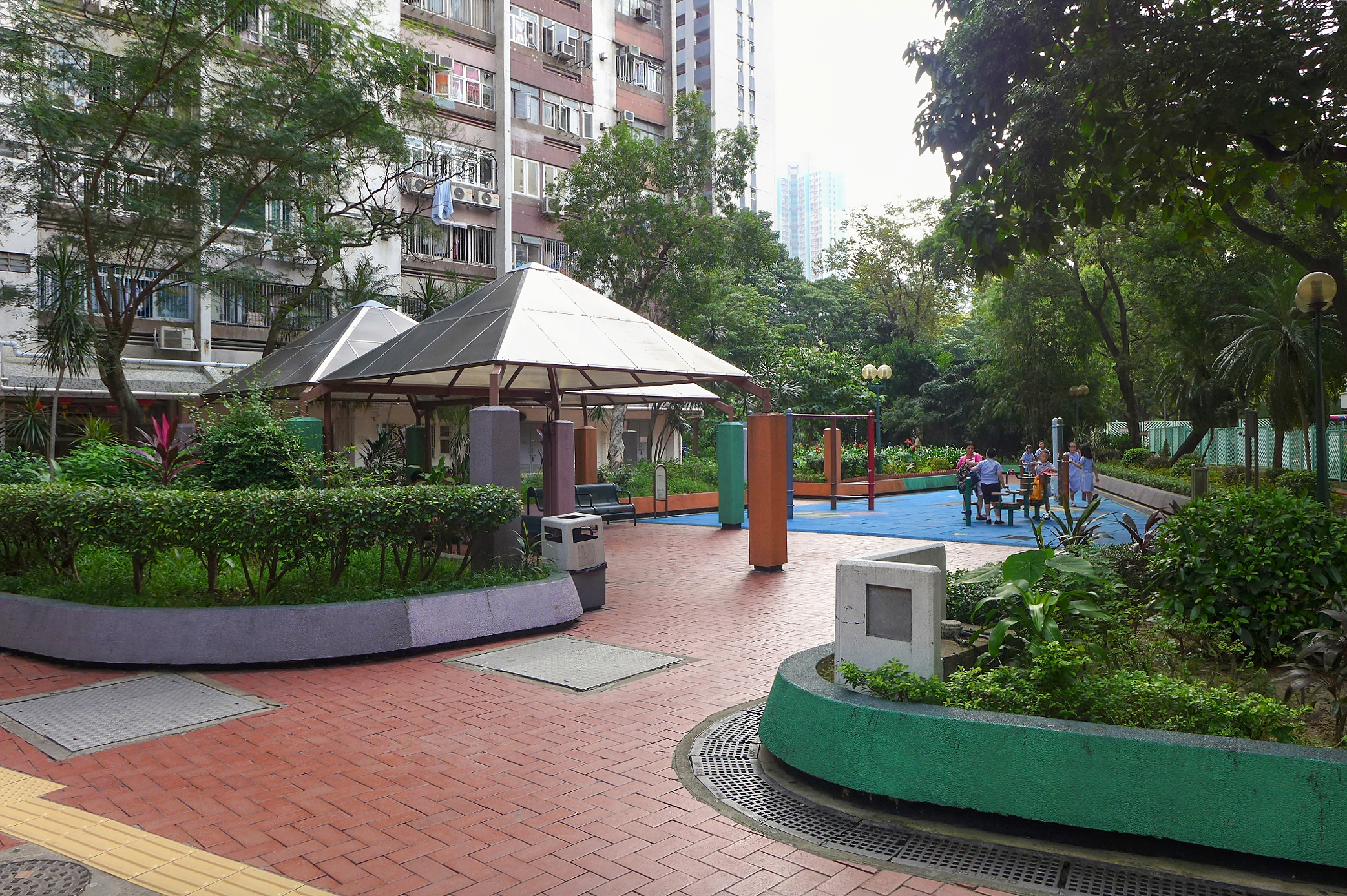
東頭邨戶外空間（2016年9月）

### 現存樓宇

#### 東頭（二）邨
| 樓宇名稱（座號）    | 樓宇類型                     | 落成年份 | 樓宇層數 （住宅層數） | 每層伙數                                  | 每座單位數目（伙） | 建築師       | 承建商             | 提供升降機的廠商    | 期數 |
| ------------------- | ---------------------------- | -------- | --------------------- | ----------------------------------------- | ------------------ | ------------ | ------------------ | ------------------- | ---- |
| 康東樓（第1座）     | 舊長型 （中央走廊式，連接F） | 1982年   | 15（2-14樓）          | 28                                        | 364                | 房屋署建築師 | 均利建築           | 快高靈              | 1    |
| 裕東樓（第2座）     | 單座工字型 （第二代設計）    | 1982年   | 26（2-26樓）          | 15（2-13樓，15-26樓） 14（14樓）          | 374                | 房屋署建築師 | 均利建築           | 快高靈              | 1    |
| 耀東樓（第3座）     | 單座工字型 （第三代設計）    | 1986年   | 26（2-26樓）          | 7（2樓） 15（3-13樓，15-26樓） 14（14樓） | 374                | 房屋署建築師 | 聯力建築           | 乘賓                | 2B   |
| 富東樓（第4座高座） | 雙連座工字型 （第三代設計）  | 1985年   | 28（2-28樓）          | 15（2-13樓，15-28樓） 14（14樓）          | 404                | 房屋署建築師 | 中國建築           | 美善高（通力）      | 2A   |
| 泰東樓（第4座低座） | 雙連座工字型 （第三代設計）  | 1985年   | 26（2-26樓）          | 15（2-13樓，15-26樓） 14（14樓）          | 374                | 房屋署建築師 | 中國建築           | 美善高（通力）      | 2A   |
| 欣東樓（第5座）     | 相連長型一型 （第六款設計）  | 1988年   | 13（2-13樓）          | 14                                        | 168                | 房屋署建築師 | 有利建築           | 英國通用電氣-快而安 | 3&4  |
| 逸東樓（第6座）     | 相連長型一型 （第六款設計）  | 1988年   | 13（2-13樓）          | 14                                        | 168                | 房屋署建築師 | 有利建築           | 英國通用電氣-快而安 | 3&4  |
| 盈東樓（第7座）     | 相連長型一型 （第六款設計）  | 1988年   | 13（2-13樓）          | 9（2樓） 14（3-13樓）                     | 163                | 房屋署建築師 | 有利建築           | 英國通用電氣-快而安 | 3&4  |
| 茂東樓（第18座）    | 相連長型一型 （第六款設計）  | 1989年   | 13（2-13樓）          | 14（2-13樓）                              | 168                | 房屋署建築師 | 有利建築           | 英國通用電氣-快而安 | 3&4  |
| 盛東樓（第19座）    | 相連長型一型 （第六款設計）  | 1989年   | 13（2-13樓）          | 14（2-13樓）                              | 168                | 房屋署建築師 | 有利建築           | 英國通用電氣-快而安 | 3&4  |
| 柏東樓（第8座）     | 相連長型一型 （第一款設計）  | 1990年   | 13（2-13樓）          | 16                                        | 192                | 房屋署建築師 | 順成建築           | 富士達              | 5    |
| 偉東樓（第9座）     | 相連長型一型 （第一款設計）  | 1990年   | 13（2-13樓）          | 16                                        | 192                | 房屋署建築師 | 順成建築           | 富士達              | 5    |
| 榮東樓（第10座）    | 相連長型一型 （第一款設計）  | 1990年   | 13（2-13樓）          | 16                                        | 192                | 房屋署建築師 | 順成建築           | 富士達              | 5    |
| 彩東樓（第13座）    | 相連長型一型 （第一款設計）  | 1993年   | 28（2-27樓）          | 14（2樓） 18（3-26樓） 10（27樓）         | 460                | 房屋署建築師 | 煥利建築           | 富士達              | 7    |
| 興東樓（第14座）    | 相連長型三型                 | 1993年   | 25（2-25樓）          | 26（2-24樓） 18（25樓）                   | 616                | 房屋署建築師 | 煥利建築           | 富士達              | 7    |
| 祥東樓（第15座）    | 相連長型三型                 | 1993年   | 25（2-25樓）          | 26（2-24樓） 18（25樓）                   | 616                | 房屋署建築師 | 煥利建築           | 富士達              | 7    |
| 旺東樓（第16座）    | 相連長型三型                 | 1988年   | 13（2-13樓）          | 20（2-13樓）                              | 240                | 房屋署建築師 | 順成建築           | 乘賓                | 5    |
| 安東樓（第17座）    | 相連長型三型                 | 1988年   | 13（2-13樓）          | 20（2-13樓）                              | 240                | 房屋署建築師 | 順成建築           | 乘賓                | 5    |
| 振東樓（第11座）    | Y4型 （後期型設計）          | 1991年   | 31（1-30樓）          | 20（1-29樓） 16（30樓）                   | 576                | 房屋署建築師 | 朱祥興建築有限公司 | 富士達              | 6    |
| 貴東樓（第12座）    | Y4型 （後期型設計）          | 1991年   | 31（1-30樓）          | 20（1-29樓） 16（30樓）                   | 576                | 房屋署建築師 | 朱祥興建築有限公司 | 富士達              | 6    |

以粗體字標註的樓宇設有「劏房」，以安置慈樂上邨、黃大仙下邨、慈愛邨、慈正邨及秀茂坪下邨的1－2人住戶。
此外，目前隨著房委會第二次凍結租置計劃屋邨空置單位的出租，裕東樓及耀東樓是全港唯一兩座不作出租的單座工字型大廈。

#### 東匯邨 （原本為東頭一邨以及東頭邨重建第八、九期）
| 樓宇名稱（座號） | 樓宇類型                    | 落成年份 | 樓宇層數 （住宅層數） | 每層伙數 | 建築師                                                                                         | 承建商       | 提供升降機的廠商 |
| ---------------- | --------------------------- | -------- | --------------------- | --- | ---------------------------------------------------------------------------------------------- | ------------ | ---------------- |
| 匯仁樓（第1座）  | 非標準設計大廈 （Y型）      | 2012年   | 35-38（1-37樓）       | 只設有13-18號單位（1樓） 不設05號單位（2樓） 20（3-34樓） 不設14及17號單位（35樓） 不設1-5,14及17號單位（36-37樓） | 房屋署高級建築師岑苑樺為首團隊                                                                 | 保華建業集團 | 東芝             |
| 匯心樓（第2座）  | 非標準設計大廈 （Y型）      | 2012年   | 29-34（1-33樓）       | 不設11,12,19,20號單位（1樓） 20（2-28樓） 不設1至5號單位（29-30樓） 不設1-5,14及17號單位（31-33樓）                | 房屋署高級建築師岑苑樺為首團隊                                                                 | 保華建業集團 | 東芝             |
| 匯智樓（第3座）  | 非標準設計大廈 （其他類型） | 2020年   | 29（1-29樓）          | 不設13,14,34,35號單位（1-10樓） 37（11-29樓）                                                                      | 房屋署總建築師佘慶儀、 高級建築師林敬智、 建築師劉名殷、 李景勳、雷煥庭建築師有限公司（ALKF+） | 新福港       | 通力             |

東匯邨匯仁樓及匯心樓名稱取自「二」左邊加「人」字部首、「三」的廣東話諧音，以反映此等樓宇前身為東頭（一）邨23座的歷史，亦是全港首條以暗含座號諧音與寫法方式命名的屋邨。匯智樓亦隱含「二」字，以反映此樓宇前身為東頭（一）邨22座的歷史。

### 歷代樓宇
| 重建前的東頭邨 | 重建前的東頭邨     | 重建前的東頭邨                | 重建前的東頭邨 | 重建前的東頭邨 | 重建前的東頭邨          | 重建前的東頭邨       | 重建前的東頭邨                         | 重建前的東頭邨                                                                               |
| 樓宇名稱       | 原座號（英語字母） | 樓宇類型                      | 落成年份       | 拆卸年份       | 承建商                  | 提供升降機服務的廠商 | 重建後原地所屬的樓宇                   | 安置屋邨                                                                                     |
| -------------- | ------------------ | ----------------------------- | -------------- | -------------- | ----------------------- | -------------------- | -------------------------------------- | -------------------------------------------------------------------------------------------- |
| 第1座          | P                  | 第二型徙置大廈                | 1960年         | 1985年         | 德榮建築、 遠東營造工程 | 英國通用電氣-快而安  | 茂東樓                                 | 黃大仙下邨 龍吉樓 龍安樓 龍樂樓 龍興樓 龍盛樓                                                |
| 第2座          | O                  | 第二型徙置大廈                | 1960年         | 1985年         | 德榮建築、 遠東營造工程 | 英國通用電氣-快而安  | 盛東樓                                 | 黃大仙下邨 龍吉樓 龍安樓 龍樂樓 龍興樓 龍盛樓                                                |
| 第3座          | H                  | 第二型徙置大廈                | 1960年         | 1985年         | 德榮建築、 遠東營造工程 | 英國通用電氣-快而安  | 欣東樓                                 | 黃大仙下邨 龍吉樓 龍安樓 龍樂樓 龍興樓 龍盛樓                                                |
| 第4座          | D                  | 第二型徙置大廈                | 1960年         | 1985年         | 德榮建築、 遠東營造工程 | 英國通用電氣-快而安  | 欣東樓                                 | 黃大仙下邨 龍吉樓 龍安樓 龍樂樓 龍興樓 龍盛樓                                                |
| 第5座          | C                  | 第二型徙置大廈                | 1960年         | 1985年         | 德榮建築、 遠東營造工程 | 英國通用電氣-快而安  | 逸東樓                                 | 黃大仙下邨 龍吉樓 龍安樓 龍樂樓 龍興樓 龍盛樓                                                |
| 第6座*         | Q                  | 第二型徙置大廈                | 1960年         | 1985年         | 德榮建築、 遠東營造工程 | 英國通用電氣-快而安  | 柏東樓                                 | 黃大仙下邨 龍吉樓 龍安樓 龍樂樓 龍興樓 龍盛樓                                                |
| 第7座*         | R                  | 第二型徙置大廈                | 1960年         | 1985年         | 德榮建築、 遠東營造工程 | 英國通用電氣-快而安  | 偉東樓                                 | 黃大仙下邨 龍吉樓 龍安樓 龍樂樓 龍興樓 龍盛樓                                                |
| 第8座*         | S                  | 第二型徙置大廈                | 1960年         | 1985年         | 德榮建築、 遠東營造工程 | 英國通用電氣-快而安  | 榮東樓                                 | 黃大仙下邨 龍吉樓 龍安樓 龍樂樓 龍興樓 龍盛樓                                                |
| 第9座          | X                  | 第二型徙置大廈                | 1961年         | 1982年         | 德榮建築、 遠東營造工程 | 英國通用電氣-快而安  | 貴東樓                                 | （同一屋邨） 康東樓 裕東樓                                                                   |
| 第10座         | T                  | 第二型徙置大廈                | 1961年         | 1982年         | 德榮建築、 遠東營造工程 | 英國通用電氣-快而安  | 貴東樓                                 | （同一屋邨） 康東樓 裕東樓                                                                   |
| 第11座         | W                  | 第二型徙置大廈                | 1961年         | 1982年         | 德榮建築、 遠東營造工程 | 英國通用電氣-快而安  | 振東樓                                 | （同一屋邨） 康東樓 裕東樓                                                                   |
| 第12座         | U                  | 第二型徙置大廈                | 1961年         | 1982年         | 德榮建築、 遠東營造工程 | 英國通用電氣-快而安  | 富東樓 泰東樓                          | （同一屋邨） 康東樓 裕東樓                                                                   |
| 第13座         | V                  | 第二型徙置大廈                | 1964年         | 1984年         | 德榮建築、 遠東營造工程 | 英國通用電氣-快而安  | 耀東樓                                 | 竹園南邨                                                                                     |
| 第14座         | A                  | 第二型徙置大廈                | 1964年         | 1987年         | 德榮建築、 遠東營造工程 | 英國通用電氣-快而安  | 彩東樓                                 | 竹園北邨                                                                                     |
| 第15座         | B                  | 第二型徙置大廈                | 1964年         | 1987年         | 德榮建築、 遠東營造工程 | 英國通用電氣-快而安  | 旺東樓                                 | 竹園北邨                                                                                     |
| 第16座         | E                  | 第二型徙置大廈                | 1964年         | 1987年         | 德榮建築、 遠東營造工程 | 英國通用電氣-快而安  | 興東樓                                 | 竹園北邨                                                                                     |
| 第17座         | F                  | 第二型徙置大廈                | 1964年         | 1988年         | 德榮建築、 遠東營造工程 | 英國通用電氣-快而安  | 興東樓                                 | 竹園北邨                                                                                     |
| 第18座         | G                  | 第二型徙置大廈                | 1964年         | 1988年         | 德榮建築、 遠東營造工程 | 英國通用電氣-快而安  | 東頭街市                               | 竹園北邨                                                                                     |
| 第19座         | H                  | 第二型徙置大廈                | 1964年         | 1986年         | 德榮建築、 遠東營造工程 | 英國通用電氣-快而安  | 祥東樓                                 | 竹園南邨                                                                                     |
| 第20座         | K                  | 第二型徙置大廈                | 1964年         | 1986年         | 德榮建築、 遠東營造工程 | 英國通用電氣-快而安  | 安東樓                                 | 竹園南邨                                                                                     |
| 第21座         | J                  | 第二型徙置大廈                | 1963年         | 1986年         | 德榮建築、 遠東營造工程 | 英國通用電氣-快而安  | 安東樓                                 | 竹園南邨                                                                                     |
| 第22座         | M                  | 第四型徙置大廈 （早期型設計） | 1965年         | 2014年         | 德榮建築、 遠東營造工程 | 英國通用電氣-快而安  | 東匯邨匯智樓                           | 東匯邨第一期 美東邨美仁樓（1992年遷入住戶） 鳳德邨（原有住戶） 竹園北邨（7樓須提前遷出住戶） |
| 第23座         | N                  | 第四型徙置大廈 （早期型設計） | 1967年         | 2002年         | 德榮建築、 遠東營造工程 | 英國通用電氣-快而安  | 東匯邨匯仁樓 東匯邨匯心樓 東頭社區中心 | 黃大仙上邨                                                                                   |

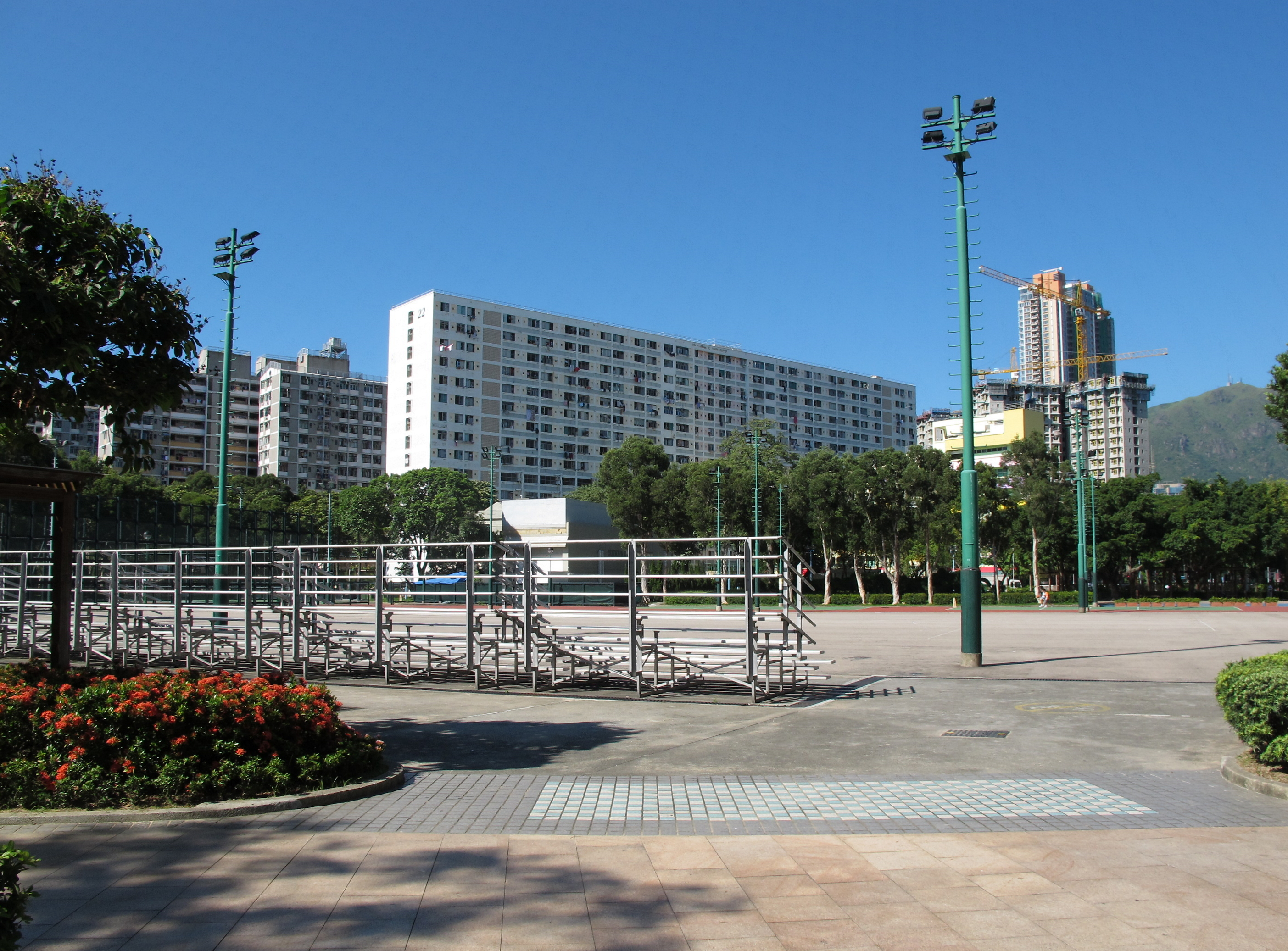
東頭邨22座（2010年）

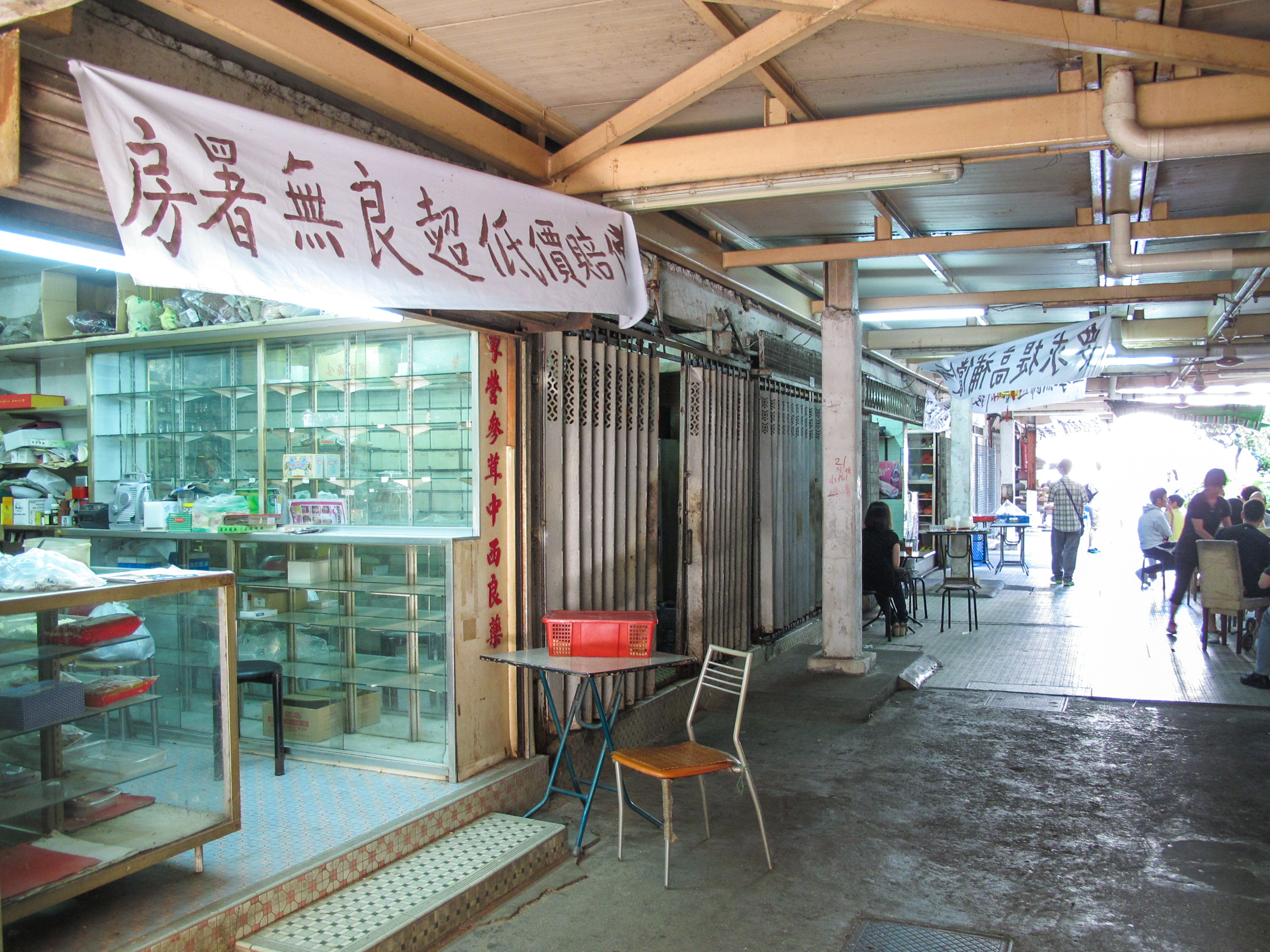
大廈地面為商店，商戶批評賠償金額不足

- *代表清拆前，大層所有單位已經改建成獨立廚廁。

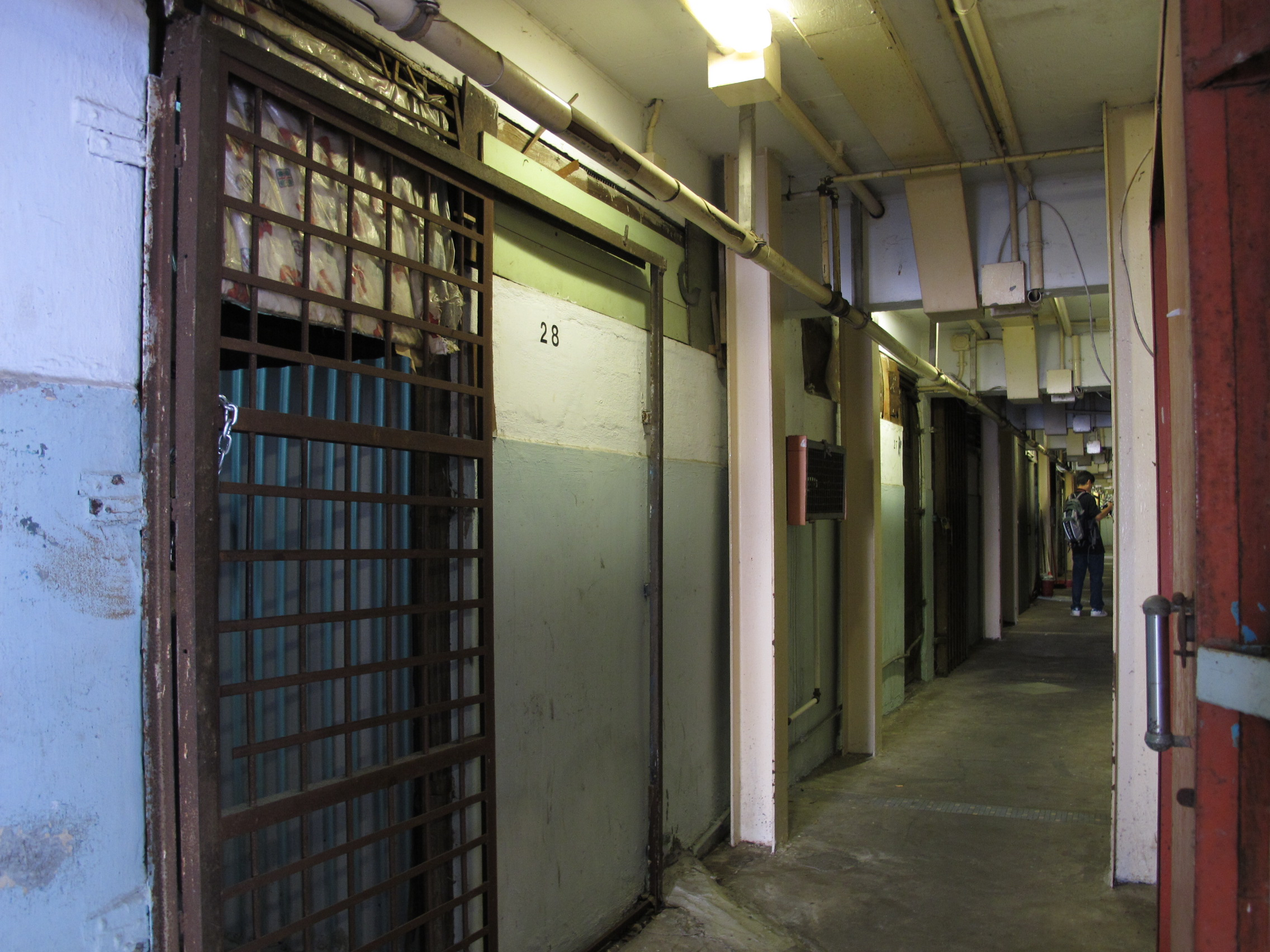
東頭邨22座大廈走廊
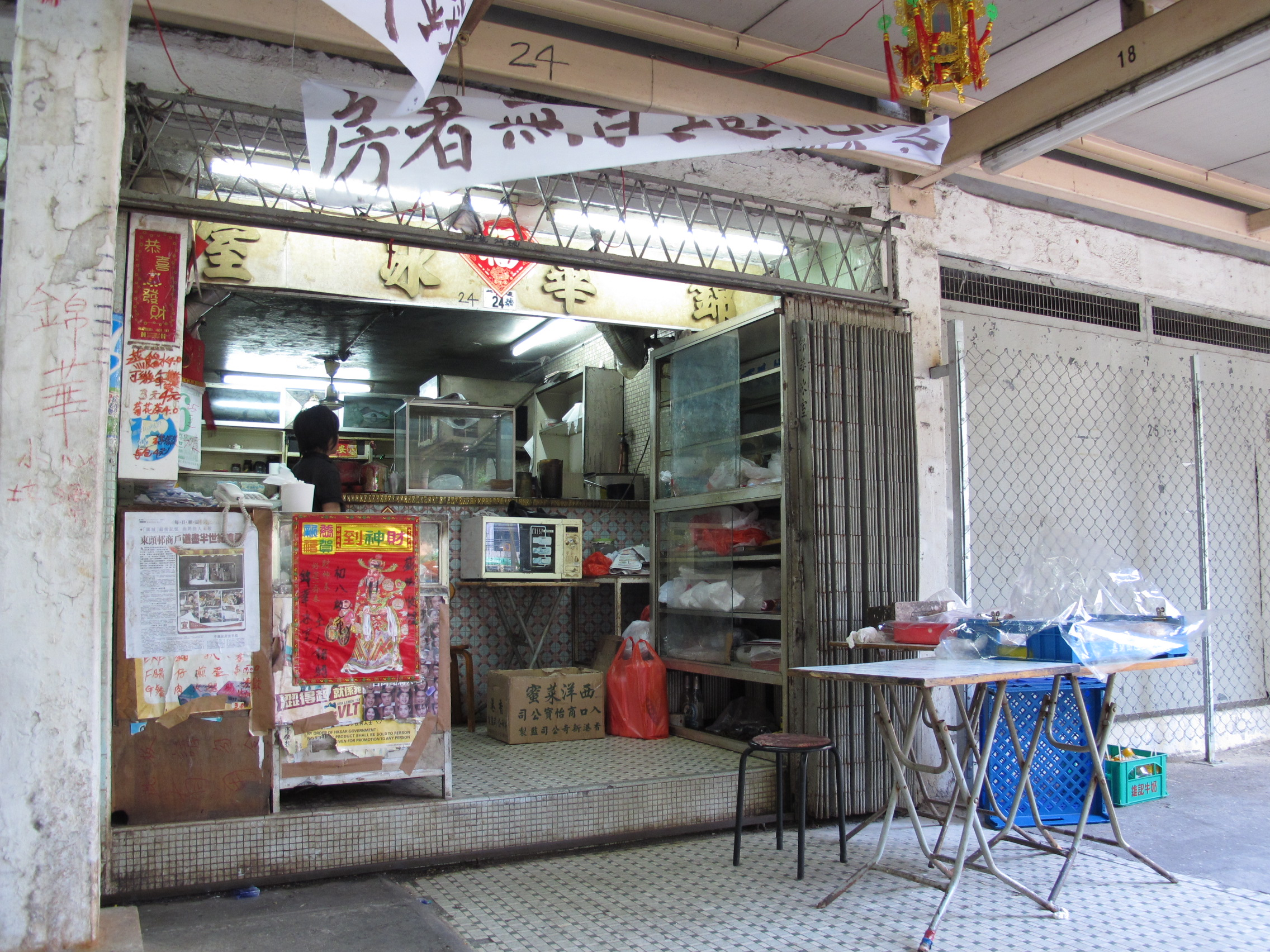
錦華冰室
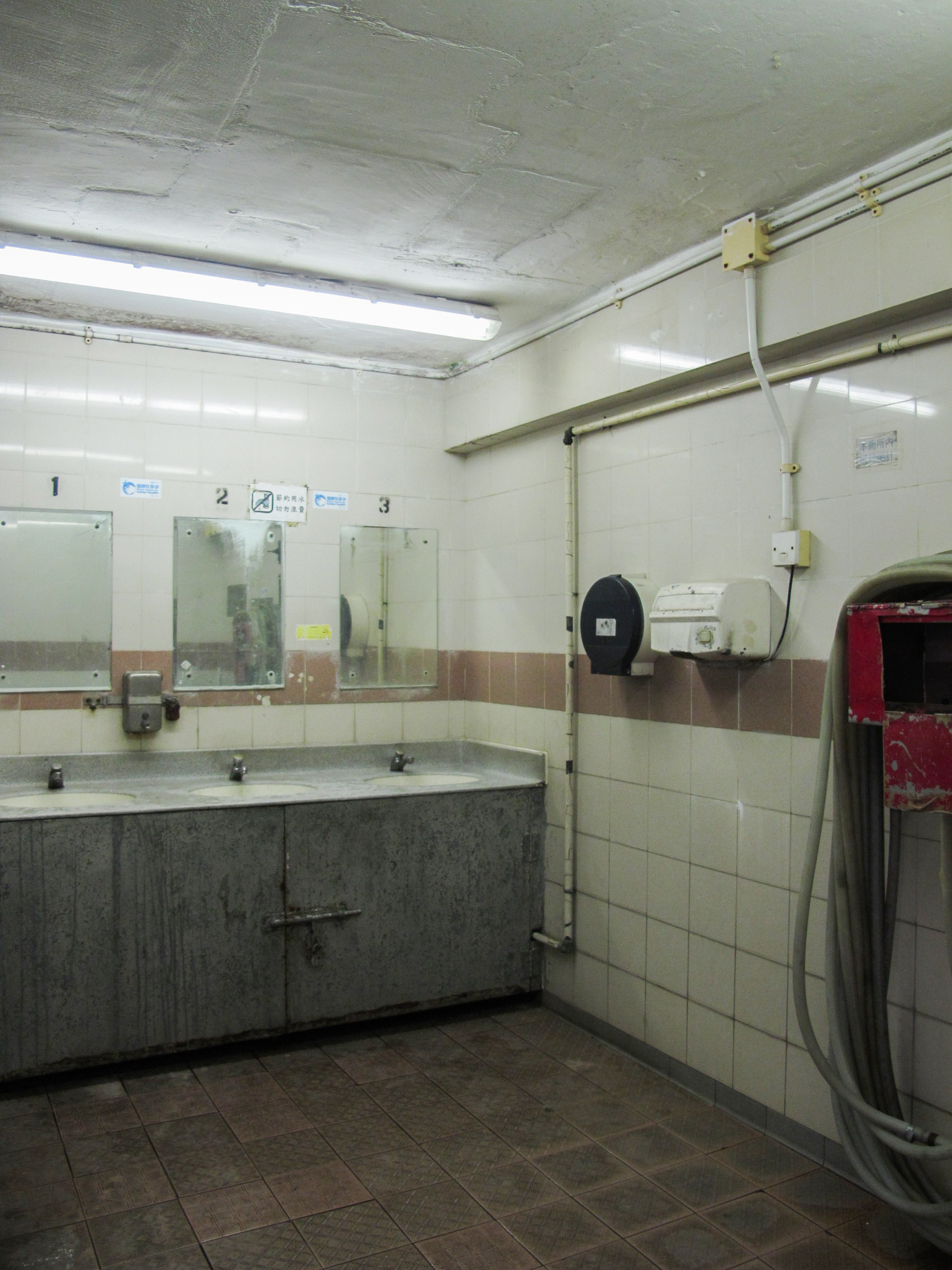
大廈地面設洗手間
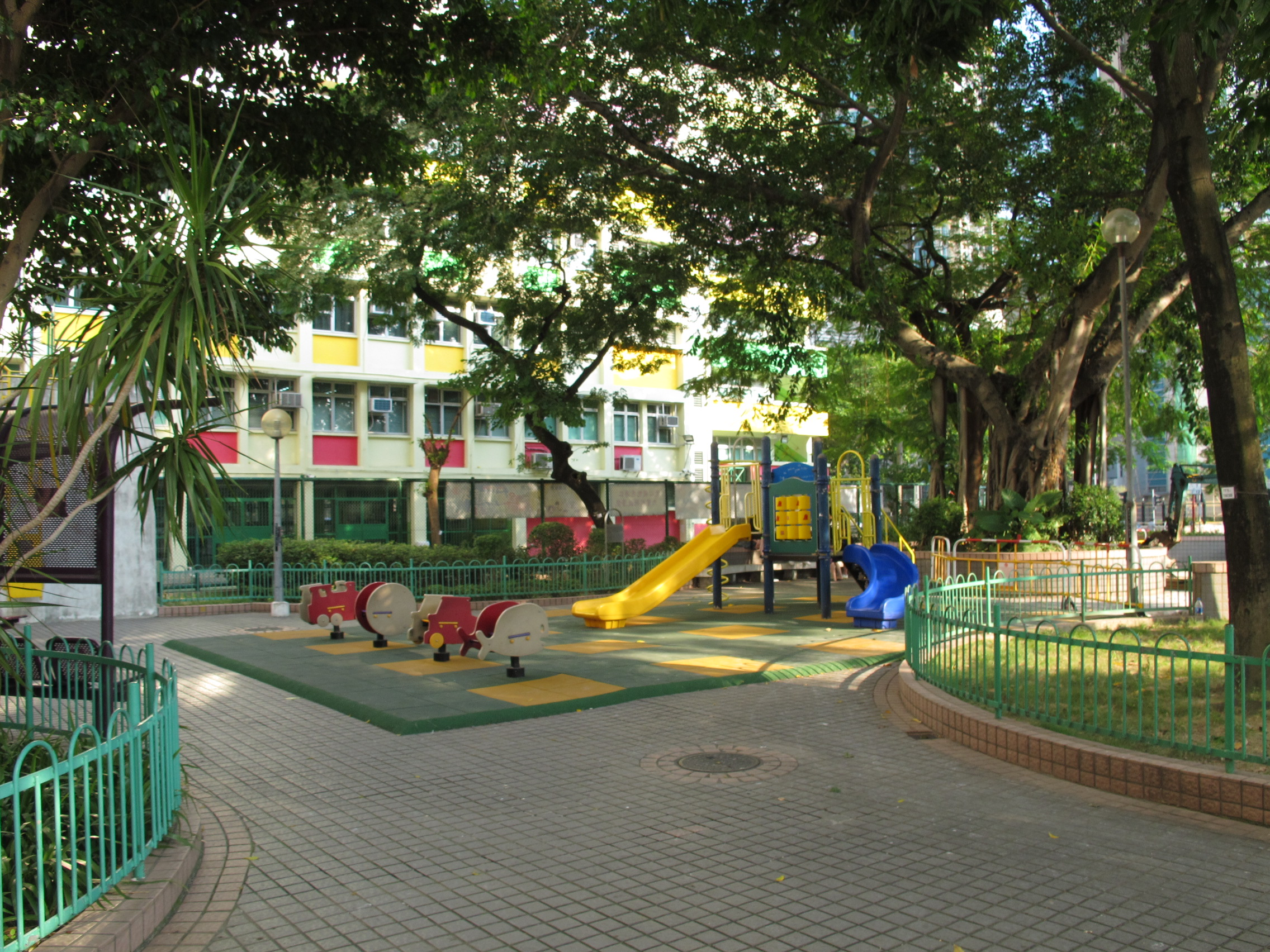
東頭邨22座外的兒童遊樂場

### 在此邨出身的名人
東頭（一）邨 （今屬東匯邨）：
- 邱淑貞：前藝人，曾經於本邨第22座居住，而該大廈已重建為東匯邨匯智樓。
- 李成昌：無線電視甘草演員，曾經於本邨第23座居住，而該大廈已重建為東匯邨第一期。
- 劉細良：時事評論員，曾經於本邨第22座居住，而該大廈已重建為東匯邨匯智樓。

東頭（二）邨（分批重建前）：
- 江華（原名陳木華）：前藝人，曾經於本邨第1座居住，而該大廈已重建為東頭（二）邨茂東樓。

## 邨內設施

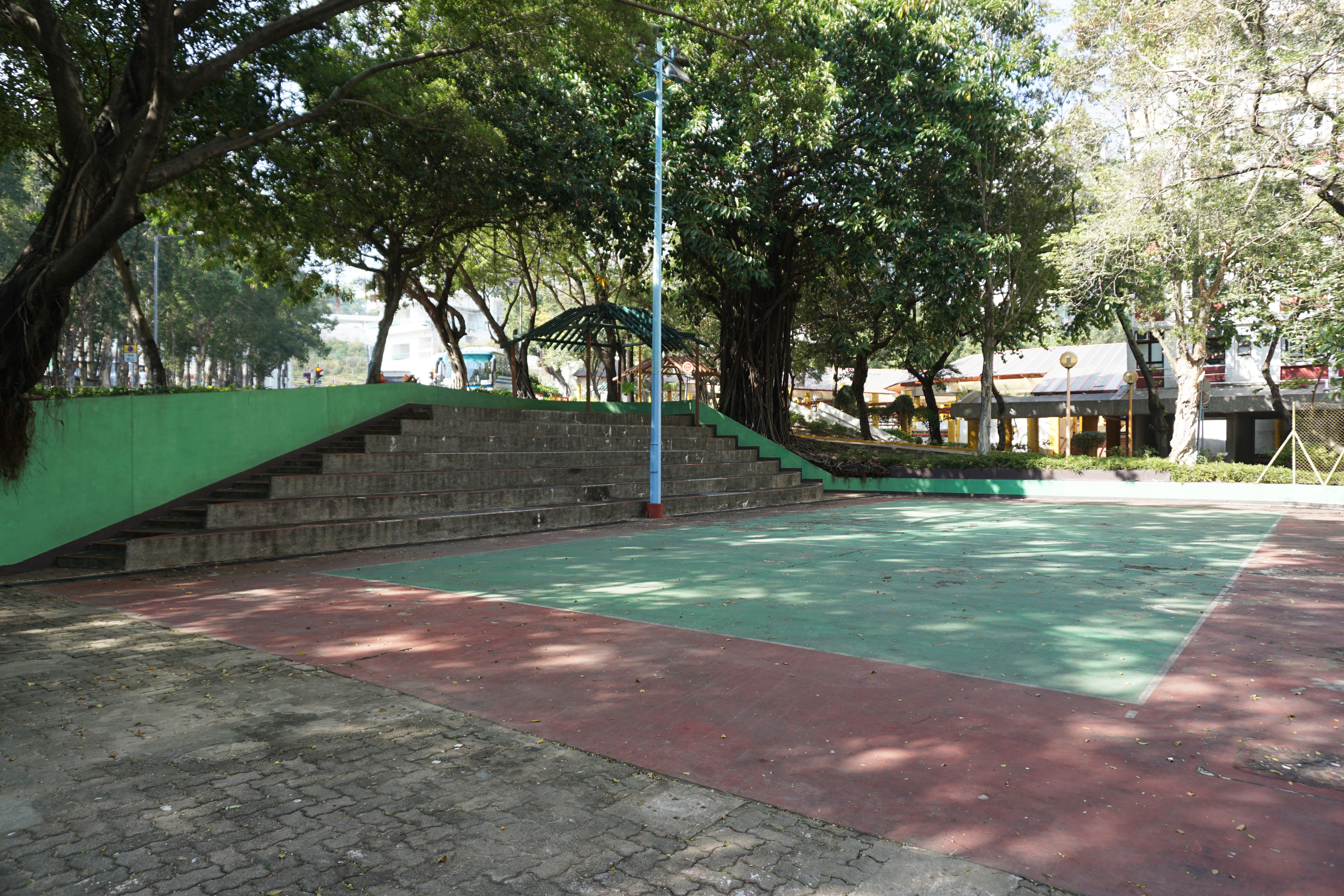
東頭邨排球場

邨內設有多個設施，包括兒童遊樂場、休憩空間、籃球場、羽毛球場、排球場、棋藝區和多層停車場。

### 商場

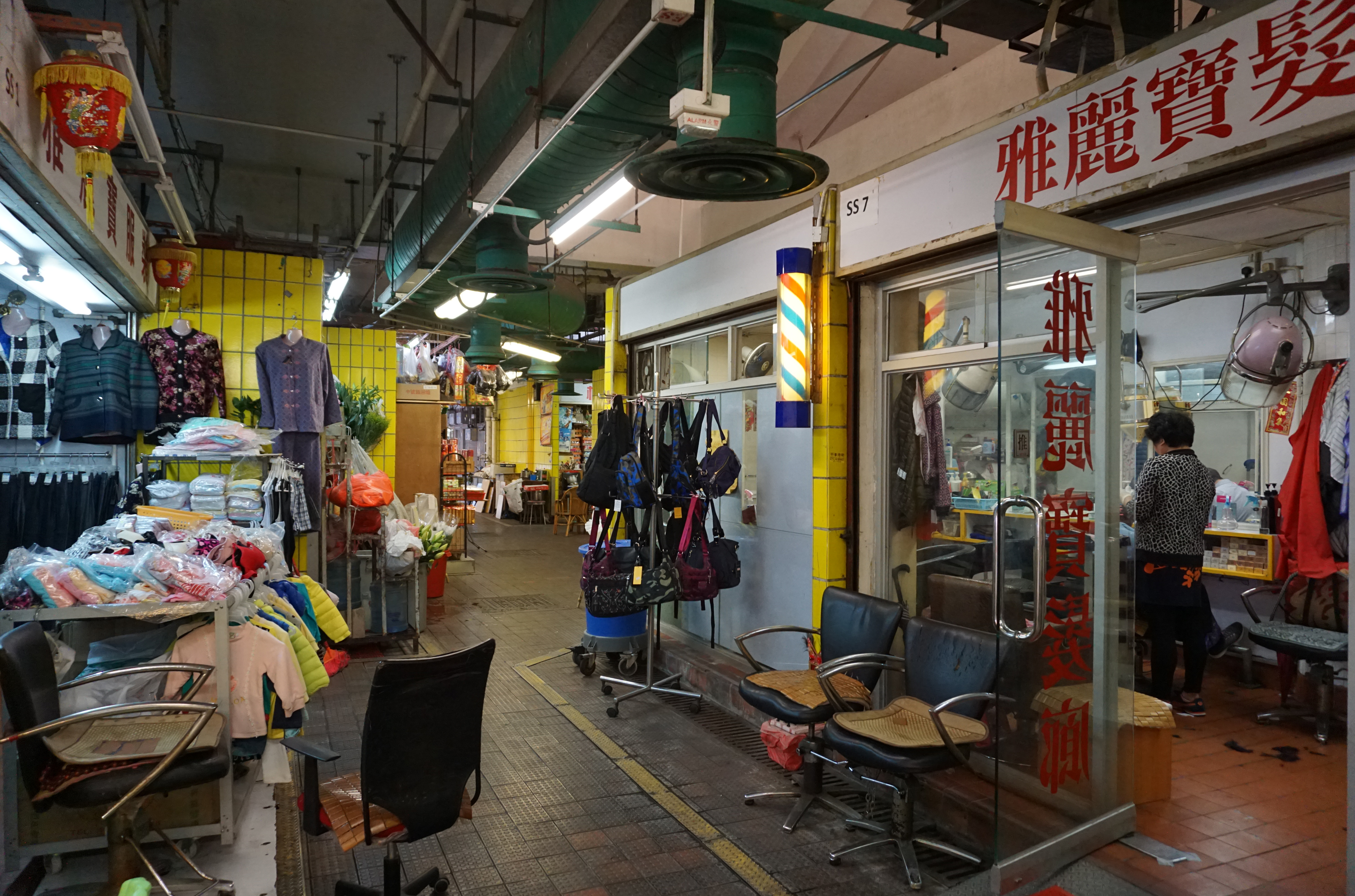
東頭街市服裝店及髮廊

商場以地舖為主，主要位於旺東樓和安東樓。租戶包括7-11便利店、文具店、禮品店、五金店、髮廊、家居工場和酒家及中藥行。邨內亦設街市及熟食檔，由領展負責管理。不過衛生環境麻麻，並不提供空調。
2023年，領展收回東頭街市，並進行翻新及重新改劃為商舖。

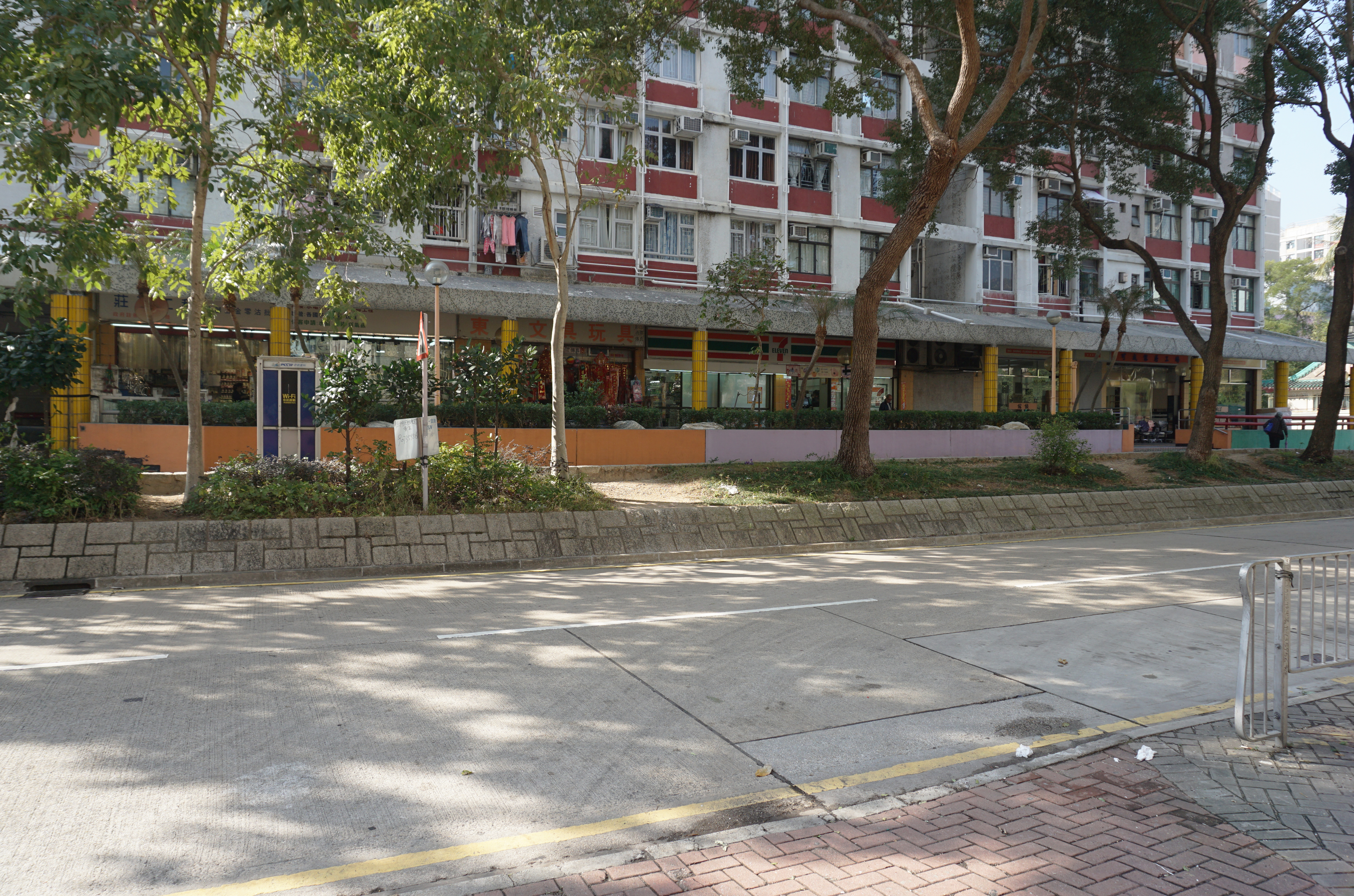
旺東樓地舖（2018年8月）
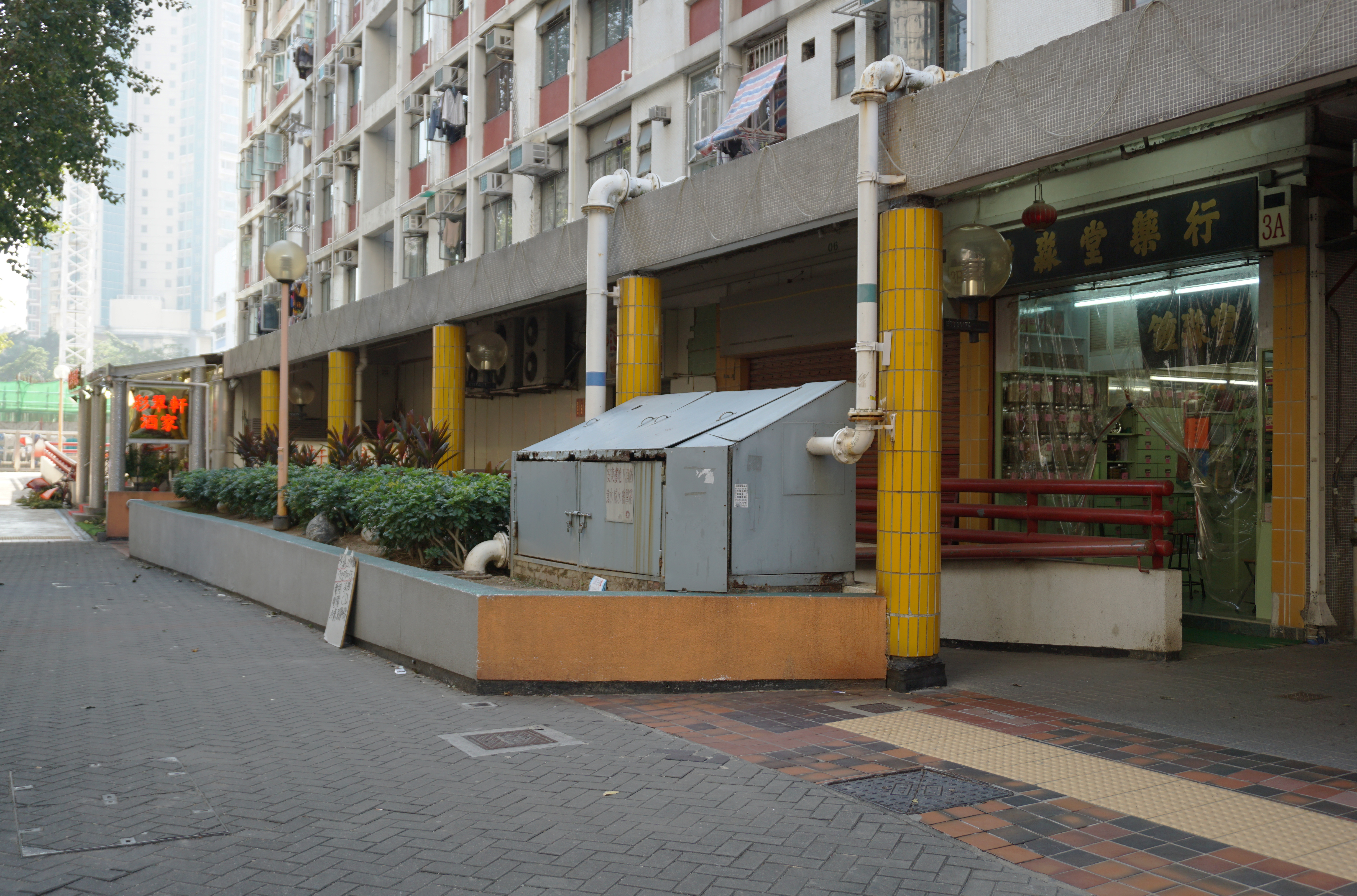
安東樓酒家及中藥行
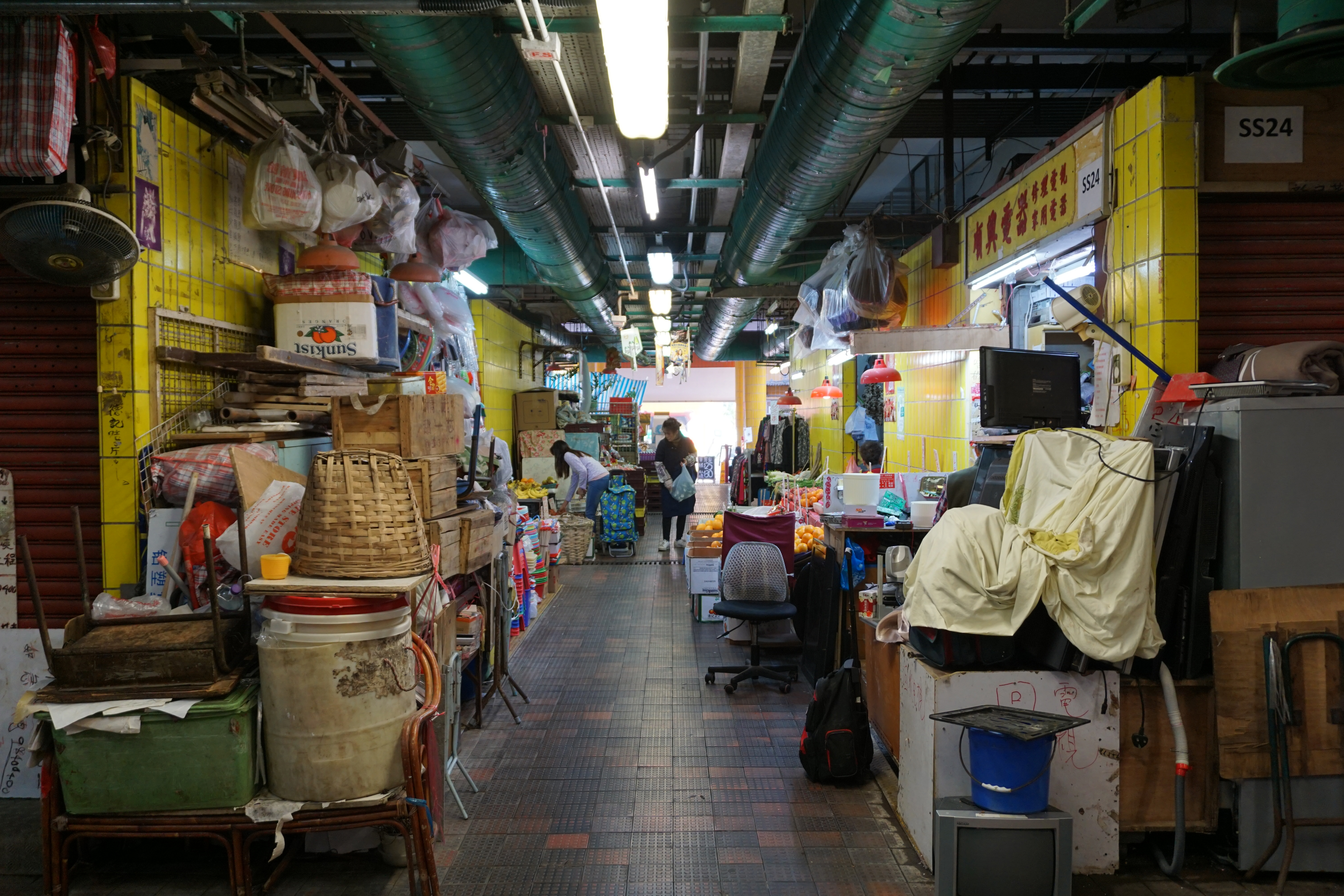
東頭街市電器維修店
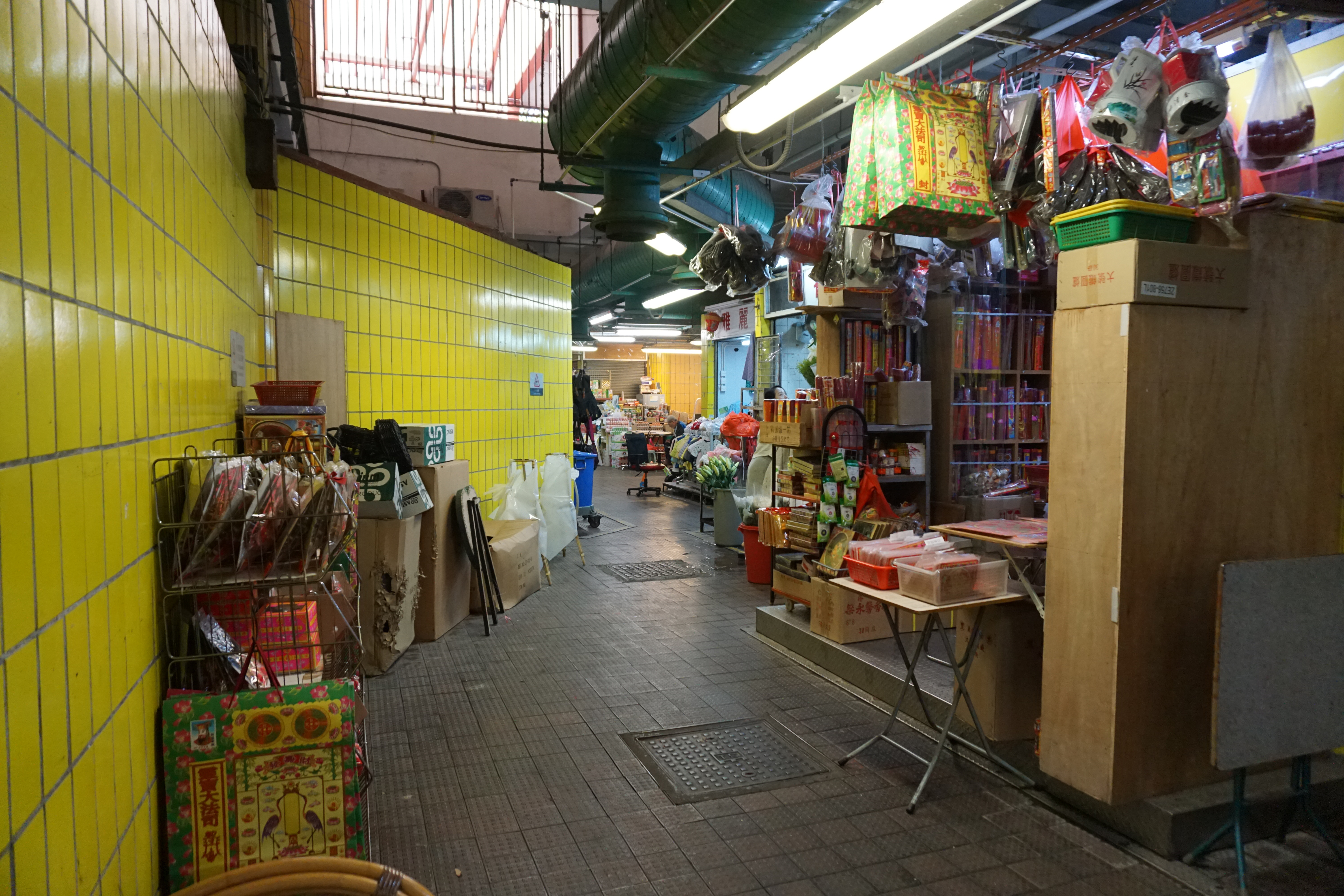
東頭街市香燭祭品店
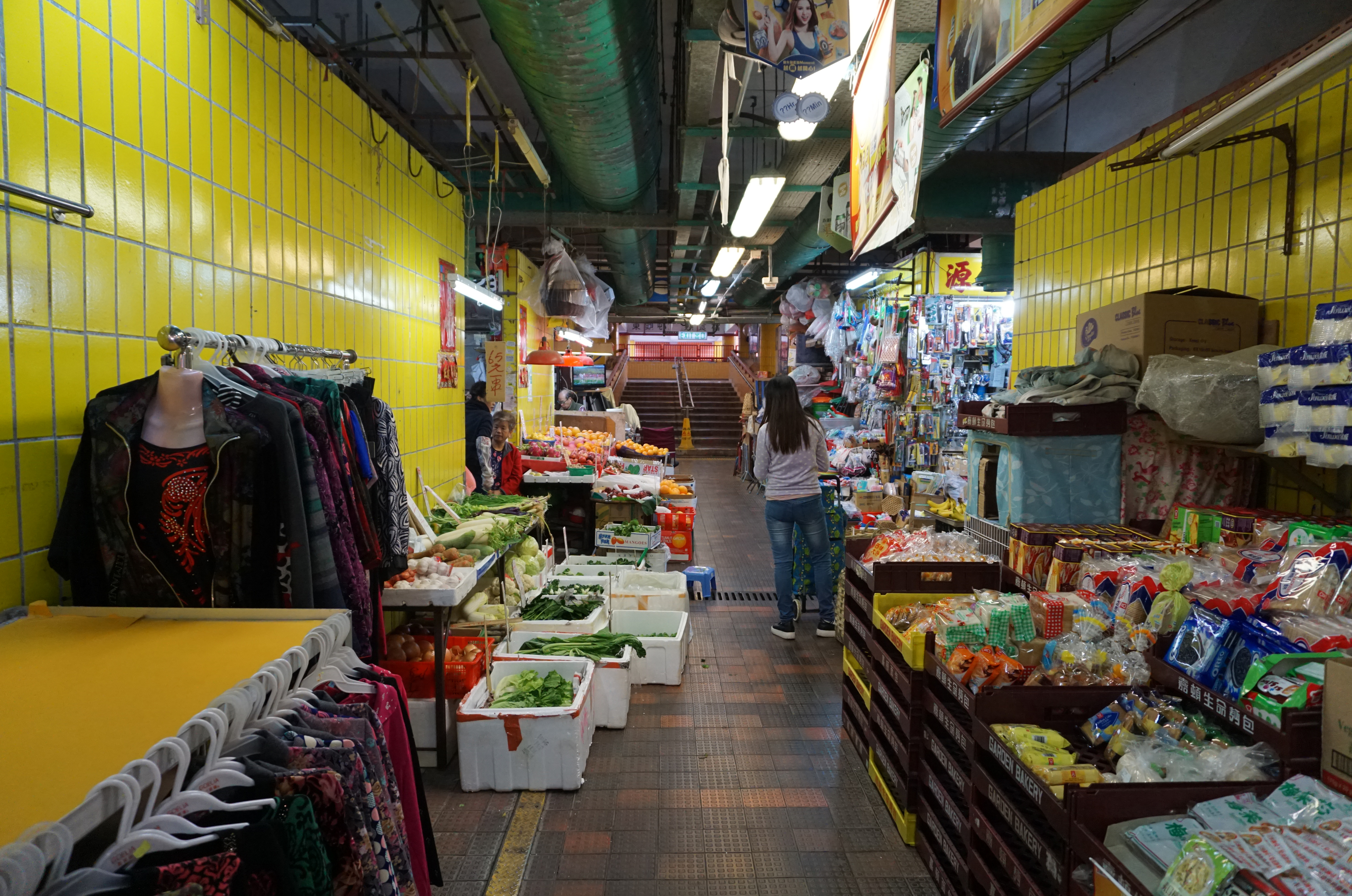
東頭街市內的菜、水果、家庭用品及糧食店

## 教育及福利設施

### 幼稚園
- 明愛啟幼幼兒學校 （页面存档备份，存于）（1986年創辦）（位於東頭邨富東樓地下）
- 香港道教聯合會圓玄幼稚園／圓玄幼兒中心（東頭邨） （页面存档备份，存于）（1990年創辦）（位於東頭邨欣東樓9-14號地下）

已結束
- 明愛匡幼幼兒園（位於東頭邨泰東樓一至八號地下）

### 小學
- 聖公會基德小學（1962年創辦）
- 孔教學院大成小學（1963年創辦）
- 天主教伍華小學（1965年創辦）
- 獻主會溥仁小學（1965年創辦）

已結束
| - 華南學校（東頭邨一座天台） - 崇真幼稚園（東頭邨二座天台） - 杜澄學校（東頭邨三座天台） - 為真學校（東頭邨四座天台） - 育德學校（東頭邨五座天台） - 信基學校（東頭邨五座天台） - 安輔學校（東頭邨五座天台） - 聖立德學校（東頭邨六座及愛華小學八座天台） - 光啓學校（東頭邨七座天台） |  | - 東頭村崇真學校（東頭邨十座地下） - 基望學校（東頭邨十座天台） - 寳靜學校（東頭邨十二座） - 宣道幼稚園（東頭邨十三座天台） - 育基小學（東頭邨十四座天台） - 中道學校（東頭邨十四座天台） - 道慈佛教學校（東頭邨十四座地下） - 普益小學（東頭邨十五及十八座天台） - 基聖小學（東頭邨十六座地下） |  | - 愛治學校暨幼稚園（東頭邨十六座天台） - 嘉應小學（東頭邨十七座天台） - 正心學校（東頭邨十七座天台） - 崇熙學校暨幼稚園（東頭邨十八座天台） - 至光小學（東頭邨十八座天台） - 康樂小學（東頭邨十九座天台） - 聖止志學校（東頭邨十九座天台） - 明愛幼稚園（東頭邨二十座地下和天台） - 親恩小學（東頭邨二十一座天台） - 宣愛小學（東頭邨天台） |

### 中學
- 李求恩紀念中學（1964年創辦）
- 天主教伍華中學（1965年創辦）
- 樂善堂王仲銘中學（1949年創辦，1982年遷至屋邨附近）

### 綜合家庭服務中心
- 明愛東頭綜合家庭服務中心（位於東頭社區中心1樓）

### 綜合青少年服務中心
- 明愛賽馬會黃大仙青少年綜合服務 （页面存档备份，存于）（位於耀東樓地下5－8號及二樓201至208室）

### 綜合家居照顧服務
- 基督教家庭服務中心黃大仙綜合家居照顧服務 （页面存档备份，存于）（位於興東樓23－26號地下）

### 長者鄰舍中心
- 明愛東頭長者中心 （页面存档备份，存于）（位於榮東樓10－16號地下）

循理會黃大仙耆樂會所(東頭)https://wts.fmchk.org/b5_newsletter01.php?center=2 （页面存档备份，存于）

## 圖片集

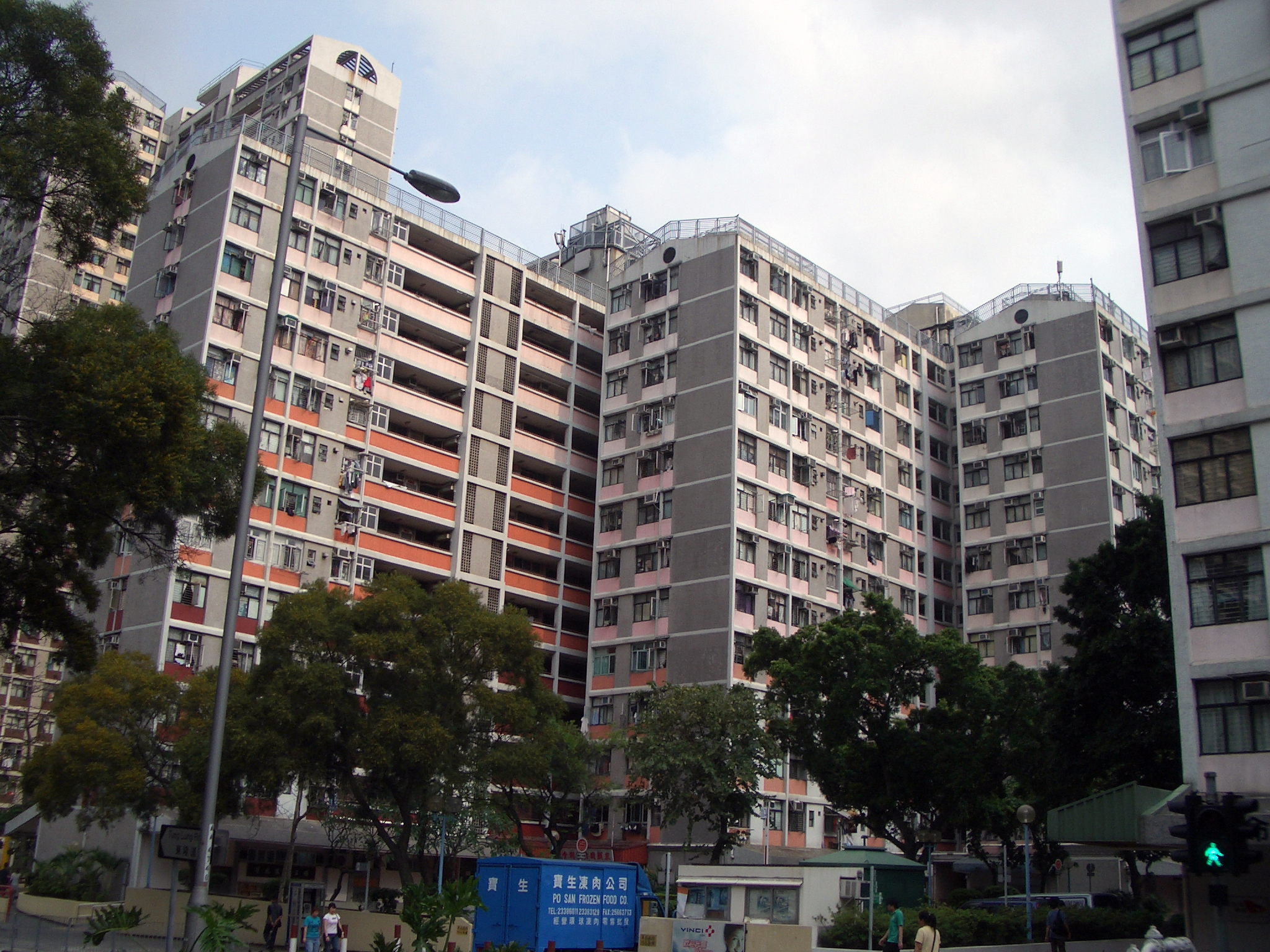
欣東樓與旺東樓（2008年4月）
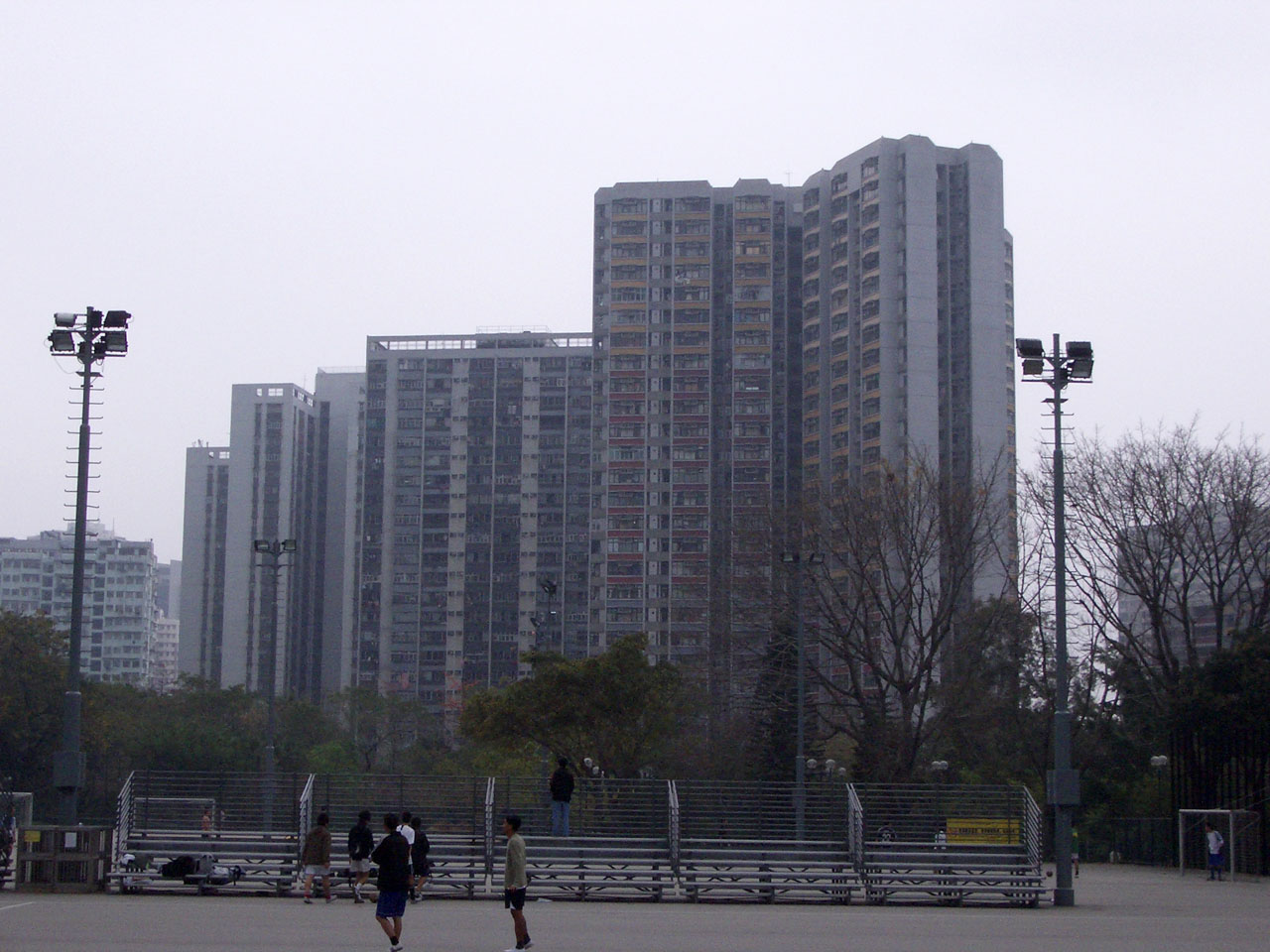
泰東樓、富東樓、裕東樓、貴東樓（2008年3月）
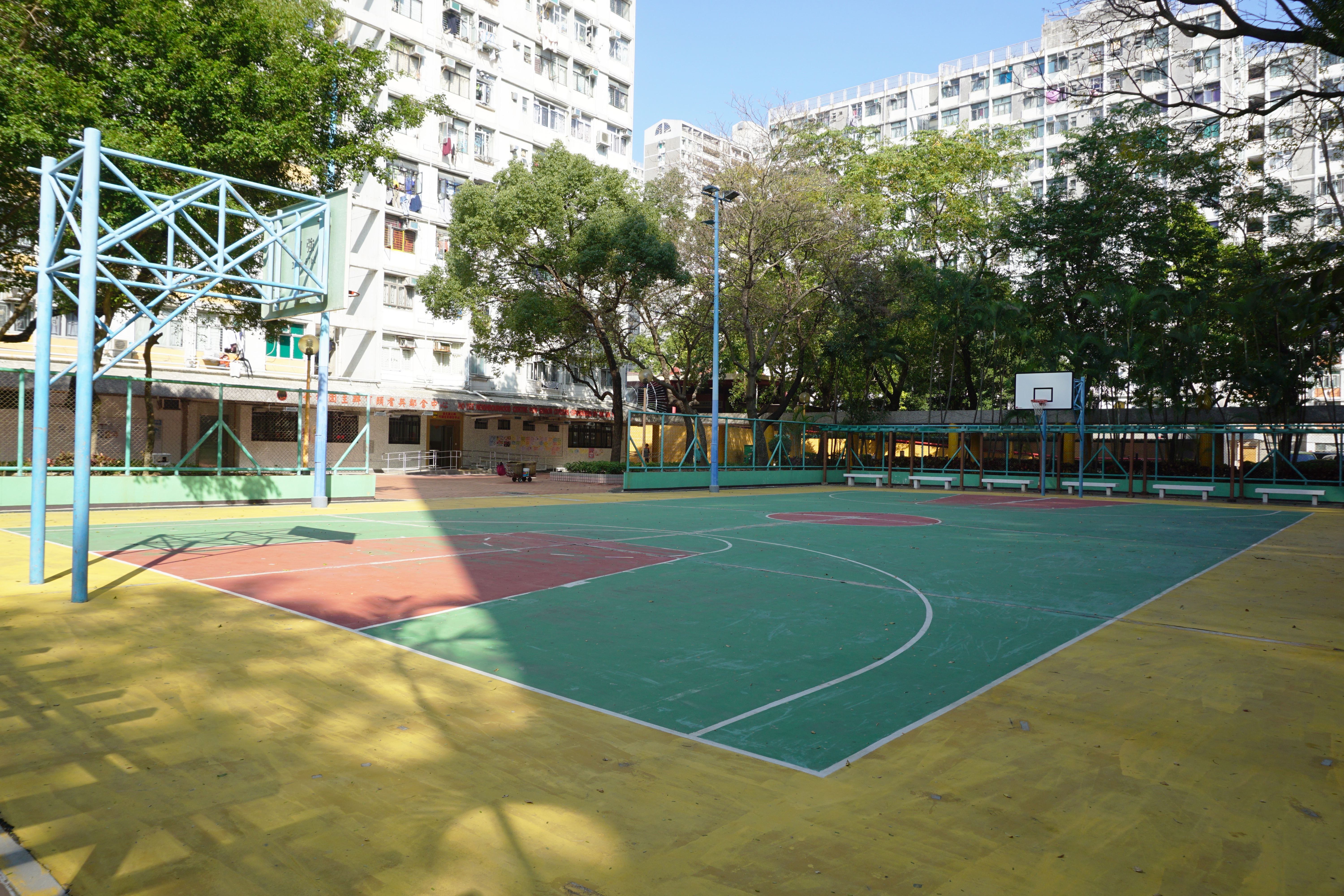
東頭邨籃球場
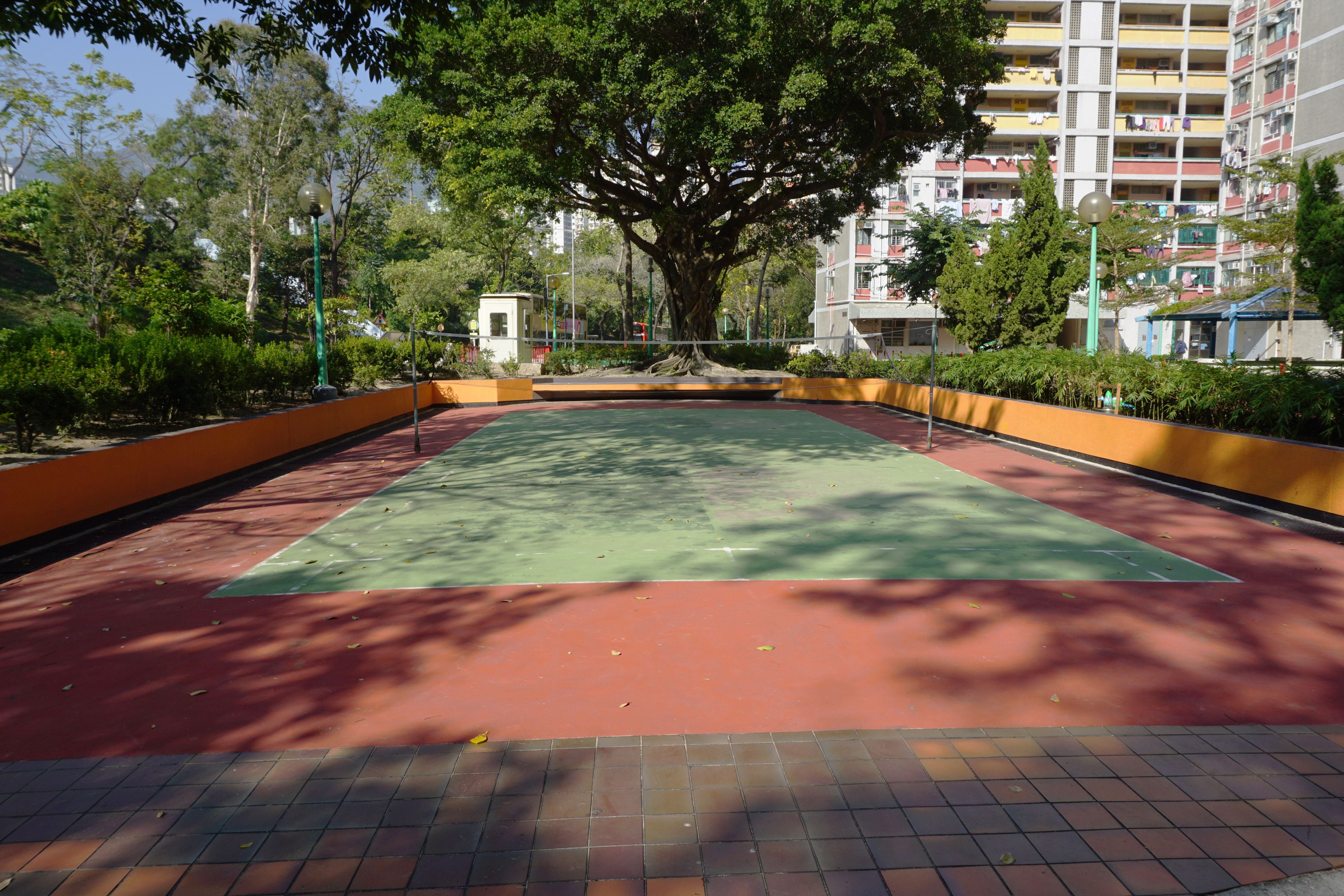
東頭邨羽毛球場
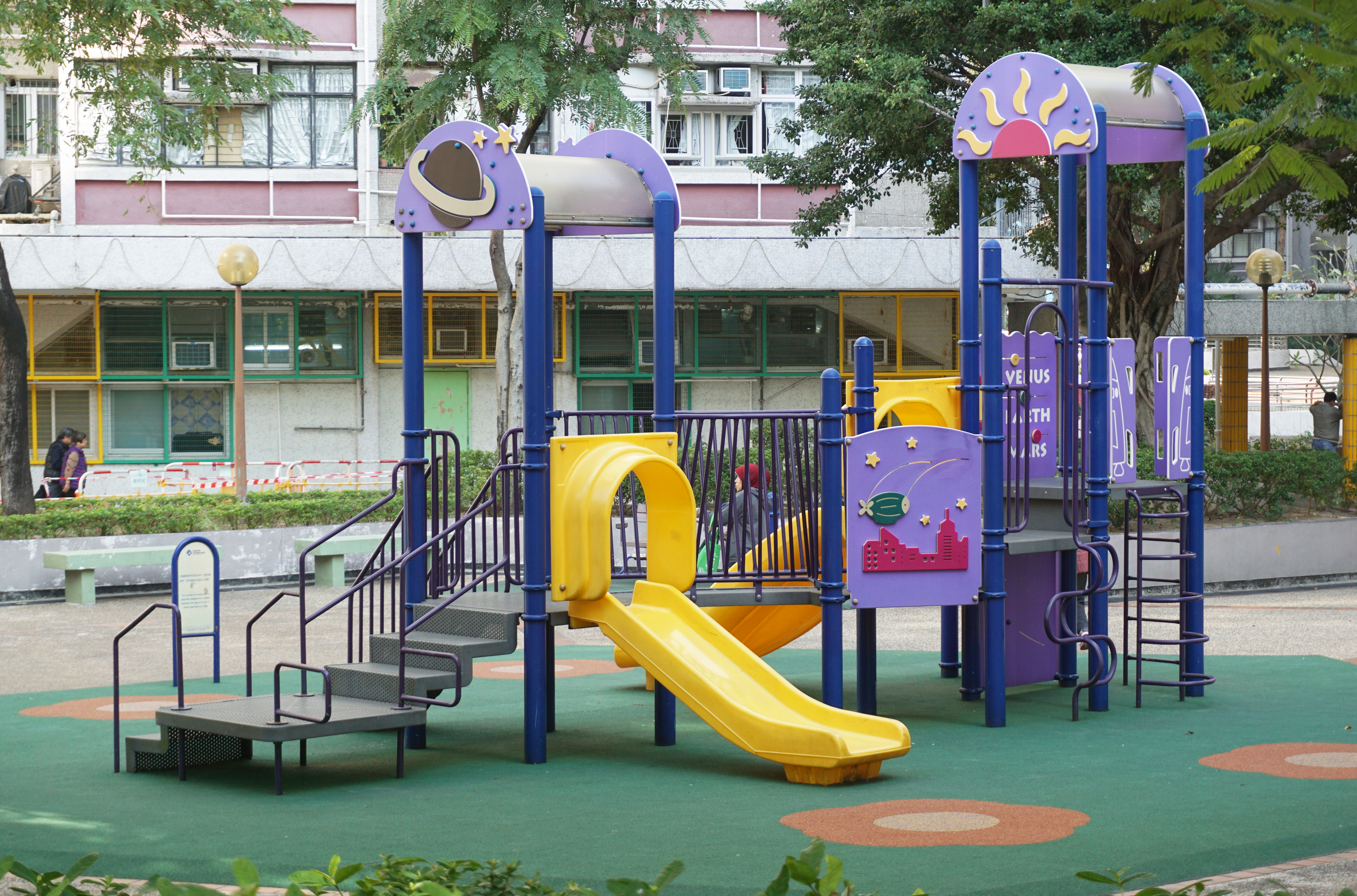
東頭邨兒童遊樂場
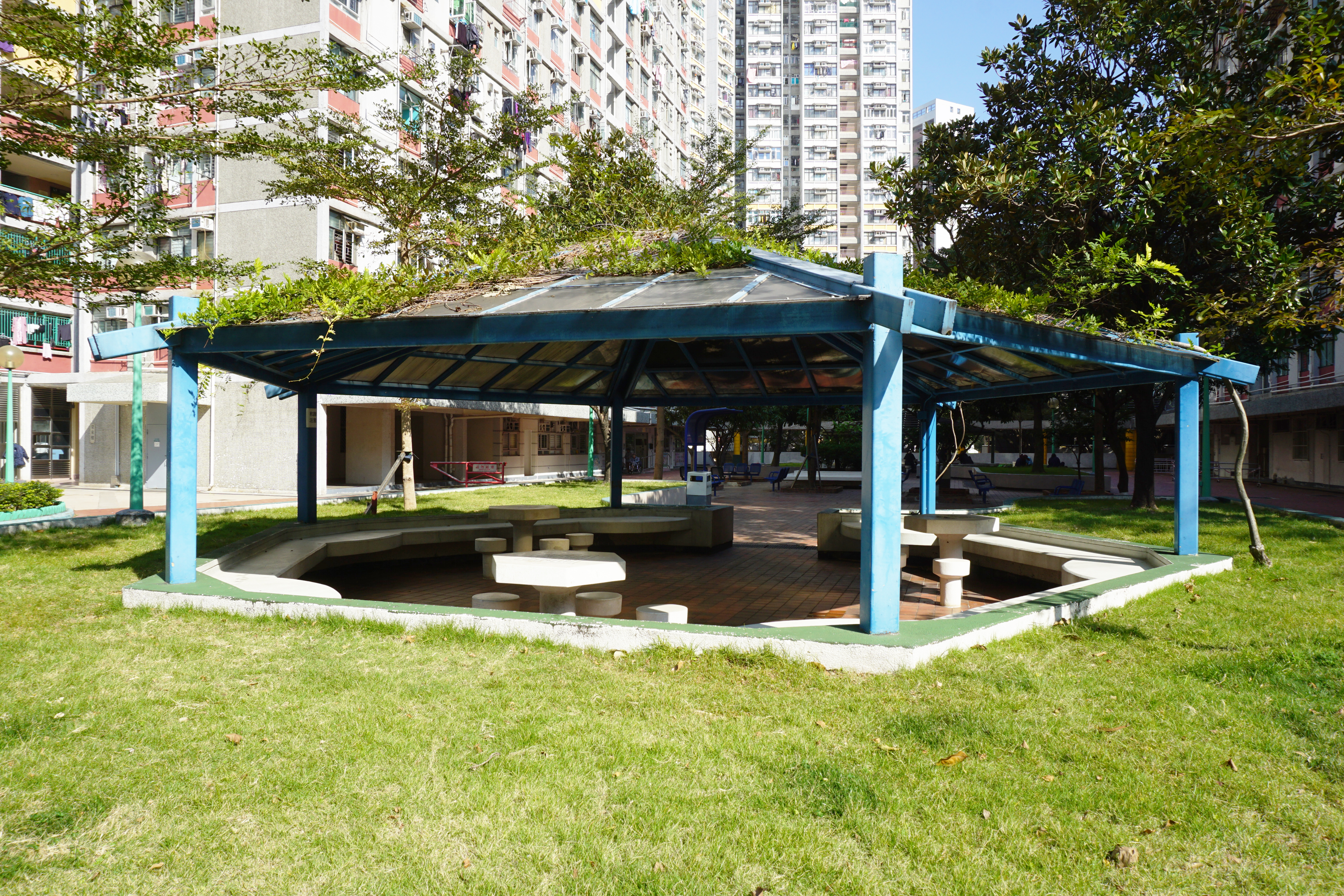
東頭邨棋藝區
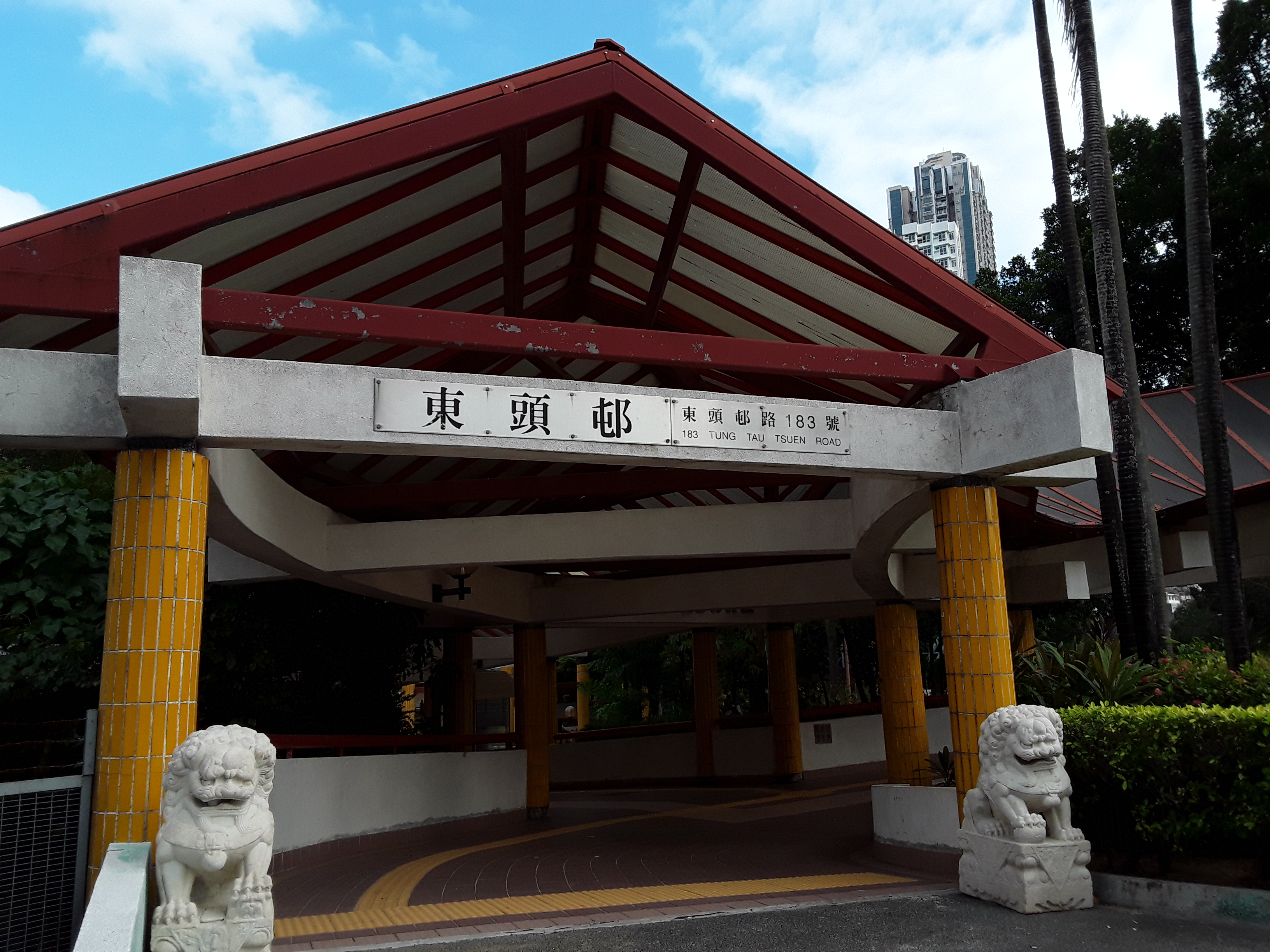
東頭邨的門牌號碼，位於鄰近盈東樓的有蓋行人通道（2020年11月）
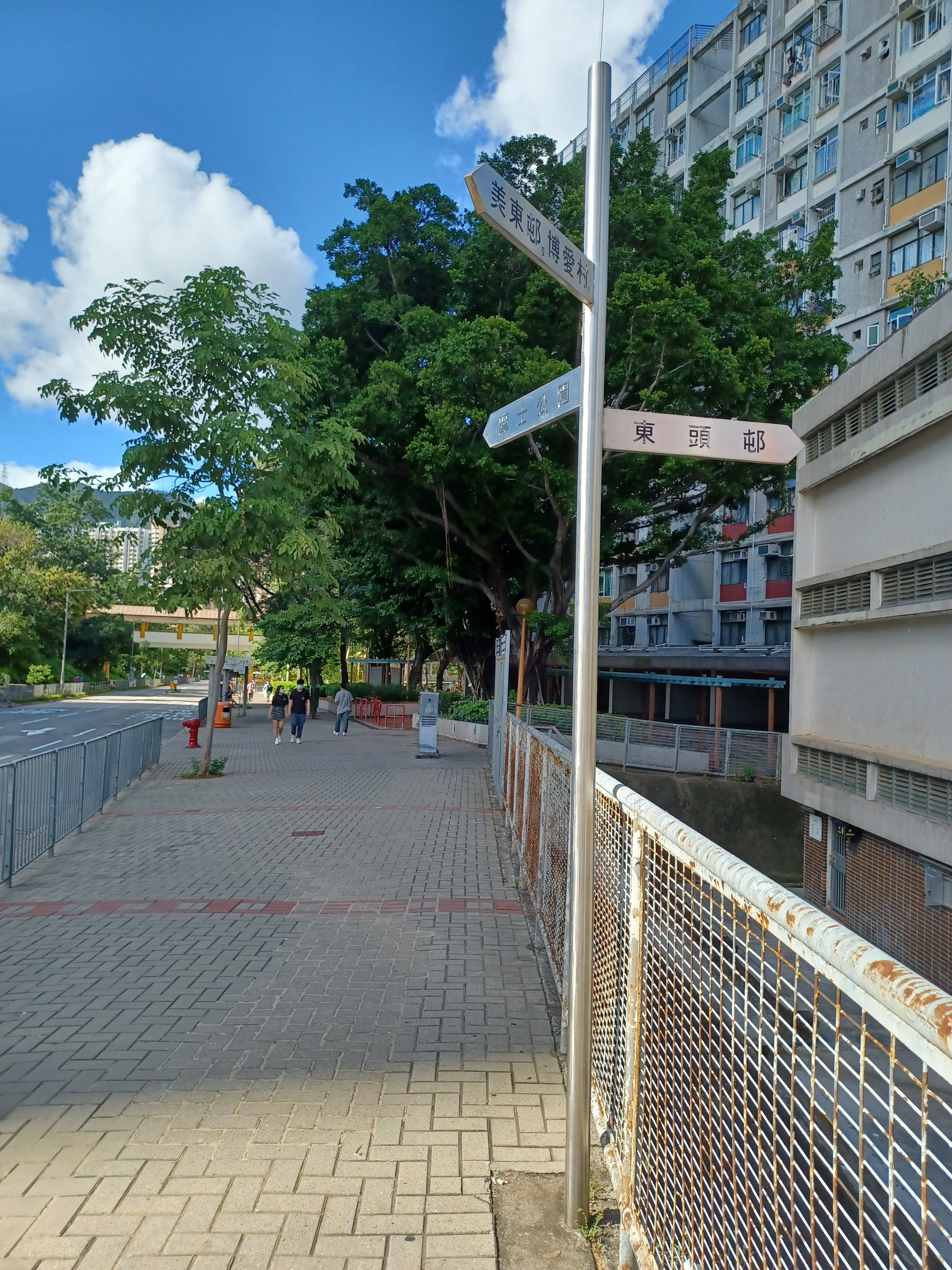
鄰近盈東樓的指示牌，當中所標示的「博愛村」早已發展成美東邨美仁樓（2021年7月）

## 所屬區議會
東頭邨位於黃大仙區的黃大仙西選區。然而，不少人認為東頭邨屬於九龍城區（甚至連東頭邨的居民在填寫自己的地址時，經常會寫成「九龍城東頭邨」），相信是因為東頭邨鄰近九龍寨城公園。其實，東頭邨與九龍寨城公園相隔了一條東正道，這條路正是黃大仙區與九龍城區的分界線。雖然東頭邨獲劃分為黃大仙區，但由於地理位置來説東頭邨受啟德河（啟德明渠）及摩士公園所分隔，其實東頭邨與九龍城的距離比黃大仙還要近。

### 區議會議席分布
| 範圍／年度   | 範圍／年度                                                                       | 2000-2003 | 2004-2007 | 2008-2011 | 2012-2015 | 2016-2019 | 2020-2023 | 2024-2027 |
| ------------ | -------------------------------------------------------------------------------- | --------- | --------- | --------- | --------- | --------- | --------- | --------- |
| 東頭（二）邨 | 富東樓、泰東樓、耀東樓、裕東樓、振東樓以及貴東樓                                 | 東美      | 東美      | 東美      | 東美      | 東美      | 東美      | 黃大仙西  |
| 東頭（二）邨 | 偉東樓與榮東樓                                                                   | 東美      | 東美      | 東頭      | 東頭      | 東頭      | 東頭      | 黃大仙西  |
| 東頭（二）邨 | 柏東樓                                                                           | 東美      | 東頭      | 東頭      | 東頭      | 東頭      | 東頭      | 黃大仙西  |
| 東頭（二）邨 | 欣東樓、逸東樓、盈東樓、盛東樓、茂東樓、彩東樓、興東樓、祥東樓、安東樓以及旺東樓 | 東頭      | 東頭      | 東頭      | 東頭      | 東頭      | 東頭      | 黃大仙西  |
| 東匯邨       | 東匯邨                                                                           | 尚未落成  | 尚未落成  | 尚未落成  | 東頭      | 東頭      | 東頭      | 黃大仙西  |

### 現任區議員
現任區議員為民建聯成員潘卓斌與創建力量成員楊諾軒。

### 歷屆議員
| 選區名稱 | 屆別                        | 議員     | 政治聯繫 | 政治聯繫 | 選區名稱 | 議員                      | 政治聯繫          | 政治聯繫       |
| -------- | --------------------------- | -------- | -------- | -------- | -------- | ------------------------- | ----------------- | -------------- |
| 東頭     | 1982年－1985年              | 鍾熙然   |          | 無黨籍   | 東頭     | 設為單議席選區            | 設為單議席選區    | 設為單議席選區 |
| 東頭     | 1985年－1988年              | 馮光中   | 莫應帆   | 無黨籍   | 東頭     |                           | 公屋評議會 → 民協 |                |
| 東頭     | 1988年－1991年              | 馮光中   | 莫應帆   | 無黨籍   | 東頭     |                           | 民協              |                |
| 東頭     | 1991年－1994年              | 馮光中   |          | 公民協會 | 東頭     | 定為單議席選區            | 定為單議席選區    | 定為單議席選區 |
| 東頭     | 1994年－1999年              | 馮光中   |          | 自由黨   | 東美     | 莫應帆                    |                   | 民協           |
| 東頭     | 2000年－2003年              | 馮光中   |          | 無黨籍   | 東美     | 莫應帆                    |                   | 民協           |
| 東頭     | 2004年－2007年              | 馮光中   |          | 無黨籍   | 東美     | 莫應帆                    |                   | 民協           |
| 東頭     | 2008年－2012年              | 李德康   |          | 民建聯   | 東美     | 莫應帆                    |                   | 民協           |
| 東頭     | 2012年－2015年              | 李德康   |          | 民建聯   | 東美     | 莫應帆                    |                   | 民協           |
| 東頭     | 2016年－2019年              | 李德康   | 施德來   | 民建聯   | 東美     |                           |                   | 民協           |
| 東頭     | 2020年－2021年7月8日        | 溫子衆   | 施德來   |          | 東美     | 人民力量／神州社 → 神州社 |                   | 民協           |
| 東頭     | 2021年7月9日－2021年7月12日 | 溫子衆   |          | 神州社   | 東美     | 議席懸空                  | 議席懸空          | 議席懸空       |
| 東頭     | 2021年7月13日－2023年       | 議席懸空 | 議席懸空 | 議席懸空 | 東美     | 議席懸空                  | 議席懸空          | 議席懸空       |
| 黃大仙西 | 2024－2027年                | 潘卓斌   |          | 民建聯   | 黃大仙西 | 楊諾軒                    |                   | 創建力量       |

## 事件

### 興建智障人士宿舍引發警民衝突
1992年12月中，媒體報道政府計劃在貴東樓地下單位予匡智會改建成智障人士宿舍，引起居民反對。他們指自己為受重建影響的居民，當時選樓時不知道該處會作有關用途。到1993年4月，地盤工人繼續動工興建宿舍，邨民不滿當局事前沒有諮詢，繼而與裝修工人和防暴警員爆發肢體衝突，更有人聲言要放火燒屋，促使地盤停工。有居民組成關注組織，向外界表達其擔憂。部分激進街坊更打爛宿舍的窗戶和張貼死亡恐嚇的標語，令到時任警務處處長李君夏下令主動調查此事。部分社會賢達則批評東頭邨居民的強烈反應會加深大眾對智障人士的歧視，港督夫人林穎彤（Lavender Patten）亦認為港府的宣傳教育工作不足。最後工程如常進行，宿舍於同年年底啟用，並接收首批共5名智障人士入住，過程順利。

### 公共屋邨食水含鉛超標事件
香港政府於2015年8月3日公佈新一輪驗水結果，結果顯示東匯邨有4個結果超標，數值介乎12.3至17微克，超出世衞標準2.3至7微克。

### 2019冠狀病毒病爆疫
2020年12月14日，東頭（二）邨貴東樓累計有6戶，分別9名患者確診2019冠狀病毒病，並分布6個位於高層的單位。政府抗疫專家、港大微生物學系講座教授袁國勇聯同中心及環保署人員在下午到該處視察。袁國勇指出相關個案懷疑與擾流效應有關。首先病毒透過糞渠的通風管飄上大廈的頂部，之後被北風吹回高層單位內。而氣喉較短的設計，加上冬天吹北風下，容易令病毒入屋。23樓的單位有含病毒的暖空氣經浴室的抽氣扇抽出室外往上飄，當樓上24樓的廚房開動抽油煙機和開窗後，便形成負壓環境，讓病毒飄至單位內。政府亦接納袁建議，安排23樓至30樓15號室的住戶入住檢疫中心，並向曾於11月22日至12月14日逗留貴東樓逾2小時人士發出強制檢測令，相關人士須於12月19日或之前完成檢測。

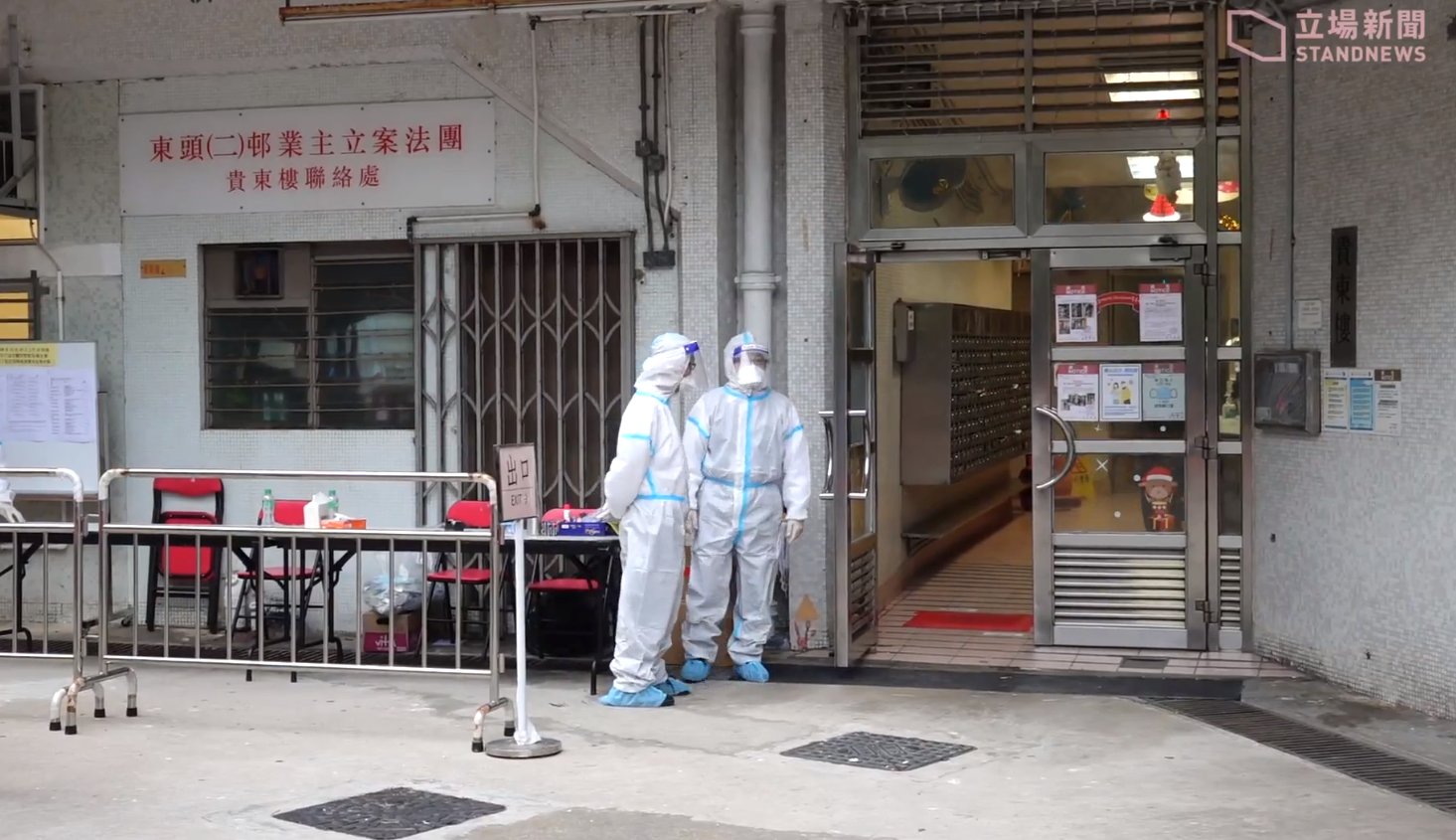
2020年12月14日，政府派員到貴東樓外設置登記處
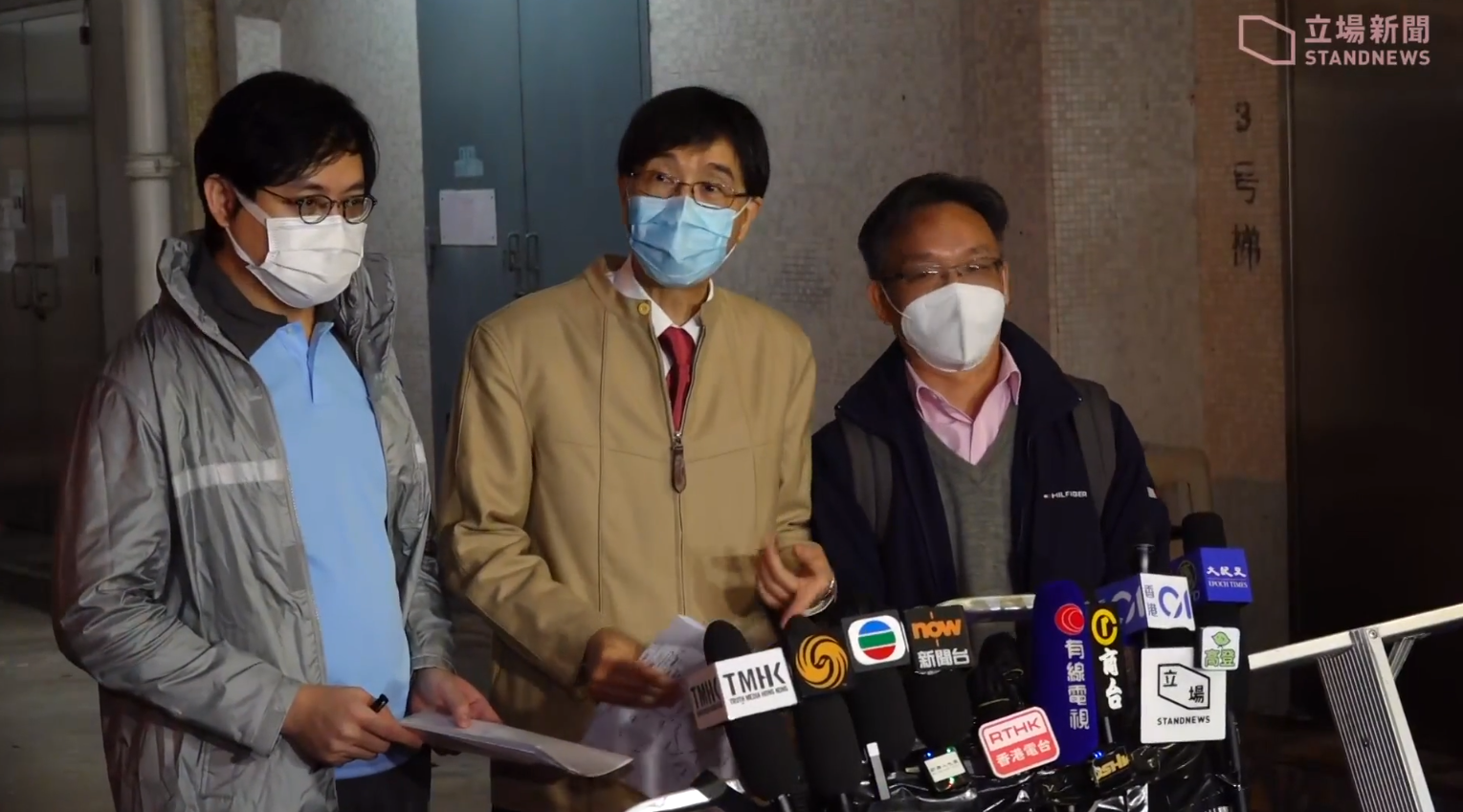
2020年12月14日，政府抗疫專家、港大微生物學系講座教授袁國勇聯同中心及環保署人員到貴東樓視察
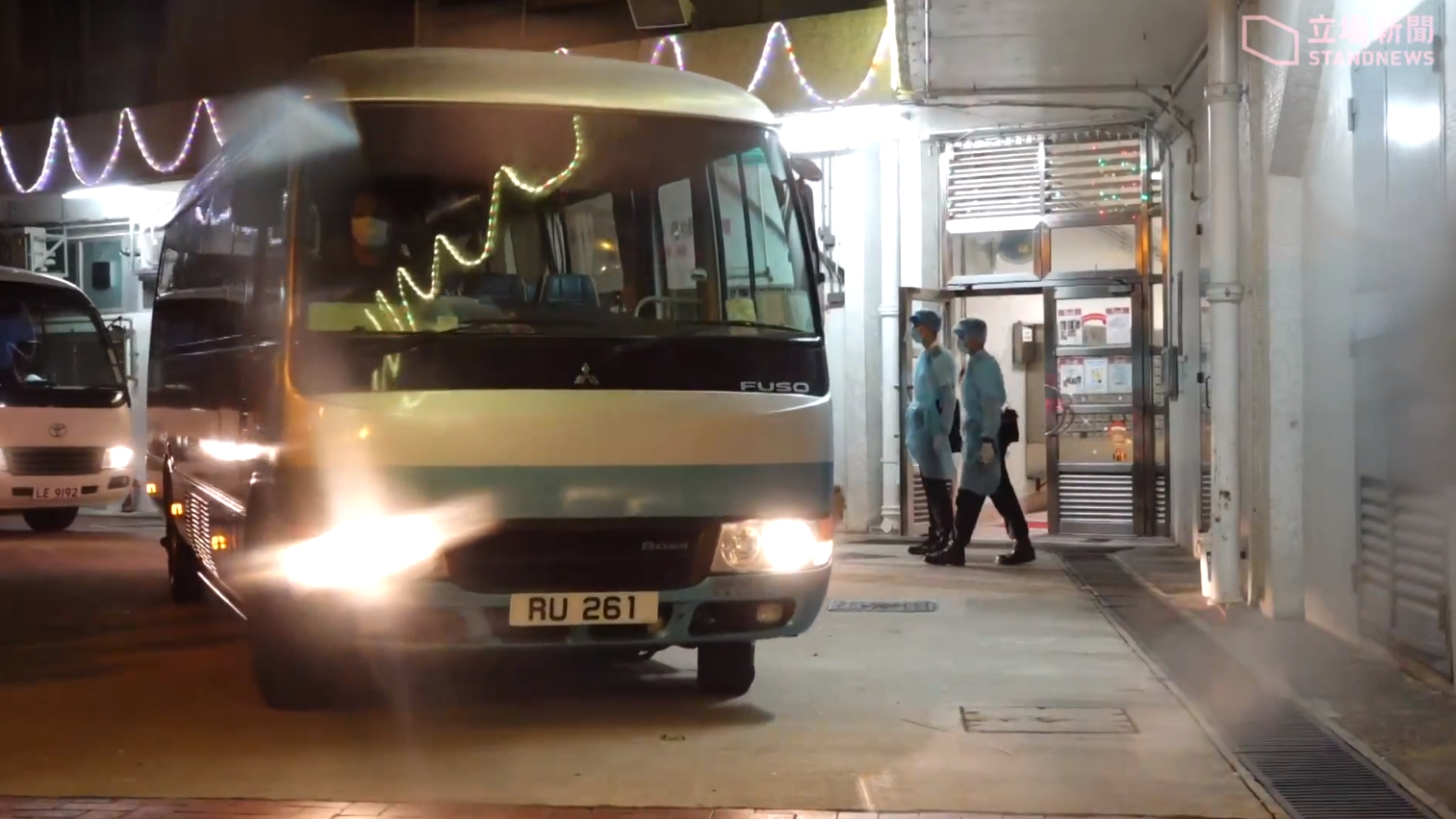
2020年12月14日晚上，政府派出小巴，安排貴東樓23樓至30樓15號室的住戶入住檢疫中心

## 外部連結
- 房委會物業位置及資料 東頭（一）邨（页面存档备份，存于）
- 房委會物業位置及資料 東頭（二）邨（页面存档备份，存于）
- 香港地方：討論文庫：東頭新區（页面存档备份，存于）
- 香港地方：討論文庫：東頭平房區（页面存档备份，存于）
- 香港地方：討論文庫：東頭村今昔（页面存档备份，存于）
- 清拆前的東頭邨第14座（香港公共圖書館圖片）（页面存档备份，存于）
- 東頭邨22座2012年清拆，房屋，社區與健康，香港政府新聞網，2008年1月15日[永久]
- 房委會物業位置及資料 東匯邨（页面存档备份，存于）